# Kvartersnamn i Göteborg

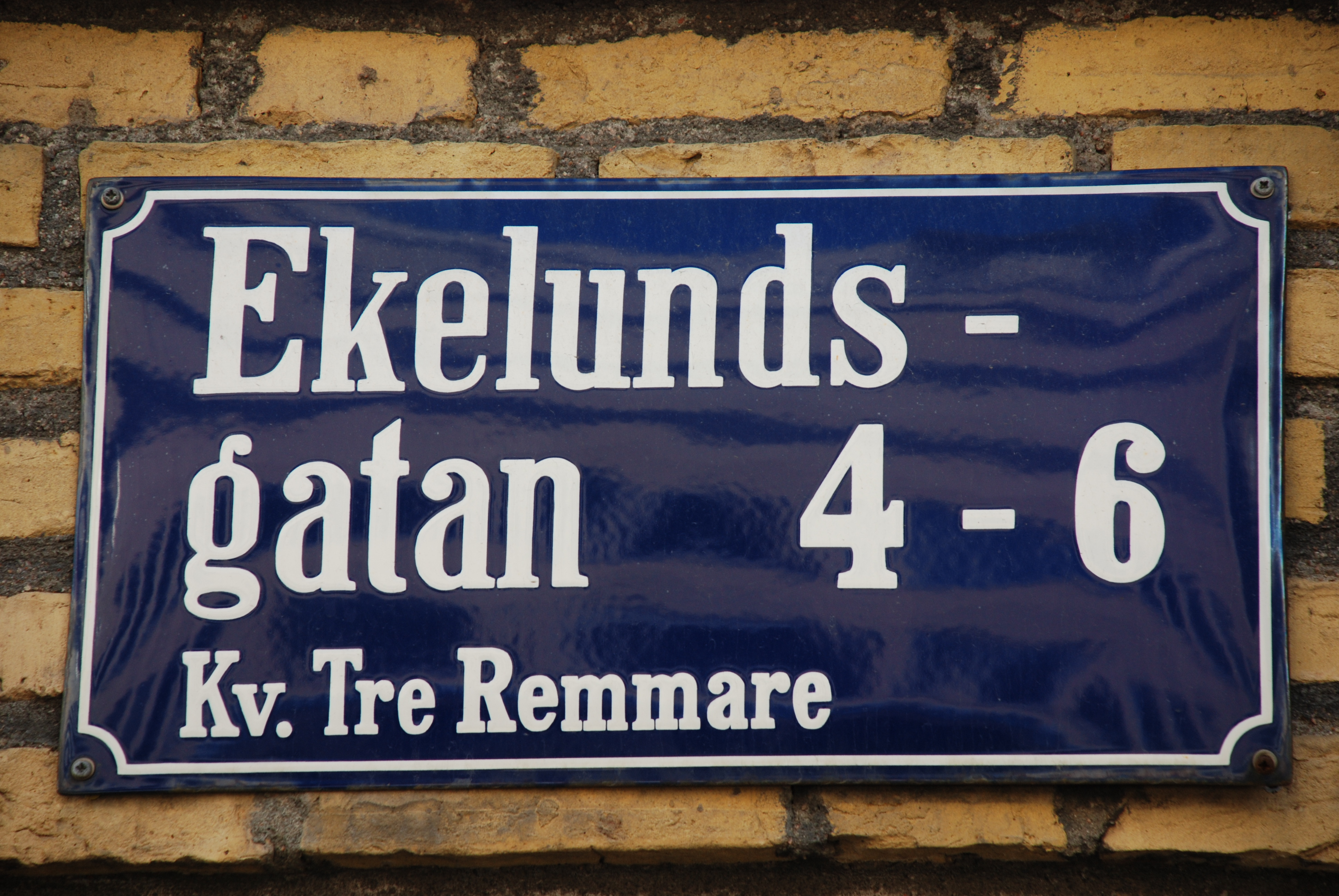
Gatuskylt med kvartersnamn. 56. kvarteret Tre Remmare ligger vid Ekelundsgatan i stadsdelen Inom Vallgraven.

Kvartersnamn i Göteborg kom till 1921 och godkändes av stadsfullmäktige 1923, detta var relativt sent jämfört med andra svenska städer. Innan dess hade staden endast haft en numrering av kvarteren, unik i varje rote (stadsdel).
En namngivningskommité bestående av andre stadsingenjören Arvid Södergren med biträde 
av tidningsredaktören och lokalhistorikern Carl Fredberg gavs i uppdrag att ta 
fram kvartersnamn med lokalhistorisk anknytning för gamla staden (stadsdelarna Inom Vallgraven och Nordstaden) och dåvarande Majornas sju rotar. Övriga stadsdelar fick kvartersnamn efter olika temata.

## Historia

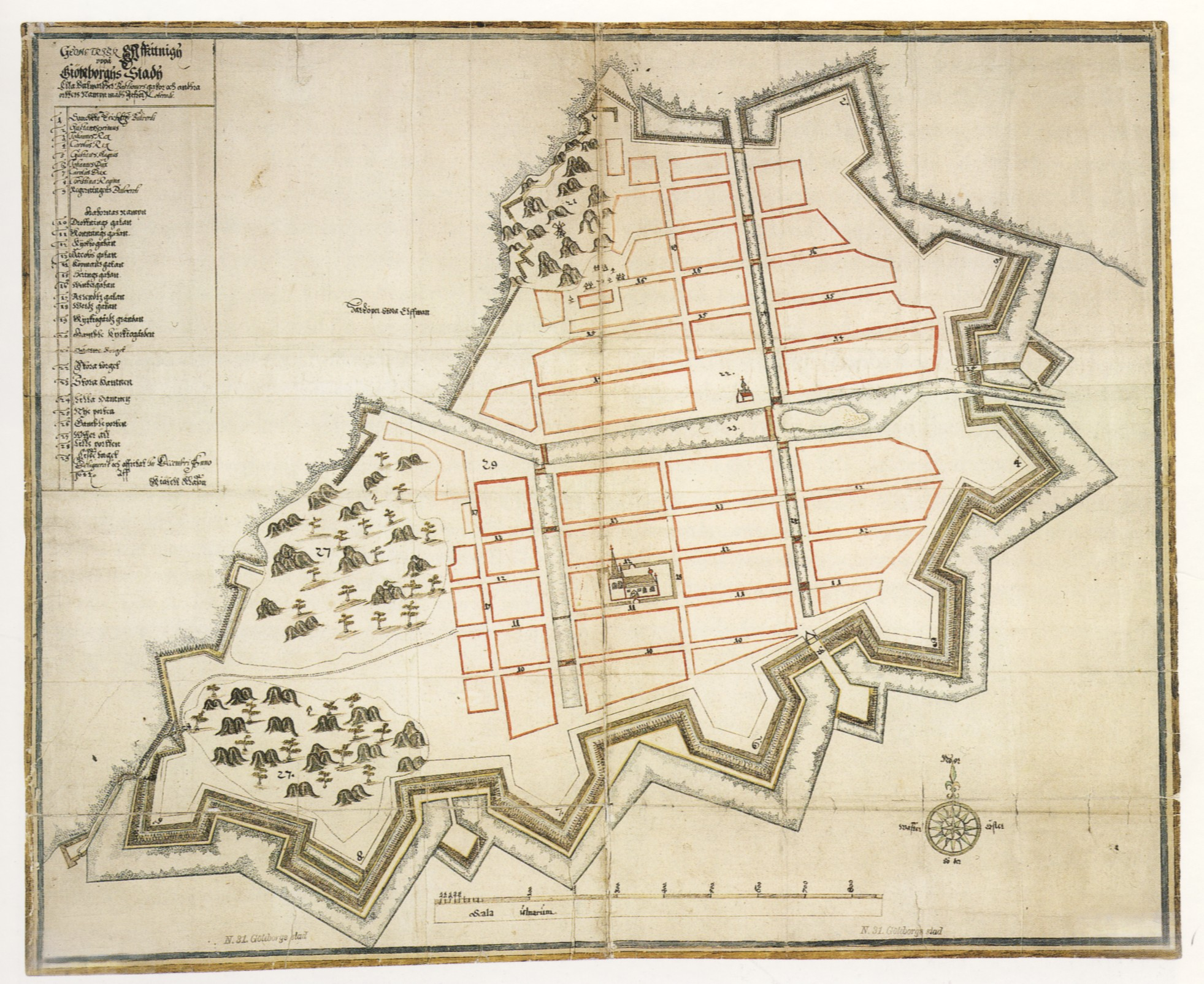
Kiättel Klasons karta över Göteborg 1644 visar stadens ursprungliga utseende.

På Kiättel Klasons karta från år 1644 framgår hur den del av Göteborg som ligger inom vallgraven är uppdelad i fem "quarter", vilka åtskiljs av vallgatorna och kanalerna. Första, andra och tredje kvarteren ligger söder om Stora Hamnkanalen och räknas från väster till öster, och norr om kanalen, räknat från öster till väster, ligger fjärde och femte kvarteren. Tidigare var antalet kvarter fyra "fjärdingar" och enligt stadens första brandordning från år 1639 delades vart och ett av dessa in i sju rotar, totalt 28 rotar. Roteindelningen kom att förändras och från och med år 1676 var antalet rotar tio. De var numrerade och bar namn efter långgatorna vars tomter de omfattade. Exempelvis benämndes 3:e roten Kyrkogaturoten och 4:e roten Drottninggaturoten. Roteindelningen behölls fram till början av 1920-talet, även om antalet rotar då hade ökat väsentligt. Stadens gamla roteindelning ersattes med kvartersindelning den 15 juni 1923.

## Inom Vallgraven, 1

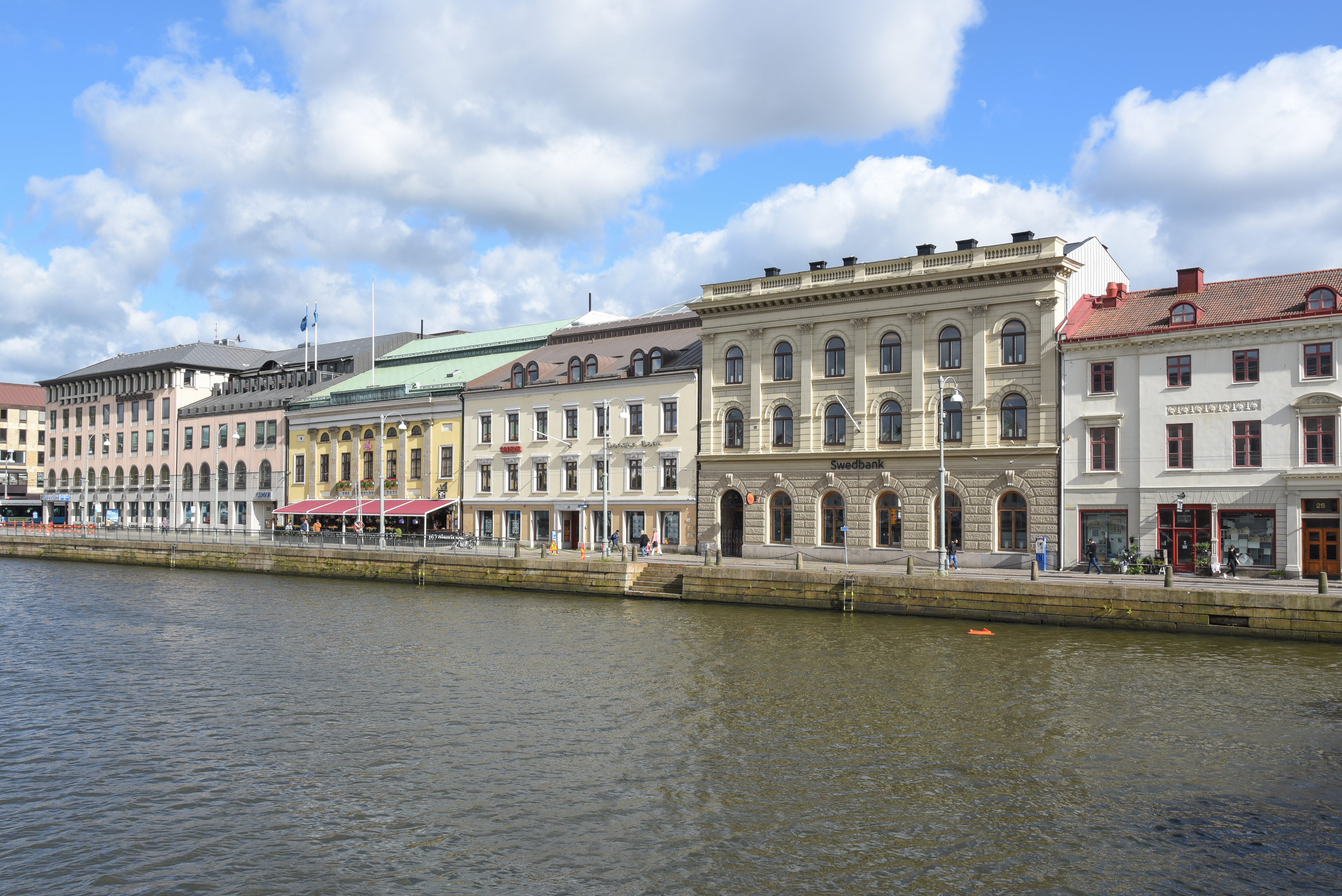
15 Kvarteret Frimuraren ligger längs Stora Hamnkanalen.

Kvartersnamnen härstammar från 1921 och har en lokalhistorisk anknytning.

- 1 kv. Slusskvarnen[3]
- 2 kv. Vallen
- 3 kv. Synagogan
- 4 kv. Manegen
- 5 kv. Bastionen
- 6 kv. Gamle Port
- 7 kv. Vattenkällan
- 8 kv. Klensmeden
- 9 kv. Perukmakaren
- 10 kv. Värnamo
- 11 kv. Arkaden
- 12 kv. Härbärget
- 13 kv. Göta Källare
- 14 kv. Sockerbruket
- 15 kv. Frimuraren
- 16 kv. Kommerserådet
- 17 kv. Holländaren
- 18 kv. Domprosten
- 19 kv. Bokhållaren
- 20 kv. Snusmalaren
- 21 kv. Hernhutaren
- 22 kv. Varuhuset
- 23 kv. Larmtrumman
- 24 kv. Idogheten
- 25 kv. Johannes Dux
- 26 kv. Saluhallen
- 27 kv. Blomsterkvasten
- 28 kv. Jungfrustigen
- 29 kv. Gamla Latin
- 30 kv. Engelska kyrkan
- 31 kv. Spruthuset
- 32 kv. Artilleristallet
- 33 kv. Biskopen
- 34 kv. Gymnasiet
- 35 kv. Sidenvävaren
- 36 kv. Telegrafen
- 37 kv. Kasernen[4]
- 38 kv. Fiskaren
- 39 kv. Vävaren[5] (utgått)
- 40 kv. Rosenlund[3]
- 41 kv. Arsenalen[3]
- 42 kv. Luntantu
- 43 kv. Carolus Rex
- 44 kv. Lasarettet[5] (utgått)
- 45 kv. Hästbacken
- 46 kv. Surbrunnen[3]
- 47 kv. Karlsport[5] / Carls Port[6]
- 48 kv. Elektricitetsverket
- 49 kv. Merkurius
- 50 kv. Redaren
- 51 kv. Verkstaden
- 52 kv. Stora Bommen
- 53 kv. Residenset
- 54 kv. Alströmer
- 55 kv. Neptunus
- 56 kv. Tre Remmare
- 57 kv. Sparbanken
- 58 kv. Stadsmäklaren
- 59 kv. Hyrkusken
- 60 kv. Hästkvarnen
- 61 kv. Käppslängaren
- 62 kv. Otterhällan
- 63 kv. Eklunden[5] (utgått)
- 64 kv. Branten
- 65 kv. Domkyrkan
- 66 kv. Kraftstationen
- 67 kv. Telegrafisten
- 68 kv. Bergväggen[3]
- 69 kv. Boktryckeriet[6]
- 70 kv. Fiskhallen
- 71 kv. Jungfrustigen[6]
- 72 kv. Bazarlängan
- 74 kv. Fisketorget[6]
- 75 kv. Stenpiren[6]

## Nordstaden, 2

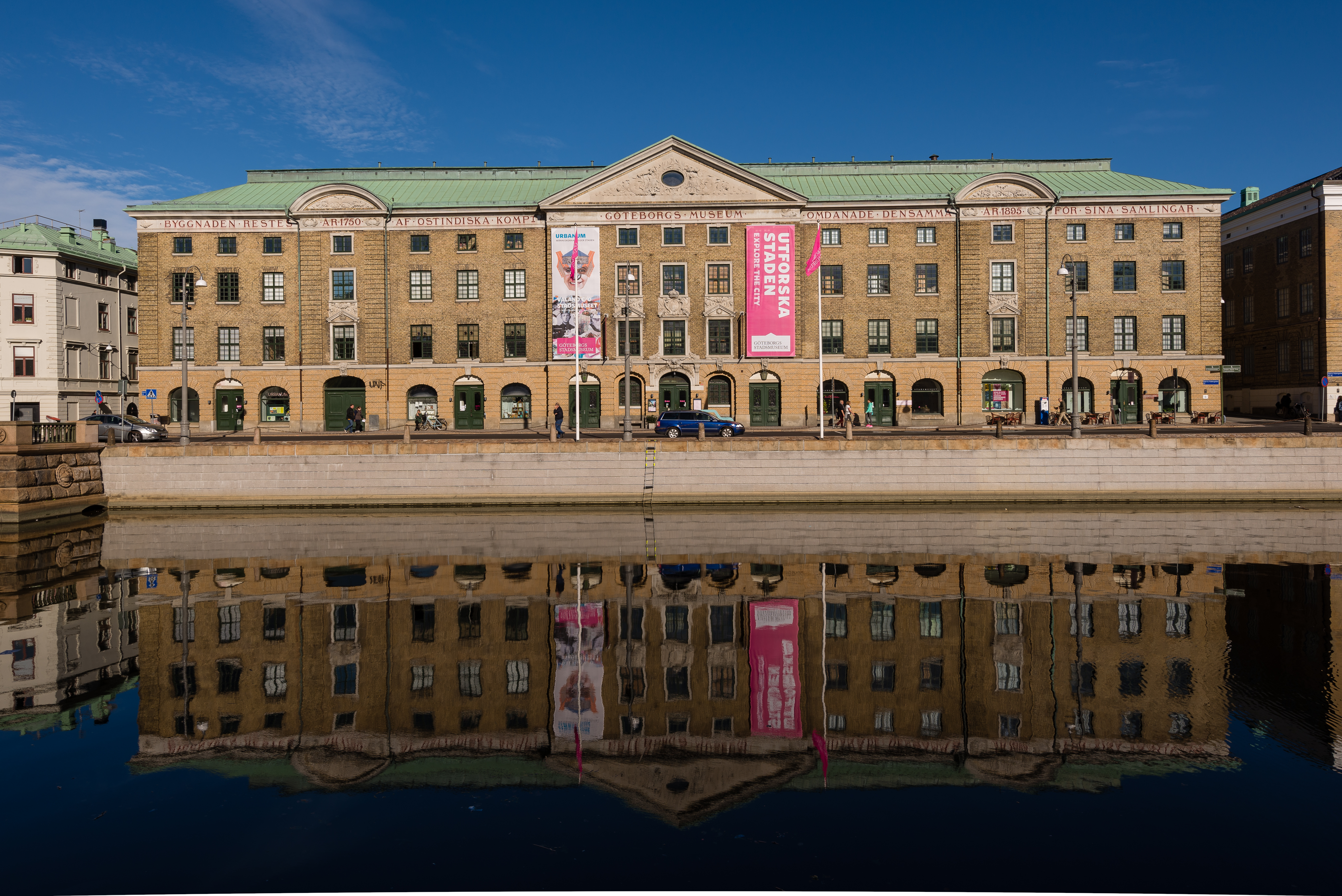
I 12 kv. Ostindiska kompaniet ligger Göteborgs stadsmuseum.

Kvartersnamnen härstammar från 1921 och har en lokalhistorisk anknytning.

- 1 kv. Gustavus Primus[4] (utgått)
- 2 kv. Hövågen
- 3 kv. Klädprässaren (utgått)
- 4 kv. Strykjärnet (utgått)
- 5 kv. Tenngjutaren (utgått)
- 6 kv. Nålmakaren (utgått)
- 7 kv. Gästgivaren (utgått)
- 8 kv. Köpmannen
- 9 kv. Nye Port (utgått)
- 10 kv. Kronobageriet
- 11 kv. Rådhuset
- 12 kv. Ostindiska Kompaniet
- 13 kv. Gamla Tullen
- 14 kv. Lilla Berget
- 15 kv. Traktören
- 16 kv. Högvakten
- 17 kv. Borgaren
- 18 kv. Gamla Teatern
- 19 kv. Kronhuset
- 20 kv. Franska Tomten
- 21 kv. Kruthuset
- 22 kv. Vadman
- 23 kv. Enigheten
- 24 kv. Polismästaren
- 25 kv. Göta Kanal
- 26 kv. Vindragaren
- 27 kv. Stadskvarnen
- 28 kv. Navigationsskolan
- 29 kv. Kvarnberget
- 30 kv. Mjölnaren
- 31 kv. Mätaren
- 32 kv. Ljusstöparen
- 33 kv. Lilla Bommen
- 34 kv. S:t Erik[7] (utgått)
- 35 kv. Magasinet
- 36 kv. Packhuset
- 37 kv. Dirigenten
- 38 kv. Kajskjulet

## Gullbergsvass, 3

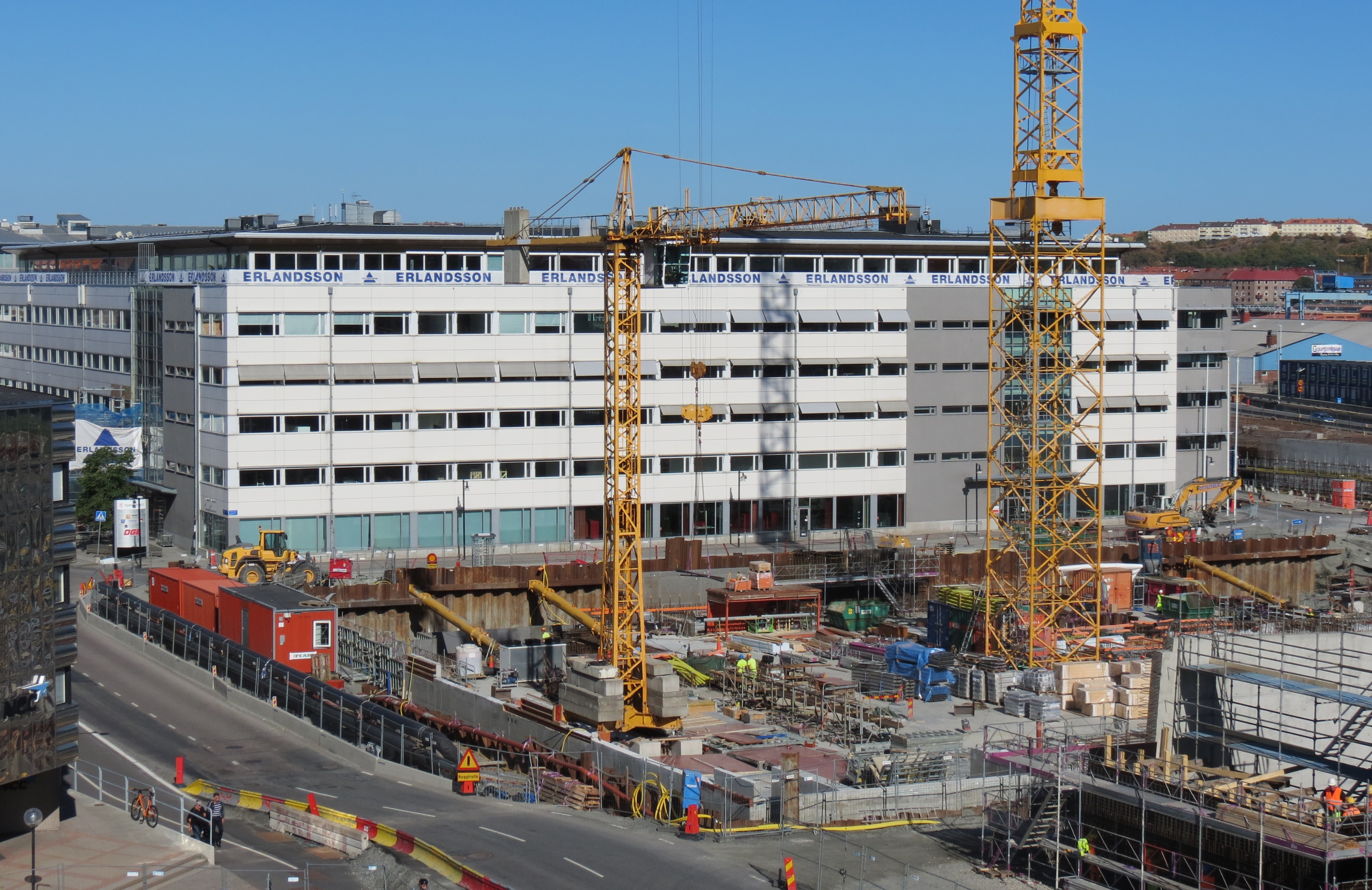
Kvarteret Kopparen renoverades under 2018 och samtidigt påbörjades en nybyggnad på dåvarande rivningstomten i det framförvarande kvarteret Platinan.

Kvartersnamnen härstammar från 1921 och har temat metaller.
- 1 kv. Guldet
- 2 kv. Silvret[8] (utgått)
- 3 kv. Platinan
- 4 kv. Kopparen
- 5 kv. Tennet
- 6 kv. Bronsen
- 7 kv. Järnet
- 8 kv. Stålet[8]
- 9 kv. Blyet[8] (utgått)
- 10 kv. Zinken
- 11 kv. Nickeln
- 12 kv. Kvicksilvret[8] (utgått)
- 13 kv. Bangården
- 15 kv. Uranet
- 16 kv. Kromet
- 17 kv. Centralstationen
- 19 kv. Bromen

## Stampen, 4
Kvartersnamnen härstammar från 1921 och har temat svenska krigsoperationsplatser.
- 1 kv. Bråvalla
- 2 kv. Fyrisvall
- 4 kv. Lena
- 5 kv. Gestilren
- 6 kv. Herrevadsbro
- 7 kv. Åsle
- 9 kv. Brännkyrka
- 10 kv. Brunnbäck
- 11 kv. Stångebro
- 12 kv. Lützen
- 13 kv. Breitenfeld
- 15 kv. Chemnitz
- 16 kv. Jankowitz
- 17 kv. Warschau (tidigare Warschava)
- 18 kv. Stora Bält
- 19 kv. Lilla Bält
- 20 kv. Halmstad
- 21 kv. Lund
- 22 kv. Narva
- 24 kv. Klissow[4]

## Heden, 5
Kvartersnamnen härstammar från 1921 och har temat ädelstenar.

- 16 kv. Diamanten[9]
- 21 kv. Smaragden
- 22 kv. Rubinen
- 23 kv. Safiren (utgått)
- 24 kv. Opalen
- 25 kv. Bergkristallen
- 26 kv. Ametisten
- 27 kv. Karneolen
- 28 kv. Agaten
- 29 kv. Onyxen
- 30 kv. Granaten
- 31 kv. Turmalinen
- 33 kv. Krysoliten[4] (utgått)
- 34 kv. Topasen
- 36 kv. Röktopasen[10] (utgått)
- 37 kv. Heliotropen
- 38 kv. Akvamarinen
- 39 kv. Beryllen
- 40 kv. Getebergsängen
- 41 kv. Månstenen[6]
- 42 kv. Polishuset
- 43 kv. Zirkonen[6]
- 44 kv. Malakiten
- 45 kv. Paviljongen
- 46 kv. Bärnstenen
- 47 kv. Arenan
- 48 kv. Ullevi

## Lorensberg, 6

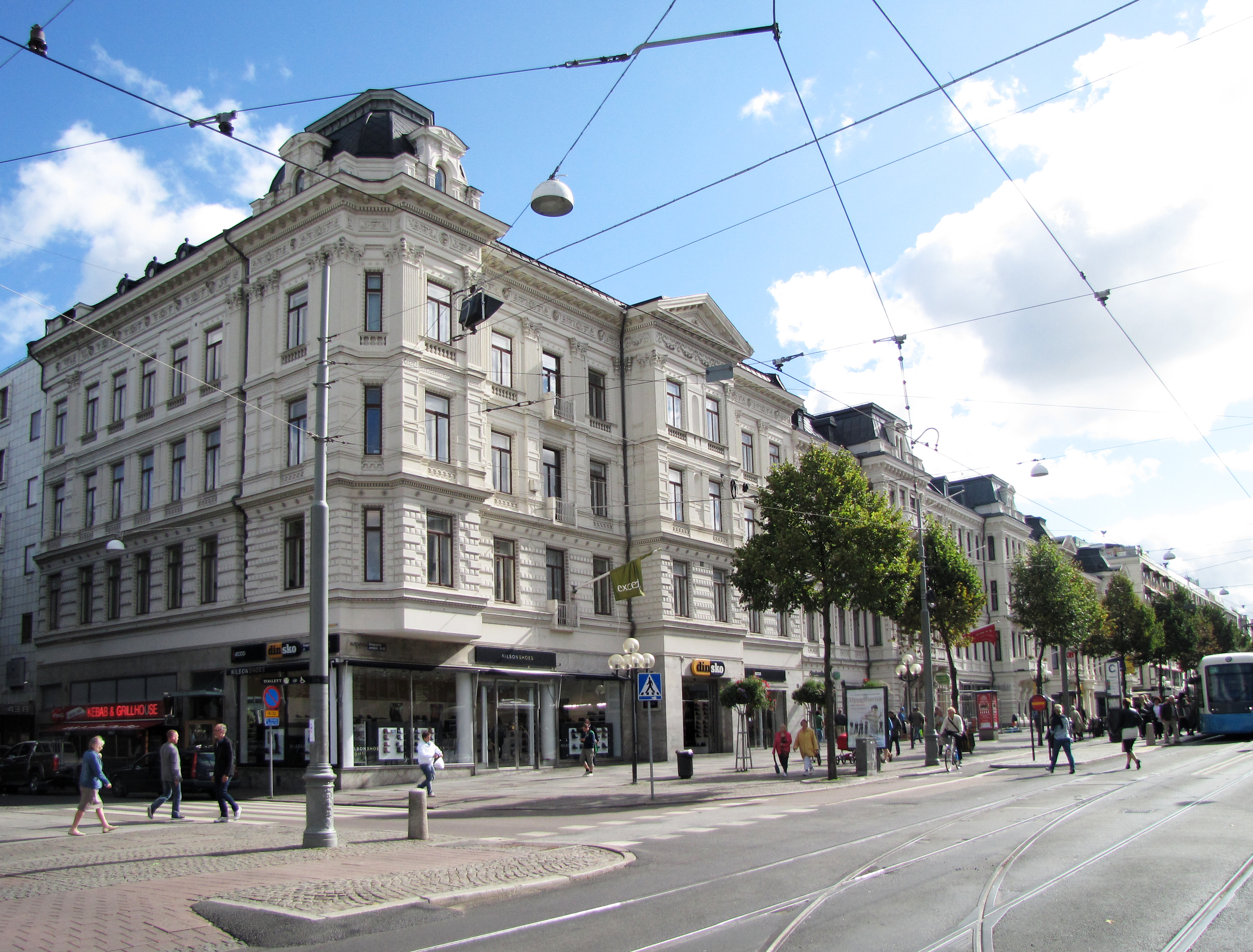
53 kv. Örup ligger längs Kungsportsavenyen.

Kvartersnamnen härstammar från 1921 och har temat svenska slott.

- 1 kv. Tre Kronor
- 2 kv. Kärnan
- 3 kv. Bohus
- 4 kv. Karlsten
- 5 kv. Axevall
- 6 kv. Aranäs
- 7 kv. Torpa
- 8 kv. Öresten[3]
- 9 kv. Gräfsnäs
- 10 kv. Koberg
- 11 kv. Läckö
- 12 kv. Skaraborg
- 13 kv. Gälakvist
- 14 kv. Visingsborg
- 15 kv. Näs
- 16 kv. Brahehus
- 17 kv. Munkeboda
- 21 kv. Gripsholm
- 23 kv. Drottningholm
- 24 kv. Tullgarn
- 25 kv. Ulriksdal
- 26 kv. Stegeborg
- 27 kv. Stäket
- 28 kv. Strömsholm
- 29 kv. Stenhammar[11]
- 30 kv. Hörningsholm
- 31 kv. Årnäs[12]
- 32 kv. Bäckaskog
- 33 kv. Skokloster
- 34 kv. Venngarn
- 38 kv. Stora Teatern
- 39 kv. Gamla Högskolan
- 40 kv. Rydboholm
- 41 kv. Ulvåsa
- 42 kv. Fågelvik
- 43 kv. Borganäs
- 44 kv. Visborg
- 45 kv. Kastellholm
- 46 kv. Kalmarehus
- 47 kv. Kronoberg
- 48 kv. Vik
- 49 kv. Nyköpingshus
- 50 kv. Örebrohus
- 51 kv. Oppensten
- 52 kv. Borgeby
- 53 kv. Örup
- 54 kv. Svaneholm
- 55 kv. Glimmingehus
- 56 kv. Sturefors
- 57 kv. Örbyhus
- 58 kv. Malmöhus
- 59 kv. Trollenäs
- 60 kv. Högskolan
- 61 kv. Vasakyrkan[13]
- 62 kv. Tidö[14]

## Johanneberg, 7
Kvartersnamnen härstammar från 1921 och har temat sångfåglar.

- 1 kv. Näktergalen
- 2 kv. Taltrasten
- 3 kv. Bofinken
- 4 kv. Göken
- 5 kv. Tofsmesen
- 6 kv. Blåmesen[15]
- 7 kv. Grönsiskan
- 8 kv. Entitan
- 9 kv. Koltrasten
- 11 kv. Flugsnapparen
- 12 kv. Rödhaken
- 14 kv. Stenskvättan
- 15 kv. Sidensvansen[3]
- 16 kv. Gärdsmygen
- 17 kv. Hämplingen
- 18 kv. Domherren
- 19 kv. Stjärtmesen
- 20 kv. Snöskatan
- 21 kv. Strömstaren
- 22 kv. Staren
- 23 kv. Törnskatan
- 24 kv. Tornsvalan
- 25 kv. Ladusvalan
- 27 kv. Steglitsan
- 28 kv. Sädesärlan
- 29 kv. Lappmesen
- 30 kv. Gulärlan
- 31 kv. Talltitan
- 32 kv. Nötväckan
- 33 kv. Ringduvan[16]
- 34 kv. Kolmesen
- 39 kv. Backsvalan
- 40 kv. Alsiskan
- 41 kv. Pilfinken
- 42 kv. Snösparven
- 43 kv. Ringtrasten
- 44 kv. Klippduvan
- 45 kv. Rörsångaren
- 46 kv. Blåhaken
- 47 kv. Berglärkan
- 48 kv. Lövsångaren[3]

## Krokslätt, 8
Kvartersnamnen härstammar från 1921 och har temat svenska sjöar.

- 1 kv. Vänern
- 2 kv. Vättern
- 3 kv. Mälaren[17]
- 4 kv. Hjälmaren
- 5 kv. Siljan
- 6 kv. Skagern
- 7 kv. Unden
- 8 kv. Viken
- 9 kv. Örlen
- 10 kv. Östen
- 11 kv. Ymsen
- 12 kv. Vristulven
- 13 kv. Hornborgasjön
- 14 kv. Mullsjön
- 15 kv. Skärvlången
- 17 kv. Tolken
- 18 kv. Öresjön
- 19 kv. Oklången
- 20 kv. Hällungen
- 21 kv. Bullaren
- 22 kv. Åsunden
- 23 kv. Sämsjön
- 24 kv. Lönern
- 25 kv. Stråken
- 26 kv. Jogen
- 27 kv. Fegen
- 28 kv. Bolmen
- 29 kv. Jällunden
- 30 kv. Vidöstern
- 31 kv. Möckeln
- 32 kv. Åsnen
- 33 kv. Odensjön
- 34 kv. Rymmen
- 35 kv. Innaren
- 36 kv. Allgunnen
- 37 kv. Solgen
- 38 kv. Spången
- 39 kv. Rusken
- 40 kv. Lyen
- 41 kv. Steningen
- 42 kv. Örken
- 43 kv. Flåren
- 44 kv. Hindsen
- 45 kv. Lången
- 47 kv. Ivösjön
- 48 kv. Mien
- 50 kv. Sommen
- 51 kv. Tåkern
- 52 kv. Boren
- 53 kv. Roxen
- 54 kv. Glan
- 55 kv. Yngaren
- 56 kv. Tisnaren
- 57 kv. Järnlunden
- 58 kv. Ämmern
- 59 kv. Vindommen
- 60 kv. Yxningen
- 61 kv. Sottern
- 62 kv. Kvismaren
- 63 kv. Båven
- 64 kv. Dunkern
- 65 kv. Öljaren
- 66 kv. Långhalsen
- 67 kv. Klemmingen
- 68 kv. Stora Le
- 69 kv. Lilla Le
- 70 kv. Töcken
- 71 kv. Iväg
- 72 kv. Glafsfjorden
- 73 kv. Värmeln
- 74 kv. Fryken
- 75 kv. Råvarpen
- 76 kv. Kornsjön
- 77 kv. Lelången
- 78 kv. Stora Bör
- 79 kv. Älgsjön
- 80 kv. Silen
- 81 kv. Stora Gla
- 82 kv. Gapern
- 83 kv. Daglösen
- 84 kv. Visten
- 85 kv. Ullvättern
- 86 kv. Alkvättern
- 90 kv. Vessman
- 91 kv. Hörken
- 92 kv. Rämmen
- 93 kv. Ekoln
- 94 kv. Tämnaren
- 95 kv. Runn
- 96 kv. Insjön
- 98 kv. Amungen
- 99 kv. Balungen
- 100 kv. Skattungen
- 101 kv. Toftan
- 102 kv. Logärden
- 103 kv. Yklaren
- 104 kv. Storsjön
- 105 kv. Kallsjön
- 106 kv. Näckten
- 107 kv. Rogen
- 108 kv. Hornavan
- 109 kv. Dragan
- 110 kv. Hotagen
- 111 kv. Blåsjön
- 112 kv. Storjuktan
- 113 kv. Storvindeln
- 114 kv. Torrön
- 115 kv. Uddjaur[6]
- 116 kv. Vindeln
- 117 kv. Malgomaj
- 118 kv. Lulevatten
- 119 kv. Strömsvattnet
- 120 kv. Torne träsk
- 121 kv. Storavan
- 122 kv. Färingen
- 123 kv. Holmevattnet
- 124 kv. Tosterödsvattnet
- 125 kv. Nyckelvattnet
- 127 kv. Erve
- 128 kv. Långhalmen
- 129 kv. Ånimmen
- 130 kv. Hästefjorden
- 131 kv. Gravlången
- 132 kv. Vassbotten
- 133 kv. Såken
- 134 kv. Visen
- 135 kv. Flaten
- 136 kv. Nömmen
- 137 kv. Vixen
- 139 kv. Grumlan
- 140 kv. Hulingen
- 141 kv. Mycklaflon
- 142 kv. Nejern
- 143 kv. Hummeln
- 147 kv. Femlingen
- 148 kv. Ygden
- 149 kv. Rottnen
- 150 kv. Immeln
- 151 kv. Madkroken
- 152 kv. Mjörn
- 153 kv. Anten
- 154 kv. Sävelången
- 156 kv. Nedsjön
- 157 kv. Nären
- 158 kv. Färgen
- 159 kv. Stamsjön
- 160 kv. Gröen
- 161 kv. Fävren
- 162 kv. Rådasjön
- 163 kv. Lygnern
- 164 kv. Treen
- 165 kv. Dellen
- 166 kv. Öjungen
- 167 kv. Neden
- 168 kv. Anjan
- 169 kv. Vispolen
- 170 kv. Ryningen
- 172 kv. Sinnern
- 173 kv. Mjölhatteträsk
- 175 kv. Volgsjön[6]
- 176 kv. Björkvattnet[6]
- 177 kv. Oresjön[6]
- 178 kv. Ottnaren[6]
- 179 kv. Stora Härsjön[6]
- 180 kv. Tåsjön
- 182 kv. Bunn[6]
- 183 kv. Tisjön[6]
- 184 kv. Sävern
- 185 kv. Chalmers Teknikpark
- 186 kv. Eckern

## Landala, 9

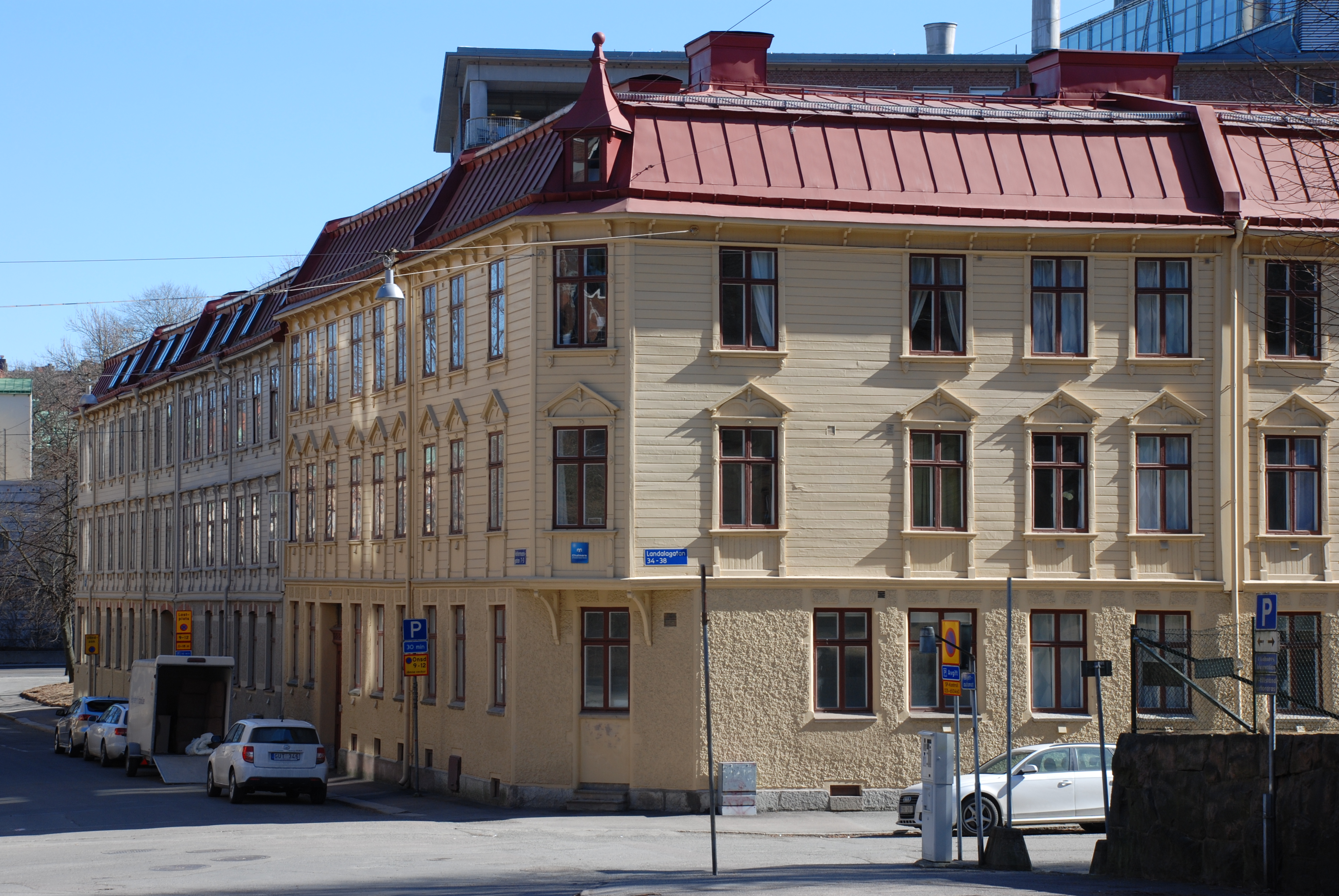
I 15 kv. Sångsvanen i Landala återfinns några av få bevarade landshövdingehus i stadsdelen.

Kvartersnamnen härstammar från 1921 och har temat svenska fåglar.

- 1 kv. Rödbenan
- 2 kv. Tranan[18]
- 3 kv. Hägern
- 4 kv. Trappen
- 5 kv. Spoven
- 6 kv. Brushanen
- 7 kv. Tofsvipan
- 8 kv. Ljungpiparen
- 9 kv. Bäckasinen
- 10 kv. Morkullan
- 11 kv. Ängsknarren
- 12 kv. Sothönan
- 13 kv. Ankan[19]
- 14 kv. Gåsen
- 15 kv. Sångsvanen
- 16 kv. Anden
- 18 kv. Lommen[4] (utgått)
- 19 kv. Grisslan[4]
- 20 kv. Alfågeln
- 21 kv. Måsen
- 22 kv. Truten
- 23 kv. Tärnan
- 24 kv. Sjöorren
- 25 kv. Skraken
- 26 kv. Tordmulen
- 27 kv. Strandpiparen
- 28 kv. Strandskatan
- 29 kv. Havstruten
- 30 kv. Krickan
- 31 kv. Svärtan
- 33 kv. Ligustern
- 36 kv. Sånglärkan
- 37 kv. Fiskmåsen
- 38 kv. Gräsanden
- 39 kv. Pumphuset
- 40 kv. Alkekungen
- 41 kv. Skäggdoppingen

## Vasastaden, 10
Kvartersnamnen härstammar från 1921 och har temat svenska trädsorter.

- 1 kv. Alen
- 2 kv. Almen
- 3 kv. Asken
- 4 kv. Avenboken
- 5 kv. Björken
- 6 kv. Masurbjörken
- 7 kv. Glasbjörken
- 8 kv. Boken
- 9 kv. Apeln
- 10 kv. Enen
- 11 kv. Lönnen
- 12 kv. Furan
- 13 kv. Lärkträdet
- 14 kv. Linden
- 15 kv. Granen
- 16 kv. Sälgen
- 17 kv. Häggen
- 18 kv. Hasseln
- 19 kv. Aspen
- 20 kv. Oxeln
- 21 kv. Guldregnet
- 22 kv. Pilträdet
- 23 kv. Poppeln
- 24 kv. Syrenen
- 25 kv. Cypressen[20]
- 26 kv. Platanen
- 27 kv. Rönnen
- 28 kv. Päronträdet
- 31 kv. Idegranen
- 32 kv. Tallen
- 33 kv. Järneken

## Pustervik, 11

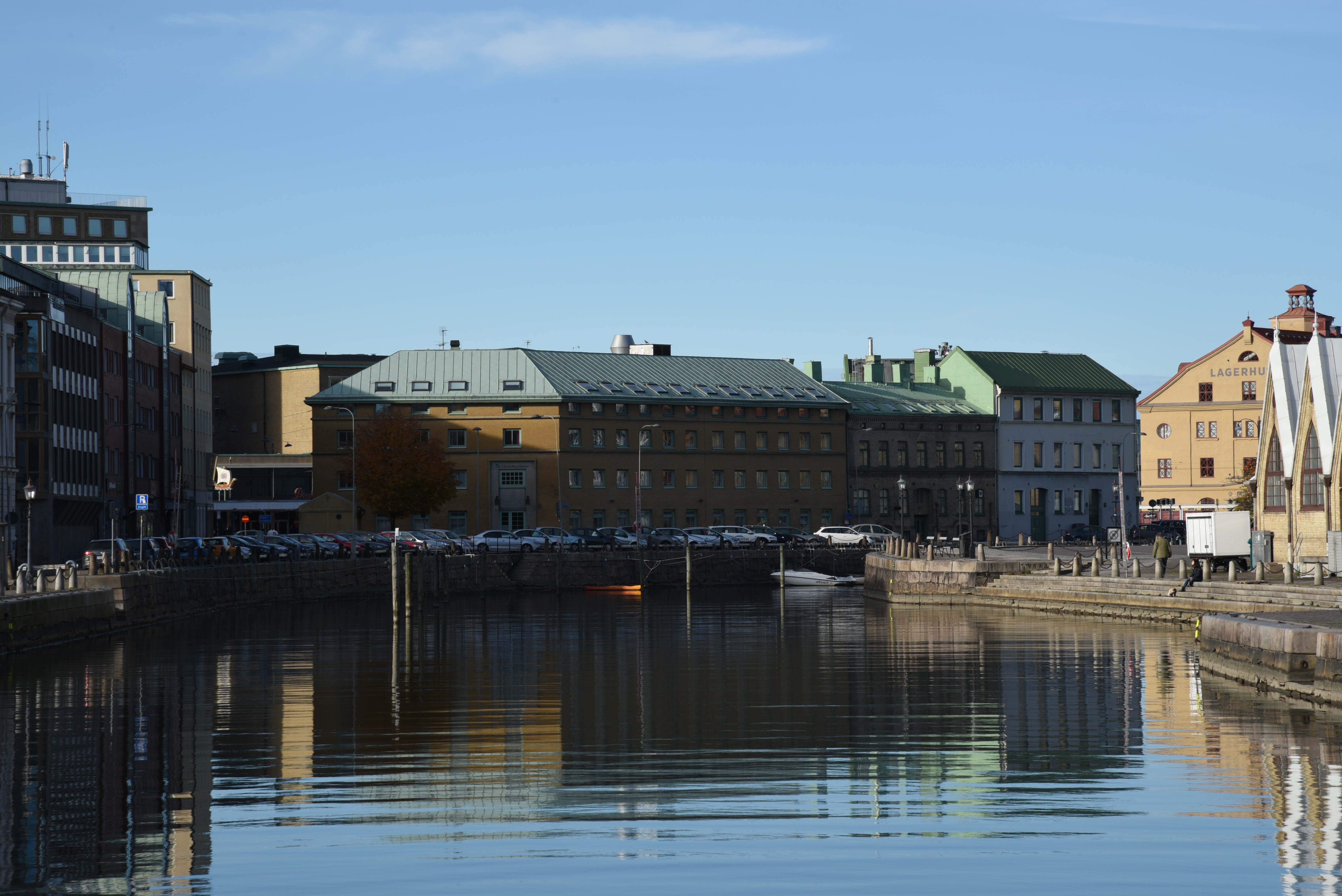
Kvarteret Röda Bryggan är ett av tre kvarter i stadsdelen Pustervik.

- kv. 1 Kaponnieren
- kv. 2 Regeringen
- kv. 3 Röda Bryggan

## Masthugget, 12

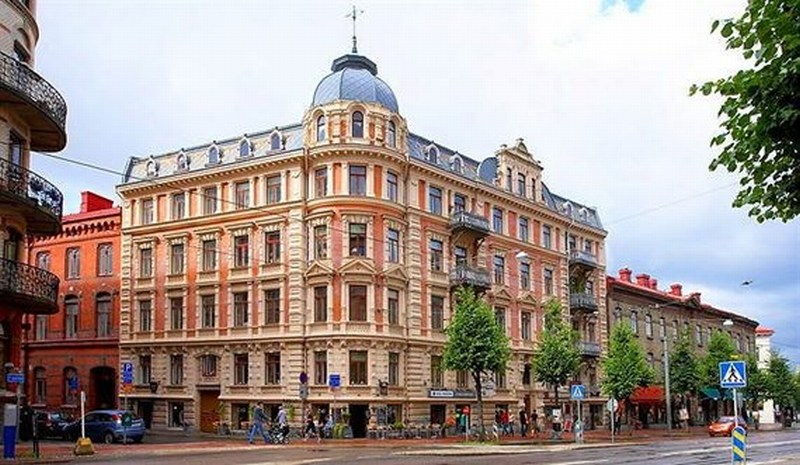
Kv. 8 Skutan ligger vid Linnégatan i stadsdelen Masthugget.

Kvartersnamnen härstammar från 1921 och har namngivits efter temat fartygstyper.

- kv. 1 Fregatten
- kv. 2 Skonaren
- kv. 3 Briggen
- kv. 4 Barken
- kv. 5 Galeasen[6]
- kv. 6 Jakten
- kv. 7 Smacken
- kv. 8 Skutan
- kv. 9 Slupen
- kv. 10 Kryssaren[6]
- kv. 11 Korvetten
- kv. 12 Kostern[6]
- kv. 13 Kuttern[6]
- kv. 15 Giggen[10] (utgått)
- kv. 16 Jullen[4] (utgått)
- kv. 19 Ekan[3] (utgått)
- kv. 24 Kanoten (utgått)
- kv. 25 Vässingen[6]
- kv. 26 Koggen
- kv. 27 Brigantinen[3] (utgått)
- kv. 28 Loggerten[6]
- kv. 29 Koffen[6]
- kv. 30 Snipan[6]
- kv. 31 Barkassen[6]

Kvarter tillkomna efter 1923
- kv. 32 Kajaken[6]
- kv. 33 Gondolen[6]
- kv. 34 Pirogen[6]
- kv. 42 Dingen[6]

## Stigberget, 13
Kvartersnamnen härstammar från 1921 och har en lokalhistorisk anknytning.

- 1 kv. Babel[10]
- 2 kv. Signalen[21]
- 3 kv. Hollandia[10]
- 4 kv. Tröstekällan
- 5 kv. Klåvestenen
- 6 kv. Kompass (utgått)
- 7 kv. Tvillingarna (utgått)
- 8 kv. Stjärnan (utgått)
- 10 kv. Jägaren (utgått)
- 11 kv. Ararat (utgått)
- 12 kv. Libanon (utgått)
- 13 kv. Pyramiden (utgått)
- 14 kv. Klostret (utgått)
- 15 kv. Ättebacken[3] (utgått)
- 16 kv. Nordkap[3] (utgått)
- 17 kv. Phoebi vagn (utgått)
- 18 kv. Nunnan (utgått)
- 19 kv. Jordfallet (utgått)
- 20 kv. Solliden (utgått)
- 21 kv. Abboten (utgått)
- 22 kv. Storebacken (utgått)
- 23 kv. Berghäll[6]
- 24 kv. Masthuggsberget
- 25 kv. Gideon
- 26 kv. Zion
- 27 kv. Fredriksborg
- 28 kv. Bethel
- 29 kv. Älghagen
- 30 kv. Hamnen[6]
- 31 kv. Stenklevan[6]
- 32 kv. Hörnet
- 33 kv. Skogen
- 34 kv. Hoberg[22]
- 36 kv. Vite Knut[6]

## Olivedal, 14
Kvartersnamnen härstammar från 1921 och har en lokalhistorisk anknytning.

- kv. 1 Plantaget
- kv. 2 Dahlins äng
- kv. 3 Hejderidaren
- kv. 4 Nordhem
- kv. 5 Johannedal
- kv. 6 Fridhem
- kv. 7 Smugglaren
- kv. 8 Vega
- kv. 9 Alfhem
- kv. 10 Malmgården
- kv. 11 Bäckebron
- kv. 12 Landeriet
- kv. 13 Bergfästet
- kv. 14 Bergslänten
- kv. 15 Djupedalen
- kv. 16 Kråkstaden
- kv. 17 Tabernaklet
- kv. 18 Labyrinten
- kv. 19 Palermo
- kv. 20 Normandiet
- kv. 21 Nybygget
- kv. 22 Sofieberg
- kv. 23 Flaggspelet
- kv. 24 Hägringen
- kv. 25 Triangeln
- kv. 26 Stupet
- kv. 27 Spejaren
- kv. 28 Horisonten
- kv. 29 Solståndet
- kv. 30 Utsikten
- kv. 31 Paradiset
- kv. 32 Lustgården
- kv. 33 Hultet
- kv. 35 Oraklet[3] (utgått)

## Haga, 15

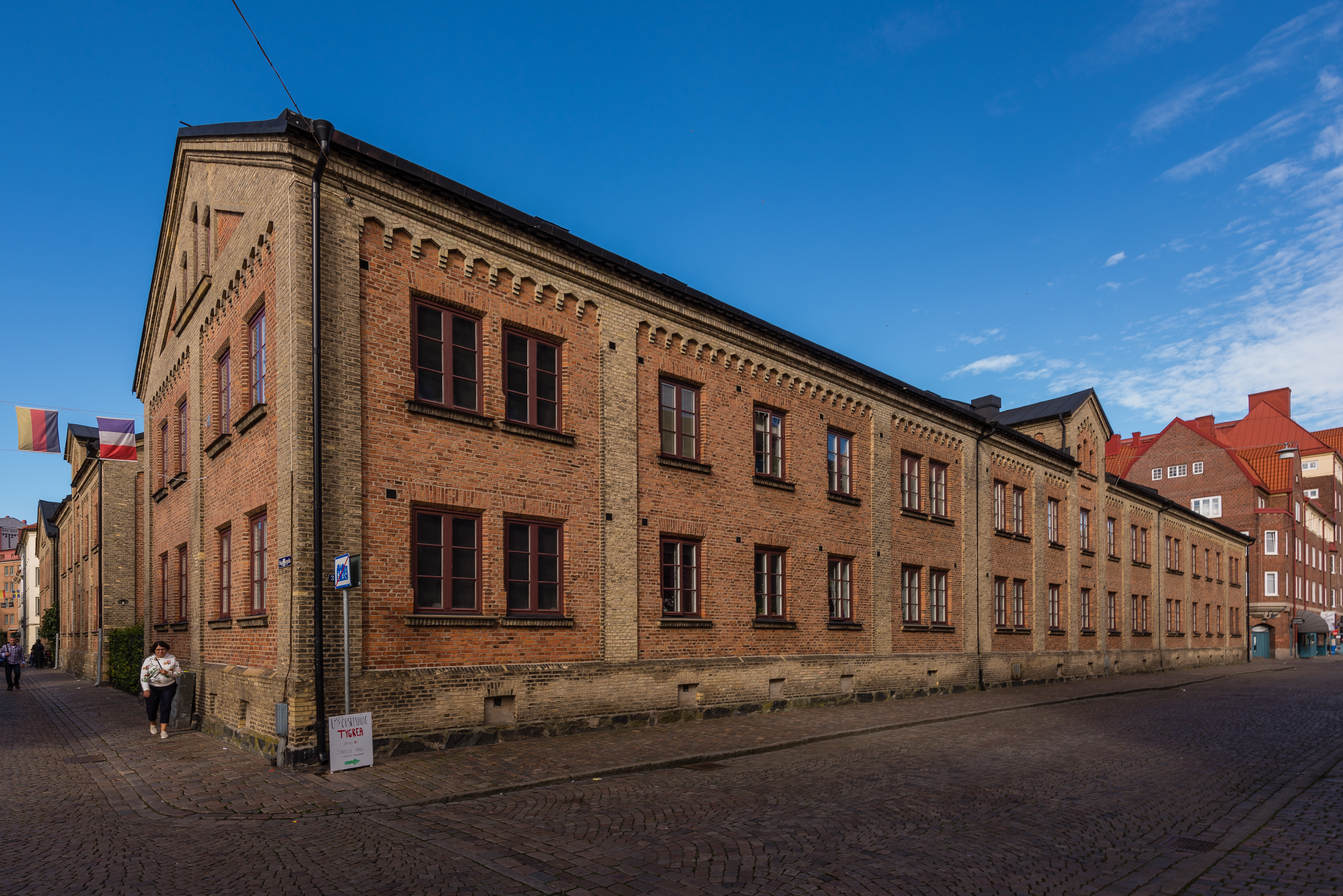
Kv. 7 Fänriken i Haga.

Kvartersnamnen härstammar från 1921 och namngavs efter temat militära befattningar. Senare tillkomna kvarter har namngivits efter temat gamla vapen.

- kv. 1 Amiralen
- kv. 2 Generalen
- kv. 3 Översten
- kv. 4 Majoren
- kv. 5 Kaptenen
- kv. 6 Löjtnanten
- kv. 7 Fänriken
- kv. 8 Fanjunkaren
- kv. 9 Styckjunkaren
- kv. 10 Sergeanten
- kv. 11 Kadetten
- kv. 12 Furiren
- kv. 13 Korpralen
- kv. 14 Soldaten
- kv. 15 Matrosen
- kv. 16 Fanbäraren
- kv. 17 Hornblåsaren
- kv. 18 Trumslagaren
- kv. 19 Artilleristen
- kv. 20 Grenadieren
- kv. 21 Sappören
- kv. 22 Husaren
- kv. 23 Dragonen
- kv. 24 Infanteristen
- kv. 25 Landsknekten
- kv. 26 Kanonen
- kv. 27 Geväret
- kv. 28 Sabeln
- kv. 29 Bajonetten
- kv. 30 Laddstaken
- kv. 31 Kruthornet
- kv. 32 Hagakyrkan

## Kommendantsängen, 16
Kvartersnamnen härstammar från 1921 och har en lokalhistorisk anknytning, flera av namnen kommer från skansarna i Göteborgs tidigare stadsmur och försvarsverk.
- kv. 1 Rysåsen.
- kv. 2 Murbräckan
- kv. 3 Vaktposten
- kv. 4 Karl XII
- kv. 5 Utanverket
- kv. 6 Kastellanen
- kv. 7 Batteriet
- kv. 8 Skansen
- kv. 9 Bäcken
- kv. 10 Slottskogsledet

## Annedal, 17
Kvartersnamnen härstammar från 1921 och har temat frukter.

- kv. 1 Äpplet
- kv. 2  Päronet
- kv. 3 Krikonet
- kv. 4 Plommonet
- kv. 5 Aprikosen
- kv. 6 Ollonet
- kv. 7 Persikan
- kv. 8 Druvan
- kv. 9 Bananen
- kv. 10 Citronen
- kv. 11 Ananasen
- kv. 12 Brödfrukten
- kv. 13 Mandeln
- kv. 14 Oliven
- kv. 15 Apelsinen
- kv. 16 Pomeransen
- kv. 17 Fikonet
- kv. 18 Dadeln
- kv. 19 Valnöten
- kv. 20 Hasselnöten
- kv. 21 Kastanjen
- kv. 22 Kokosnöten[23]
- kv. 23 Körsbäret
- kv. 24 Slånbäret[9]

I samband med ändringar av stadsplanen kring Nilssonsberg tillhör nu alla byggnader där kvarteret Körsbäret och tidigare kvarter i området såsom N:o 1 Äpplet, N:o 14 Oliven och N:o 24 Slånbäret har utgått. I den södra delen av stadsdelen har också många kvarter försvunnit efter uppförandet av de gula tegelhus som ersatte landshövdingehusen.

## Änggården, 18
Kvartersnamnen härstammar från 1921 och har temat trädgårdsblommor.
- 1 kv. Påskliljan
- 4 kv. Petunian
- 5 kv. Krusmyntan
- 6 kv. Pionen
- 7 kv. Resedan
- 8 kv. Lövkojan
- 9 kv. Solrosen
- 10 kv. Violen
- 11 kv. Tulpanen
- 12 kv. Dalian
- 13 kv. Isopen
- 14 kv. Törnrosen
- 15 kv. Stockrosen
- 16 kv. Nejlikan
- 17 kv. Pingstliljan
- 18 kv. Hyacinten
- 19 kv. Ringblomman
- 20 kv. Lejongapet
- 21 kv. Krassen
- 22 kv. Lobelian
- 23 kv. Begonian
- 25 kv. Hortensian
- 33 kv. Sahlgrenska sjukhuset
- 34 kv. Botaniska trädgården
- 36 kv. Nobelpristagaren

## Slottsskogen, 19
Stadsdelen består av Slottsskogens park och en handfull kommunalt förvaltade villor. Större byggnadskvarter saknas helt.

## Majornas 1 rote, 20
Kvartersnamnen härstammar från 1921 och har en lokalhistorisk anknytning, inspirerade av exempelvis gamla krognamn, gamla jordeboksnamn och dylikt.
- kv. 1 Frigången
- kv. 3 Kungsgården
- kv. 4 Fredrikslund
- kv. 5 Bränneriet
- kv. 8 Glasbruket
- kv. 9 Silverkällan
- kv. 11 Nackspelet[3] (utgått)
- kv. 21 Orfeus[3] (utgått)
- kv. 23 Freden
- kv. 24 Vulkanen
- kv. 25 Harmonien
- kv. 26 Majlyckan
- kv. 27 Källan
- kv. 28 Marieberg
- kv. 29 Regnbågen
- kv. 30 Bellona
- kv. 31 Barbariet
- kv. 32 Gulläpplet
- kv. 33 Blåsut
- kv. 34 Bergsklyftan
- kv. 35 Sällheten
- kv. 36 Vapendragaren
- kv. 37 Herdehyttan
- kv. 38 Långemossen
- kv. 40 Älvsborg

Kvarter tillkomna efter 1923
- kv. 41 Jaegerdorff
- kv. 43 Björneborg
- kv. 44 Banelyckan
- kv. 45 Ekedalen
- kv. 46 Luftmaskinen
- kv. 49 Sjustjärnan[24]
- kv. 51 Grenen
- kv. 52 Kvisten
- kv. 53 Bladet
- kv. 54 Lövet
- kv. 55 Barret
- kv. 56 Saven
- kv. 57 Veden
- kv. 58 Trädet
- kv. 59 Busken
- kv. 60 Riset
- kv. 61 Nävern
- kv. 62 Splinten
- kv. 63 Nattmannen
- kv. 64 Banehagen
- kv. 65 Svanebäcken
- kv. 66 Morgonstjärnan
- kv. 67 Stenhyddan[6]

## Majornas 2 rote, 21
Kvartersnamnen härstammar från 1921 och har en lokalhistorisk anknytning. Hoppet, Ankaret och Slintin är exempel på gamla krognamn.

- kv. 1 Reparebanan
- kv. 2 Hästhagen
- kv. 3 Sågängen
- kv. 4 Hoppet
- kv. 5 Ankaret
- kv. 6 Slintin
- kv. 7 Segelvävaren[10]
- kv. 8 Oktanten
- kv. 9 Sextanten
- kv. 10 Vädersågen
- kv. 12 Kyrkberget
- kv. 13 Fredrikshamn
- kv. 14 Majviken
- kv. 15 Maj Nabbe
- kv. 16 Förnöjsamheten
- kv. 17 Bellevue
- kv. 18 Varvet Kusten
- kv. 19 Fryshuset

Kvarter tillkomna efter 1923
- kv. 20 Trålen
- kv. 21 Kusten
- kv. 22 Disponenten
- kv. 23 Fiskhamnen
- kv. 24 Villa Majviken

## Majornas 3 rote, 22
Kvartersnamnen härstammar från 1921 och har en lokalhistorisk anknytning.
- kv. 1 Gathenhielm
- kv. 2 Fröjdenborg
- kv. 3 Vita Björn
- kv. 4 Pallas
- kv. 5 S:t Göran
- kv. 6 Kolumbus
- kv. 7 Saturnus
- kv. 8 Pluto
- kv. 9 Karon
- kv. 10 Enhörningen
- kv. 11 Apollo
- kv. 12 Eskulapius
- kv. 13 Jordklotet
- kv. 14 Lyran
- kv. 15 Valakiet
- kv. 16 Vagnborgen
- kv. 17 Kabyssen
- kv. 18 Klareborg
- kv. 19 Kärret[10]
- kv. 20 Arkliet
- kv. 21 Knipelyckan
- kv. 22 Oljekvarnen
- kv. 23 Standaret
- kv. 24 Lägret

Kvarter tillkomna efter 1923
- kv. 25 Bergslätt
- kv. 26 Apelles
- kv. 27 Godhem
- kv. 28 Minnet
- kv. 29 Glömskan
- kv. 30 Fanan
- kv. 31 Flaggan
- kv. 32 Kabelgattet
- kv. 33 Solvisaren
- kv. 34 Kohagsängen
- kv. 35 Polstjärnan
- kv. 36 Diket
- kv. 37 Hagen
- kv. 38 Backen
- kv. 39 Ängen
- kv. 40 Hålekärr
- kv. 41 Åkern
- kv. 42 Morgonrodnaden
- kv. 43 Aftonstjärnan
- kv. 44 Hålan
- kv. 45 Djurgården
- kv. 46 Dalgången
- kv. 47 Passet
- kv. 48 Älghult
- kv. 49 Grankotten
- kv. 50 Godhemsbergen
- kv. 52 Hälleberget

## Majornas 4 rote, 23
Kvartersnamnen härstammar från 1921 och har en lokalhistorisk anknytning.
- kv. 1 Amiralitetet
- kv. 2 Gamla Varvet
- kv. 3 Bläsan
- kv. 4 Bagaren
- kv. 5 Henriksberg[25]

Kvarter tillkomna efter 1923
- kv. 6 Lyckansberg
- kv. 7 Solon
- kv. 8 Fritiden

## Kungsladugård, 24

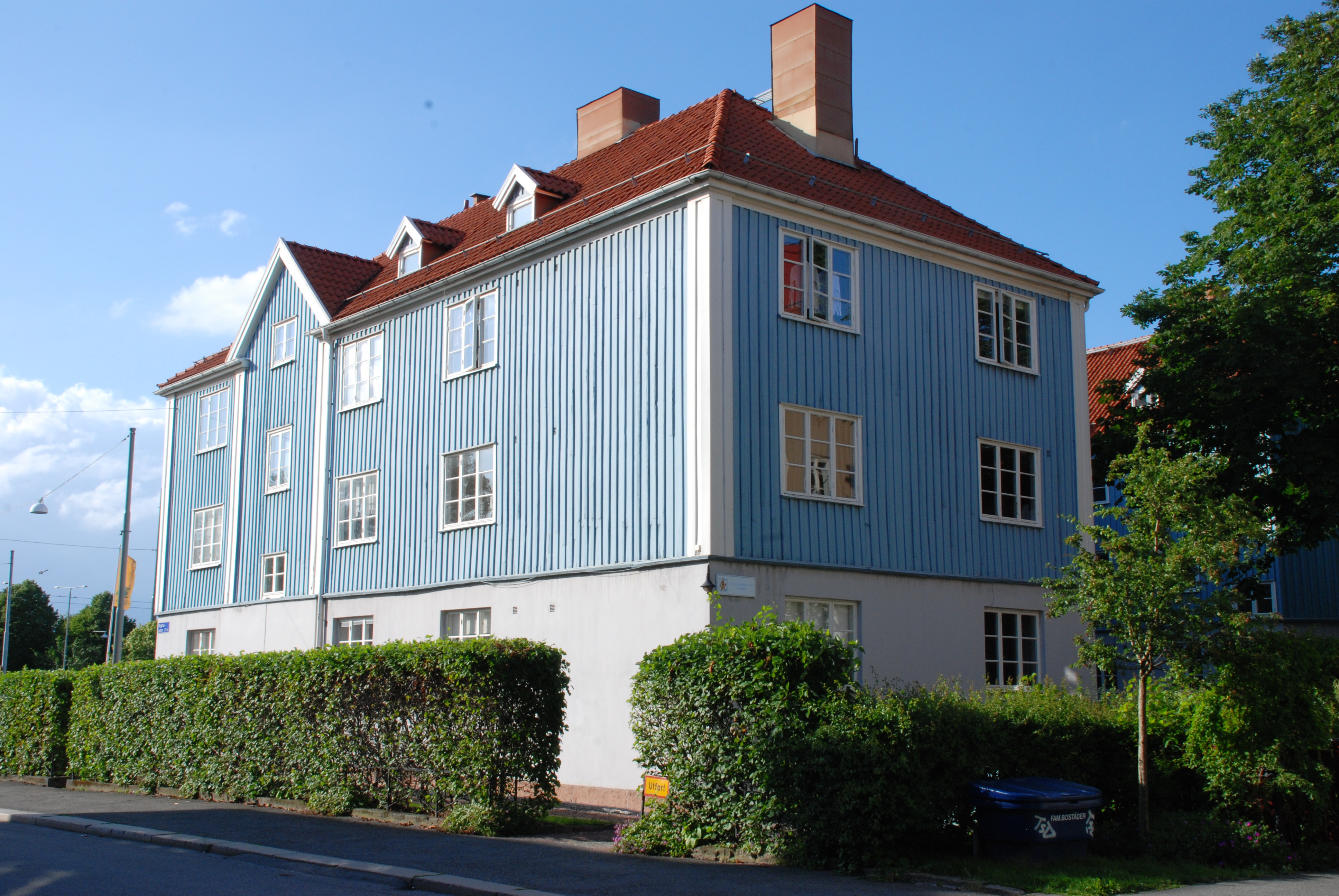
1 Kvarteret Blåklinten i Kungsladugård.

Kvartersnamnen härstammar från 1921 och har temat vilda blommor.

- 1 kv. Blåklinten
- 2 kv. Rödklinten
- 3 kv. Styvmorsviolen[26]
- 4 kv. Gullkragen
- 5 kv. Blåklockan
- 6 kv. Linnéan
- 7 kv. Vintergrönan
- 8 kv. Hästhoven
- 9 kv. Kattfoten
- 10 kv. Maskrosen
- 11 kv. Prästkragen
- 12 kv. Kungsljuset
- 13 kv. Fingerblomman
- 14 kv. Bolmörten
- 15 kv. Ärenprisen
- 16 kv. Ögontrösten
- 17 kv. Höskallran[4]
- 18 kv. Gullvivan
- 19 kv. Majvivan
- 20 kv. Duvkullan
- 21 kv. Svalörten
- 22 kv. Snarreven
- 23 kv. Smörbollen
- 24 kv. Smörblomman
- 25 kv. Stenbrackan
- 26 kv. Kattosten
- 27 kv. Kabbelekan
- 28 kv. Blodnävan
- 29 kv. Besksötan
- 30 kv. Kärleksörten
- 31 kv. Konvaljen
- 32 kv. Vårlöken
- 33 kv. Stormhatten
- 34 kv. Svärdsliljan
- 35 kv. Daggkåpan
- 36 kv. Rödklövern
- 37 kv. Gullpudran
- 33 kv. Misteln
- 40 kv. Renfanan
- 41 kv. Gullriset
- 42 kv. Malörten
- 43 kv. Vitklövern
- 44 kv. Blomvassen
- 45 kv. Vattenklövern
- 46 kv. Murgrönan
- 47 kv. Sårläkan
- 48 kv. Tjärblomman
- 49 kv. Gökskällan
- 50 kv. Blåsippan
- 51 kv. Vitsippan
- 52 kv. Porsen
- 53 kv. Fjällsippan
- 54 kv. Nattviolen
- 55 kv. Solvändan
- 56 kv. Taklöken[3]
- 57 kv. Käringtanden
- 58 kv. Riddarsporren
- 59 kv. Andmaten
- 60 kv. Ljungen[27]
- 61 kv. Klockljungen
- 62 kv. Getporsen
- 63 kv. Fackelblomstret
- 64 kv. Näckrosen
- 65 kv. Hästsvansen
- 66 kv. Sältingen
- 67 kv. Kardborren
- 68 kv. Ormbunken
- 69 kv. Trollörten
- 70 kv. Stensötan
- 71 kv. Alprosen
- 72 kv. Vätterosen
- 73 kv. Ängsullen[28]

Kvarter som tillkommit efter 1923:
- 74 kv. Harsyran
- 75 kv. Rödplistern[26]
- 78 kv. Jordrevan
- 79 kv. Åkermyntan
- 80 kv. Sötblomstret
- 81 kv. Mandelblomman
- 82 kv. Åkervindan
- 83 kv. Gåsörten
- 84 kv. Backtimjan
- 85 kv. Blåbärsriset
- 86 kv. Lingonriset
- 87 kv. Kärrspiran[29]
- 88 kv. Ängskrassen
- 89 kv. Sötväpplingen
- 90 kv. Ängssvingeln
- 91 kv. Draktimjan
- 92 kv. Dunörten
- 93 kv. Fingerörten
- 94 kv. Fjällrosen
- 95 kv. Myrliljan
- 96 kv. Tallörten
- 97 kv. Vitmåran
- 98 kv. Gulmåran

## Sandarna, 25
- 1 kv. Asperö[3]
- 2 kv. Styrsö
- 3 kv. Orust
- 4 kv. Donsö
- 5 kv. Brännö
- 6 kv. Känsö[30]
- 7 kv. Hönö
- 8 kv. Öckerö
- 9 kv. Köpstadsö
- 10 kv. Vrångö
- 11 kv. Björkö
- 12 kv. Öland
- 13 kv. Gotland
- 14 kv. Rörö
- 15 kv. Hyppeln
- 16 kv. Vargö
- 17 kv. Källö
- 18 kv. Rivö[3]
- 20 kv. Galterö
- 21 kv. Rävholmen
- 22 kv. Kårholmen
- 23 kv. Amundö
- 24 kv. Grötö
- 25 kv. Hälsö
- 26 kv. Stuvö

## Nya Varvet, 26
- 1 kv. Segelskutan
- 2 kv. Skeppet
- 4 kv. Vågbrytaren
- 5 kv. Sjöräddningen
- 6 kv. Ubåtsnätet
- 7 kv. Vantblocket

## Färjestaden, 28
- 9 kv. Spåntkranen
- 12 kv. Rustbädden
- 13 kv. Bropelaren
- 20 kv. Mudderverket

## Bräcke, 29
- 1 kv. Ingenjören
- 2 kv. Arkitekten
- 3 kv. Lantmätaren
- 4 kv. Mätningsmannen
- 6 kv. Verkmästaren
- 7 kv. Byggmästaren
- 8 kv. Vägmästaren
- 9 kv. Schaktmästaren
- 10 kv. Uppfinnaren
- 11 kv. Spinnmästaren
- 12 kv. Inspektoren
- 13 kv. Maskinisten
- 14 kv. Förmannen
- 16 kv. Assessorn
- 17 kv. Borgmästaren
- 18 kv. Hovrättsrådet
- 19 kv. Häradsdomaren
- 20 kv. Häradshövdingen
- 21 kv. Justitierådet
- 22 kv. Kammarrådet
- 23 kv. Kommissarien
- 24 kv. Krigsdomaren
- 25 kv. Kronofogden
- 26 kv. Lagmannen
- 27 kv. Landsfiskalen
- 28 kv. Landsfogden
- 29 kv. Länsmannen
- 30 kv. Notarien
- 31 kv. Nämndemannen
- 32 kv. Polisdomaren
- 33 kv. Polisintendenten
- 34 kv. Poliskonstapeln
- 35 kv. Polisnotarien
- 36 kv. Presidenten
- 37 kv. Regeringsrådet
- 38 kv. Rådmannen
- 39 kv. Stadsfiskalen
- 40 kv. Sysslomannen
- 42 kv. Oljan
- 43 kv. Bilmekanikern

## Biskopsgården, 30
- 1 kv. Skissen
- 2 kv. Nivåkartan
- 3 kv. Terängkartan
- 5 kv. Dimbältet
- 6 kv. Diset
- 7 kv. Solstrålen
- 8 kv. Fjädermolnet
- 9 kv. Fjällvinden
- 10 kv. Havsvinden
- 12 kv. Höststormen
- 13 kv. Kallfronten
- 14 kv. Hagelbyn
- 15 kv. Kornblixten
- 16 kv. Medvinden
- 20 kv. Blixten
- 21 kv. Blåsten
- 22 kv. Brisen
- 23 kv. Daggen
- 24 kv. Hagelstormen
- 26 kv. Högtrycket
- 27 kv. Isbarken
- 28 kv. Isbildningen
- 29 kv. Isen[6]
- 30 kv. Jordbävningen
- 31 kv. Jordstöten
- 32 kv. Kulblixten
- 33 kv. Kulingen
- 34 kv. Landvinden
- 35 kv. Ljungelden
- 36 kv. Lågtrycket
- 37 kv. Mistralen
- 38 kv. Molnbanken
- 39 kv. Molnet
- 40 kv. Molntäcket
- 41 kv. Monsunen
- 43 kv. Mångården
- 44 kv. Månskenet
- 45 kv. Månstrimman
- 46 kv. Månstrålen
- 47 kv. Nederbörden
- 48 kv. Nederbördsområdet
- 49 kv. Nordanvinden
- 51 kv. Passadvinden[6]
- 52 kv. Regndiset
- 53 kv. Regnet
- 54 kv. Regnmolnet
- 55 kv. Regnområdet
- 56 kv. Rimfrosten
- 57 kv. Skydraget
- 60 kv. Snödrivan
- 61 kv. Snögloppet
- 64 kv. Snöstormen
- 65 kv. Snöyran
- 66 kv. Solblinken
- 67 kv. Solförmörkelsen
- 68 kv. Solglittret
- 69 kv. Solhettan
- 71 kv. Solstrimman
- 72 kv. Solvärmen
- 73 kv. Stiltjen
- 74 kv. Stormen
- 75 kv. Stormfloden
- 76 kv. Sunnanvinden
- 77 kv. Tordönet
- 78 kv. Tornadon
- 80 kv. Duggregnet
- 81 kv. Tyfonen
- 82 kv. Motvinden
- 83 kv. Norrskenet
- 84 kv. Soldiset
- 85 kv. Solröken
- 86 kv. Stackmolnet
- 87 kv. Tromben
- 88 kv. Tövädret
- 89 kv. Virvelvinden
- 90 kv. Vårregnet
- 91 kv. Vårvinden[6]
- 92 kv. Vårvädret
- 93 kv. Värmeböljan
- 94 kv. Västanvinden
- 95 kv. Yrvädret
- 96 kv. Åskbyn
- 99 kv. Vindpusten
- 101 kv. Stomnätet
- 102 kv. Solglimten
- 103 kv. Sommarvädret[6]
- 105 kv. Snöflingan
- 107 kv. Ökenvinden
- 108 kv. Klara tre
- 109 kv. Sommarmolnet
- 112 kv. Stormvinden

## Tolered, 31
Kvartersnamnen har temat sagor, sagofigurer, skådespel och romaner. 
En närmast identisk uppsättning kvartersnamn finns i stadsdelen Smedslätten i Bromma trädgårdsstad (Stockholms kommun).

- 1 kv. Bergakungen
- 2 kv. Bullerbasius
- 3 kv. Dryaden
- 4 kv. Elddonet
- 5 kv. Frostnäbben
- 6 kv. Fågel Blå
- 7 kv. Guldskatten
- 9 kv. Hoppetossan
- 10 kv. Huldran
- 11 kv. Isjungfrun
- 12 kv. John Blund
- 13 kv. Lergöken
- 14 kv. Lill-Klas
- 15 kv. Luftslottet
- 16 kv. Lyckans galoscher
- 17 kv. Lyktgubbarna
- 18 kv. Mästerkatten
- 19 kv. Paddan
- 20 kv. Penninggrisen
- 21 kv. Reskamraten
- 22 kv. Rimtursen
- 23 kv. Rosenalven
- 24 kv. Rosenröd
- 25 kv. Rödluvan
- 26 kv. Silverslanten
- 27 kv. Sjumilastövlarna
- 28 kv. Skuggan
- 29 kv. Snabblöparna
- 30 kv. Snöbollen
- 31 kv. Snödrottningen
- 32 kv. Snögubben
- 33 kv. Snövit
- 34 kv. Stjärnkronorna
- 35 kv. Stor-Klas
- 36 kv. Svanboet
- 37 kv. Tennhjärtat
- 38 kv. Tennsoldaten
- 39 kv. Tomtegubben
- 41 kv. Trollhästen
- 42 kv. Trollringen
- 43 kv. Tummelisa
- 44 kv. Tummetott
- 46 kv. Älvkungen
- 47 kv. Aforismen
- 49 kv. Anekdoten
- 50 kv. Avhandlingen
- 51 kv. Berättelsen
- 52 kv. Brevet
- 53 kv. Dikten
- 54 kv. Dramat
- 55 kv. Drapan
- 56 kv. Epigrammet
- 57 kv. Epilogen
- 58 kv. Episteln
- 60 kv. Fabeln
- 61 kv. Farsen
- 62 kv. Folksagan
- 63 kv. Folkvisan
- 64 kv. Förordet
- 65 kv. Gåtan
- 66 kv. Historien
- 67 kv. Hjältedikten
- 68 kv. Humoresken
- 69 kv. Hymnen
- 71 kv. Inledningen
- 72 kv. Krönikan
- 73 kv. Kvädet
- 74 kv. Kämpavisan
- 75 kv. Lustspelet
- 76 kv. Melodramen
- 77 kv. Myten
- 78 kv. Novellen
- 79 kv. Operan
- 80 kv. Operetten
- 81 kv. Ordspråket
- 82 kv. Ordstävet
- 83 kv. Prologen
- 84 kv. Psalmen
- 85 kv. Recensionen
- 86 kv. Revyen
- 87 kv. Riddarvisan
- 88 kv. Romanen
- 89 kv. Sagan
- 90 kv.
- 91 kv. Sentensen
- 92 kv. Skådespelet
- 93 kv. Slutordet
- 94 kv. Sonetten
- 95 kv. Spexet
- 96 kv. Sägnen
- 97 kv. Tragedien
- 98 kv. Tänkespråket
- 99 kv. Uppsatsen
- 100 kv. Gåskarlen
- 101 kv. Lunkentus
- 102 kv. Bäckahästen
- 103 kv. Jätten
- 104 kv. Manhem
- 105 kv. Vikingen
- 106 kv. Odalbonden
- 107 kv. Nattvandraren
- 108 kv. Stjärnsången
- 109 kv. Dexippos
- 110 kv. Snöfrid
- 111 kv. Vandringsmän
- 112 kv. Singoalla
- 113 kv. Grannarna
- 114 kv. Hemsöborna
- 115 kv. Mäster Olof
- 116 kv. Röda rummet
- 117 kv. Kamraterna
- 118 kv. Skärkarlsliv
- 119 kv. Kronbruden
- 120 kv. Svanevit
- 121 kv. Drömspelet
- 122 kv. Bjälbojarlen
- 123 kv. Dunungen
- 125 kv. Folke Filbyter
- 126 kv. Folkungasagan
- 127 kv. Fritänkaren
- 128 kv. Fänrik Stål
- 129 kv. Havsbandet
- 132 kv. Kolargossen
- 133 kv. Körkarlen
- 134 kv. Lotta Svärd
- 135 kv. Markurells
- 136 kv. Pojkarna
- 137 kv. Pompe
- 138 kv. Porträtterna
- 139 kv. Soldatgossen
- 140 kv. Soldyrkaren
- 141 kv. Stjärnfall
- 142 kv. Stormyrtösen
- 143 kv. Svarta rosor
- 144 kv. Swedenhielms
- 145 kv. Sven Duva
- 146 kv. Utopien
- 147 kv. Legenden
- 148 kv. Urkunden
- 149 kv. Visan
- 150 kv. Valspråket
- 151 kv. Översättningen
- 152 kv. Kapitlet
- 154 kv. Karolinerna
- 155 kv. Drömmaren
- 156 kv. Grubblaren
- 157 kv. Vårdträdet
- 158 kv. Veteranen
- 159 kv. Torpflickan
- 161 kv. Bröderna
- 162 kv. Vinghästen
- 163 kv. Solsången
- 164 kv. Röde Orm
- 165 kv. Endräkten
- 166 kv. Fliten
- 167 kv. Friden
- 168 kv. Godheten
- 169 kv. Glädjen
- 170 kv. Utvandrarna
- 172 kv. Hjälpsamheten
- 174 kv. Sparsamheten
- 175 kv. Troheten
- 176 kv. Vänskapen
- 177 kv. Ärligheten
- 178 kv. Vaksamheten
- 179 kv. Liknelsen
- 180 kv. Trevnaden
- 181 kv. Friheten
- 183 kv. Kärleken
- 184 kv. Visheten
- 185 kv. Lyckolotten
- 187 kv. Nalle Puh
- 188 kv. Bombi Bitt
- 189 kv. Raskens
- 190 kv. Madicken
- 191 kv. Törnrosa

## Kyrkbyn, 32
Kvartersnamnen härstammar från 1921 och har en kyrklig anknytning.
- 1 kv. Ärkebiskopen
- 2 kv. Prosten
- 3 kv. Kyrkoherden
- 4 kv. Komministern
- 5 kv. Adjunkten
- 6 kv. Kardinalen
- 7 kv. Munken
- 8 kv. Kantorn
- 9 kv. Kyrkstöten
- 10 kv. Jesuiten
- 11 kv. Gråbrodern
- 12 kv. Svartbrodern
- 13 kv. Tiggarmunken
- 14 kv. Påven
- 15 kv. Diakonen
- 17 kv. Kaniken
- 18 kv. Patriarken
- 19 kv. Klockaren
- 20 kv. Prästen
- 21 kv. Profeten
- 23 kv. Kyrkvärden
- 24 kv. Kyrkosångaren
- 25 kv. Aposteln
- 26 kv. Pastorn
- 27 kv. Predikanten
- 28 kv. Teologen
- 29 kv. Långskeppet
- 30 kv. Tvärskeppet
- 31 kv. Koret
- 33 kv. Korfönstret
- 34 kv. Klockstapeln
- 35 kv. Kollekthåven
- 36 kv. Kollektbössan
- 37 kv. Kyrkvaktaren
- 38 kv. Ringaren
- 39 kv. Tornväktaren
- 40 kv. Orgeltramparen
- 41 kv. Pilgrimmen
- 42 kv. Novisen
- 43 kv. Missionären
- 44 kv. Tornspiran
- 45 kv. Kyrkorgeln
- 46 kv. Mittskeppet
- 47 kv. Sakristian
- 48 kv. Orgelläktaren
- 50 kv. Kyrkgången
- 51 kv. Prästbänken
- 52 kv. Kyrkorådsbänken
- 53 kv. Absiden
- 54 kv. Vapenhuset
- 55 kv. Kryptan
- 56 kv. Kapellet
- 57 kv. Tornuret
- 58 kv. Arkadbågen
- 59 kv. Arkadpelaren
- 60 kv. Basunen
- 61 kv. Biktstolen
- 62 kv. Dopfunten
- 63 kv. Fialen
- 64 kv. Kandelabern
- 65 kv. Knippepelaren
- 66 kv. Koromgången
- 67 kv. Korsblomman
- 68 kv. Korstolen
- 69 kv. Kryssvalvet
- 70 kv. Kräklan
- 71 kv. Kyrkklockan
- 72 kv. Kyrktuppen
- 73 kv. Ljuskronan
- 74 kv. Mittportalen
- 75 kv. Mitran
- 76 kv. Mässkruden
- 77 kv. Nummertavlan
- 78 kv. Prestaven
- 79 kv. Prästkappan
- 80 kv. Relikgömman
- 81 kv. Relikskrinet
- 82 kv. Ribbvalvet
- 83 kv. Rosettfönstret
- 84 kv. Rosverket
- 85 kv. Rundbågen
- 86 kv. Sidoportalen
- 87 kv. Sidoskeppet
- 88 kv. Spetsbågen
- 89 kv. Strävbågen
- 90 kv. Strävpelaren
- 91 kv. Takryttaren
- 92 kv. Trumvalvet
- 93 kv. Vaxljuset
- 94 kv. Kyrktornet
- 95 kv. Kyrksilvret
- 96 kv. Tribunbågen
- 97 kv. Mässhaken
- 98 kv. Kupolen
- 99 kv. Valvbågen
- 100 kv. Svalgången
- 101 kv. Stavkyrkan
- 102 kv. Rundkyrkan
- 103 kv. Hallkyrkan
- 104 kv. Centralkyrkan
- 105 kv. Korskyrkan
- 106 kv. Basilikan
- 107 kv. Missionshuset
- 110 kv. Kyrkstugan
- 111 kv. Katedralen
- 112 kv. Kupolkyrkan
- 113 kv. Templet
- 114 kv. Stadskyrkan
- 115 kv. Landskyrkan
- 116 kv. Sockenkyrkan
- 117 kv. Slottskyrkan
- 118 kv. Klosterkyrkan
- 119 kv. Klostergården
- 120 kv. Helgonbilden
- 121 kv. Aftonsången
- 122 kv. Ottesången
- 123 kv. Biskopstaven
- 125 kv. Dopkapellet
- 126 kv. Förhallen
- 128 kv. Korsarmen
- 130 kv. Kyrkporten
- 131 kv. Klosterbrodern
- 132 kv. Kyrkbänken
- 133 kv. Kyrkparaden
- 134 kv. Kyrktrappan
- 135 kv. Kyrkstolen
- 136 kv. Kyrksalen
- 137 kv. Kyrkvinden
- 138 kv. Kyrkvallen
- 139 kv. Kyrkbåten
- 140 kv. Kyrkboken
- 141 kv. Kyrkmålningen
- 142 kv. Kyrkobalken
- 143 kv. Kyrkofadern
- 144 kv. Kyrkogodset
- 145 kv. Kyrkojorden
- 146 kv. Kyrkomusiken
- 147 kv. Kyrkomötet
- 148 kv. Kyrkoåret
- 149 kv. Kyrkokören
- 150 kv. Klostermuren[6]
- 151 kv. Kollekten
- 152 kv. Koralen
- 153 kv. Koralboken
- 154 kv. Högkoret
- 155 kv. Annexet
- 156 kv. Kyrkobrodern
- 157 kv. Postillan

## Rambergsstaden, 33
Kvartersnamnen härstammar från 1921 och har temat lantliga yrken.

- 2 kv. Drängen[31]
- 5 kv. Rättaren[3]
- 6 kv. Odlaren
- 7 kv. Såningsmannen
- 8 kv. Skördemannen[31]
- 9 kv. Fåraherden[6]
- 10 kv. Vallarmannen[31]
- 11 kv. Trädgårdsmästaren[31]
- 12 kv. Slåtterkarlen
- 13 kv. Säterjäntan[31]
- 14 kv. Skogvaktaren[31]
- 15 kv. Timmerdrivaren[31]
- 15 kv. Vedhuggaren[31]
- 17 kv. Jägmästaren
- 19 kv. Skytten
- 20 kv. Jaktherren
- 21 kv. Drevkarlen
- 22 kv. Rävpasset[31]
- 23 kv. Jaktstigen
- 24 kv. Villebrådet
- 25 kv. Stövaren
- 26 kv. Kronojägaren
- 28 kv. Fågelhunden
- 29 kv. Bonden
- 30 kv. Dagakarlen
- 31 kv. Dagsverkaren
- 32 kv. Lantarbetaren
- 33 kv. Småbrukaren
- 34 kv. Plöjaren
- 35 kv. Varglyan
- 36 kv. Rävsaxen
- 37 kv. Rävlyan[3]
- 38 kv. Björnidet[3]
- 39 kv. Sälskytten
- 40 kv. Älgskytten
- 41 kv. Hardrevet
- 43 kv. Jägarhornet
- 44 kv. Jaktväskan
- 46 kv. Dubbelbössan
- 47 kv. Hagelbössan
- 48 kv. Studsaren
- 49 kv. Grythunden
- 50 kv. Harpasset
- 51 kv. Fågelboet
- 52 kv. Fallgropen
- 53 kv. Fågelsnaran
- 54 kv. Harskramlan
- 55 kv. Gillret
- 56 kv. Jaktmarken
- 57 kv. Mynningsladdaren
- 58 kv. Fågelfängaren
- 59 kv. Salongsgeväret
- 60 kv. Kopplet
- 61 kv. Skallet
- 64 kv. Stigfinnaren[3]
- 66 kv. Fodermarsken
- 68 kv. Jordbrukaren
- 70 kv. Hemmansägaren
- 71 kv. Stekvändaren
- 73 kv. Ensittaren

## Sannegården, 34
Kvarteren med lägre nummer har namn efter industriredskap och de med högre nummer är döpta efter kaparskepp i Göteborg under det stora nordiska kriget.
- 3 kv. Fogsvansen
- 5 kv. Tången
- 7 kv. Kniven
- 15 kv. Mejseln
- 16 kv. Huggjärnet
- 17 kv. Slipskivan
- 19 kv. Skruven
- 20 kv. Sprinten
- 21 kv. Bulten
- 22 kv. Muttern
- 23 kv. Spiken
- 25 kv. Drillborret
- 26 kv. Låsbrickan
- 28 kv. Providentia[6]
- 29 kv. Lilla Jägaren
- 30 kv. Onsala Galej
- 31 kv. Vita Falken
- 32 kv. Vita Örn
- 33 kv. Constantia
- 34 kv. Cupido
- 35 kv. Sjöhunden
- 36 kv. Concordia
- 37 kv. Gallejan
- 38 kv. Öhrn
- 39 kv. Gripen
- 40 kv. Hjorten
- 42 kv. Fortuna
- 43 kv. Glupande Ulven
- 44 kv. Lyckans Post
- 45 kv. Patientia
- 46 kv. Thetis
- 47 kv. Snappopp
- 48 kv. Räven
- 49 kv. Packan
- 50 kv. Hector
- 51 kv. StinaAnnas
- 52 kv. Wenden
- 53 kv. Pärlan
- 54 kv. Vita Duvan
- 55 kv. Dankbarkeit
- 56 kv. Hjälparen
- 57 kv. Svarta Örn
- 58 kv. Le Fripon
- 59 kv. Bockkranen[6]
- 60 kv. Västgöta Lejon
- 61 kv. Svensk Lösen
- 62 kv. Flygande Kråkan
- 63 kv. Fru Catharina
- 64 kv. Hoffnung
- 66 kv. La Revange
- 67 kv. Friedricus
- 68 kv. Vandringsman
- 69 kv. Svenska Vapnet
- 70 kv. Wärskytten
- 71 kv. Siöblad
- 72 kv. Wärskutten
- 73 kv. Sif
- 74 kv. Ellinor
- 75 kv. Mejt
- 76 kv. Taifun
- 77 kv. The Princess
- 78 kv. Masterton
- 79 kv. AnnCharlott
- 80 kv. Barken Clara
- 81 kv. Briggen Blue Bird
- 82 kv. Highland Rover
- 83 kv. Hornbjässen
- 84 kv. Stenbocken

## Lindholmen, 35
Kvartersnamnen är inspirerade av verksamheten vid det tidigare Lindholmens varv.
- 1 kv. Propellern
- 2 kv. Däcket
- 4 kv. Spantet
- 5 kv. Propelleraxeln
- 6 kv. Lindholmens varv
- 7 kv. Slottsberget
- 8 kv. Torrdockan
- 9 kv. Dockgropen
- 10 kv. Sigurd
- 12 kv. Stapelbädden
- 14 kv. Bifrost
- 15 kv. Skeppsvarvet
- 18 kv. Lyftkranen
- 20 kv. Slipen
- 21 kv. Malmbåten
- 23 kv. Kölsträckningen
- 24 kv. Torpedbåten
- 27 kv. Kommandobryggan
- 28 kv. Mellandäcket
- 29 kv. Lastrummet
- 30 kv. Navigationshytten
- 31 kv. Vimpeln
- 33 kv. Lastbommen
- 34 kv. Styrmaskinen
- 35 kv. Bordläggningen
- 36 kv. Sittbrunnen
- 37 kv. Bramstången
- 38 kv. Ankarspelet
- 39 kv. Kompassrosen

## Lundbyvassen, 36
- 3 kv. Vantet
- 4 kv. Götaverken
- 8 kv. Bolinen

## Brämaregården, 37
Kvartersnamnen härstammar från 1921 och har temat äldre mått och vikter.

- 1 kv. Plogen
- 2 kv. Tallriksharven
- 3 kv. Välten
- 4 kv. Årdern[32]
- 5 kv. Fyrken
- 6 kv. Klippingen[32]
- 7 kv. Guldtunnan
- 8 kv. Skillingen
- 9 kv. Rundstycket
- 10 kv. Kannan
- 11 kv. Stopet
- 12 kv. Halvjumfrun
- 13 kv. Spilkumen
- 14 kv. Spannen
- 15 kv. Oxhuvudet
- 16 kv. Fatet
- 17 kv. Kalksån
- 18 kv. Öret
- 19 kv. Battingen
- 20 kv. Dukaten
- 21 kv. Myntfoten[32]
- 22 kv. Plåten
- 23 kv. Karolinen
- 24 kv. Dalern
- 25 kv. Kronan
- 26 kv. Pipan[32]
- 27 kv. Skäppan
- 28 kv. Sillkärran
- 29 kv. Örtugen
- 30 kv. Riksdalern
- 31 kv. Kabellängden[32]
- 32 kv. Famnstaken[32]
- 33 kv. Tuppfjätet
- 34 kv. Tunnan
- 35 kv. Pundet
- 36 kv. Jämvikten[32]
- 37 kv. Lodet[32]
- 38 kv. Sommarlasset
- 39 kv. Vinterlasset[32]
- 40 kv. Hummerträt[32]
- 41 kv. Fjärdingen
- 42 kv. Kapplandet
- 43 kv. Ostronträt[32]
- 44 kv. Öreslandet
- 45 kv. Kistlandet
- 46 kv. Tungvikten
- 47 kv. Lättvikten
- 48 kv. Stavrummet
- 49 kv. Storryssen[32]
- 50 kv. Kolskrindan
- 51 kv. Kolryssen
- 52 kv. Lösmåttet
- 53 kv. Kasen[32]
- 54 kv. Famnen
- 55 kv. Stigen[32]
- 56 kv. Lästen[32]
- 57 kv. Tunnlandet
- 58 kv. Foten
- 59 kv. Alnen
- 60 kv. Skålpundet[6]
- 64 kv. Koltunnan
- 66 kv. Unset
- 67 kv. Drakman
- 68 kv. Sneslandet[6]
- 71 kv. Halvstopet
- 72 kv. Famnkäppen[6]
- 73 kv. Helfatet
- 74 kv. Halvkappen
- 75 kv. Kannlandet
- 76 kv. Kavellandet
- 77 kv. Kubiken
- 80 kv. Halvfatet

## Kvillebäcken, 38
Kvartersnamnen har temat odlingsväxter (d.v.s. grödor).

- 1 kv. Bladkålen[31]
- 2 kv. Blomkålen[31]
- 3 kv. Blåkålen[31]
- 4 kv. Bondbönan
- 5 kv. Bovetet
- 6 kv. Bruna bönan
- 7 kv. Brysselkålen
- 8 kv. Brytbönan
- 9 kv. Brytärtan
- 10 kv. Dillen
- 11 kv. Foderbetan
- 12 kv. Gräset
- 13 kv. Gräslöken[31]
- 14 kv. Grönkålen[31]
- 15 kv. Gurkan
- 16 kv. Havren
- 17 kv. Jordärtskockan
- 18 kv. Kornet
- 19 kv. Kronärtskockan
- 20 kv. Kruskålen
- 21 kv. Kumminen
- 22 kv. Kålroten
- 23 kv. Körveln
- 24 kv. Majsen[31]
- 25 kv. Melonen[31]
- 26 kv. Moroten
- 27 kv. Märgärtan
- 28 kv. Palsternackan
- 29 kv. Pepparroten
- 30 kv. Persiljan
- 31 kv. Potatisen
- 32 kv. Pumpan
- 33 kv. Purjolöken
- 34 kv. Rabarbern
- 35 kv. Rapsen
- 36 kv. Rosenkålen
- 37 kv. Rovan
- 38 kv. Rågen
- 39 kv. Rädisan
- 40 kv. Rättikan
- 41 kv. Rödbetan
- 42 kv. Rödkålen
- 43 kv. Sallaten
- 44 kv. Selleriet
- 45 kv. Senapen
- 46 kv. Skärbönan
- 47 kv. Sockerbetan
- 48 kv. Sockermajsen
- 49 kv. Sockerärtan
- 50 kv. Sojan
- 51 kv. Sparrisen
- 52 kv. Spenaten
- 53 kv. Spritärtan
- 54 kv. Syltlöken
- 56 kv. Timotejen
- 57 kv. Ärtan
- 58 kv. Vaxbönan
- 59 kv. Vetet
- 60 kv. Vickern
- 61 kv. Vitkålen
- 62 kv. Vitsenapen
- 63 kv. Sockerröret
- 64 kv. Rödlöken
- 65 kv. Vitlöken
- 66 kv. Slanggurkan
- 67 kv. Pärllöken
- 68 kv. Släpärtan
- 69 kv. Kålrabbin
- 70 kv. Svartroten

## Tingstadsvassen, 39
- 1 kv. Ångpannan
- 3 kv. Remskivan
- 4 kv. Lagret
- 5 kv. Generatorn
- 6 kv. Turbinen
- 7 kv. Vevaxeln
- 8 kv. Kolvstången
- 9 kv. Kolvringen
- 10 kv. Tändstiftet
- 11 kv. Dieselmotorn
- 12 kv. Glödstiftet
- 13 kv. Oljesumpen
- 14 kv. Kylaren
- 15 kv. Ventilen
- 16 kv. Fyrtaktsmotorn
- 18 kv. Tvåtaktsmotorn
- 19 kv. Växellådan
- 20 kv. Kamaxeln
- 21 kv. Kardanaxeln
- 22 kv. Startmotorn
- 23 kv. Avgasröret
- 24 kv. Ljuddämparen
- 25 kv. Förgasaren
- 26 kv. Kompressorn
- 27 kv. Stötdämparen
- 28 kv. Luftrenaren
- 29 kv. Tändspolen
- 30 kv. Vevlagret
- 31 kv. Motorblocket
- 34 kv. Balanshjulet

## Gamlestaden, 40
Kvartersnamnen har temat svenska fiskar.

- 1 kv. Abborren
- 2 kv. Gösen[6]
- 3 kv. Makrillen
- 4 kv. Tonfisken
- 5 kv. Stenbiten
- 7 kv. Koljan
- 8 kv. Vitlingen
- 9 kv. Långan
- 10 kv. Laken
- 11 kv. Rödspottan
- 12 kv. Helgeflundran
- 13 kv. Sjötungan
- 14 kv. Slätvaren
- 15 kv. Braxen
- 16 kv. Iden
- 18 kv. Sutaren
- 19 kv. Harren
- 20 kv. Öringen
- 22 kv. Sillen
- 25 kv. Gäddan
- 26 kv. Näbbgäddan
- 27 kv. Ålen
- 28 kv. Hajen
- 30 kv. Piggvaren
- 34 kv. Löjan
- 35 kv. Forellen
- 37 kv. Hornsimpan
- 38 kv. Stensimpan
- 39 kv. Slakthuset
- 40 kv. Storspiggen
- 46 kv. Rödingen
- 49 kv. Malen
- 50 kv. Siken
- 51 kv. Havskatten
- 52 kv. Lyrtorsken
- 53 kv. Fjärsingen
- 54 kv. Laxöringen
- 56 kv. Norsen
- 57 kv. Gärsen
- 59 kv. Stören
- 60 kv. Bergtorsken[33]
- 61 kv. Sandflundran
- 63 kv. Sardinen
- 64 kv. Rödfisken
- 65 kv. Blåvittlingen
- 66 kv. Pigghajen
- 67 kv. Kummeln
- 68 kv. Tånglaken
- 71 kv. Fenknoten
- 72 kv. Svärdfisken
- 73 kv. Glansfisken
- 74 kv. Flygfisken
- 75 kv. Sågfisken
- 76 kv. Rödknoten
- 77 kv. Blåhajen
- 78 kv. Blåsfisken
- 79 kv. Vithajen
- 80 kv.

## Kviberg, 41
Kvartersnamnen har temat vapen och knyter på så vis an till den tidigare verksamheten vid Kvibergs regemente.
- 2 kv. Karbinen
- 3 kv. Pistolen
- 4 kv. Kulsprutan[34]
- 5 kv. Revolvern[34]
- 8 kv. Stridsvagnen
- 10 kv. Pansarvärnskanonen
- 11 kv. Kulsprutegeväret
- 12 kv. Kulsprutepistolen
- 13 kv. Granatkastaren
- 14 kv. Granathylsan
- 15 kv. Spränggranaten
- 16 kv. Landminan
- 17 kv. Eldröret[34]
- 18 kv. Patrongördeln[35]
- 19 kv. Strålkastaren[34]
- 20 kv. Kanonlavetten[35]
- 21 kv. Kulan
- 22 kv. Fältkanonen[6]
- 23 kv. Lavettbenet[35]
- 24 kv. Lavettspaden[35]
- 25 kv. Brödkaveln
- 26 kv. Plutonen
- 27 kv. Kompaniet

## Bagaregården, 42
Kvartersnamnen härstammar från 1921 och har temat svenska berg.

- 1 kv. Blåkullen
- 2 kv. Vättlefjäll[36]
- 3 kv. Aleklätt
- 4 kv. Kynnefjäll
- 5 kv. Kroppefjäll
- 6 kv. Valåsen
- 7 kv. Billingen
- 8 kv. Kinnekulle
- 9 kv. Halleberg
- 10 kv. Hunneberg
- 11 kv. Mösseberg
- 12 kv. Ålleberg
- 13 kv. Plantaberget
- 14 kv. Hökensås
- 15 kv. Tiveden
- 16 kv. Varvsberget[6]
- 17 kv. Gesundaberget[37]
- 18 kv. Omberg
- 19 kv. Hålaveden
- 20 kv. Taberg
- 21 kv. Dundret[38]
- 22 kv. Galtåsen
- 23 kv. Kullen
- 24 kv. Hallandsås
- 25 kv. Romeleklint
- 26 kv. Björnepiken
- 27 kv. Tylemon[39]
- 28 kv. Kolmården[39]
- 29 kv. Käglan
- 30 kv. Kölen
- 31 kv. Städjan
- 32 kv. Faxefjäll
- 33 kv. Storhågna
- 34 kv. Härjehågna
- 35 kv. Storsylen
- 36 kv. Sonfjället
- 37 kv. Helagsfjället
- 38 kv. Åreskutan
- 39 kv. Sarektjåkko[40]
- 40 kv. Sulitelma[41]
- 41 kv. Kebnekajse
- 42 kv. Tomtebacken[42]
- 43 kv. Predikstolen[39]
- 44 kv. Nuolja[39]
- 45 kv. Skuorka[39]
- 46 kv. Luossavaara[39]
- 47 kv. Kirunavaara
- 48 kv. Anarisfjället
- 49 kv. Ottfjället
- 50 kv. Blåhammarfjället
- 51 kv. Västerberget
- 52 kv. Gerumsberget
- 53 kv. Fulufjället[43]
- 54 kv. Mullfjället[44]
- 55 kv. Middagsfjället
- 56 kv. Skarsfjället[45]
- 57 kv. Renfjället[3] (utgått)
- 58 kv. Marsfjället
- 60 kv. Finnveden[46]

## Olskroken, 43
Kvartersnamnen härstammar från 1921 och har namngivits efter temat fyrfotadjur.

- 1 kv. Älgen
- 2 kv. Renen
- 3 kv. Tapiren
- 4 kv. Giraffen
- 5 kv. Tjuren
- 6 kv. Oxen
- 7 kv. Kon
- 10 kv. Fölungen[4]
- 11 kv. Killingen
- 12 kv. Kamelen
- 13 kv. Dromedaren
- 14 kv. Hästen
- 15 kv. Sebran
- 16 kv. Kvaggan
- 18 kv. Elefanten
- 20 kv. Flodhästen
- 21 kv. Kronhjorten
- 22 kv. Dovhjorten
- 23 kv. Rådjuret
- 24 kv. Antilopen
- 25 kv. Buffeln
- 26 kv. Stenbocken
- 27 kv. Gasellen
- 28 kv. Baggen
- 29 kv. Kalven
- 30 kv. Fåret
- 31 kv. Bocken[47]
- 33 kv. Redbergslid
- 34 kv. Bisonoxen
- 35 kv. Hallarna[48].

## Gårda, 44
- 1 kv. Västra Vesta[3]
- 2 kv. Östra Vesta
- 3 kv. Norra Vulkan
- 4 kv. Södra Vulkan
- 5 kv. Norra Venus (utgått)
- 6 kv. södra Venus (utgått)
- 8 kv. Diana
- 10 kv. Mars (utgått)
- 11 kv. Ran (utgått)
- 12 kv. Merkur
- 13 kv. Ceres
- 15 kv. Fyrkanten
- 16 kv. Örnen
- 18 kv. Svanen
- 19 kv. Bobinen
- 20 kv. Dymling
- 21 kv. Falken
- 22 kv. Geten
- 23 kv. Bleket
- 24 kv. Lammet
- 25 kv. Gumsen (utgått)
- 27 kv. Nornan
- 28 kv. Triton
- 29 kv. Cedern (utgått)
- 31 kv. Neptun
- 32 kv. Stenen
- 33 kv. Gränsen
- 34 kv. Trädgården
- 35 kv. Parken
- 36 kv. Mitten
- 39 kv. Fredriksro
- 40 kv. Janus (utgått)
- 42 kv. Juno
- 44 kv. Lärkan (utgått)
- 45 kv. Duvan (utgått)
- 46 kv. Klinten
- 52 kv. Ärlan
- 57 kv. Pomona
- 58 kv. Liber
- 61 kv. Orion[3] (utgått)
- 62 kv. Sirius[3]
- 63 kv. Atlas
- 64 kv. Mira
- 65 kv. Capella
- 66 kv. Regulus
- 67 kv. Arcturus
- 68 kv. Polaris
- 69 kv. Gubbero
- 70 kv. Väduren
- 71 kv. Venus
- 72 kv. Bergspartiet
- 74 kv. Biskopsvillan

## Lunden, 45
- 1 kv. Spinnrocken
- 2 kv. Vävstolen[49]
- 3 kv. Sländan
- 4 kv. Kardan
- 5 kv. Linklubban
- 6 kv. Stampkvarnen
- 7 kv. Linbråkan
- 8 kv. Skäktstolen
- 9 kv. Häcklan
- 10 kv. Vävskeden
- 11 kv. Solvögat
- 12 kv. Nickpinnen[50]
- 13 kv. Varpen
- 14 kv. Slagbommen
- 15 kv. Skytteln
- 16 kv. Skälet
- 17 kv. Inslaget
- 18 kv. Spolen
- 19 kv. Lintotten
- 20 kv. Ullen
- 21 kv. Vävlagaren
- 22 kv. Hampan
- 23 kv. Jutet
- 24 kv. Linet
- 25 kv. Silket
- 26 kv. Bomullen
- 27 kv. Segelgarnet
- 28 kv. Sytråden
- 29 kv. Spetsen
- 30 kv. Broderiet
- 31 kv. Garnet
- 32 kv. Bomullsbalen
- 33 kv. Munkabältet
- 34 kv. Knyppeldynan
- 35 kv. Rosengången
- 36 kv. Rödlakanet
- 37 kv. Flossamattan
- 38 kv. Dukagången
- 39 kv. Mollskinnet
- 40 kv. Damastduken
- 41 kv. Sybågen
- 42 kv. Symaskinen
- 43 kv. Virknålen
- 44 kv. Skottspolen
- 45 kv. Stramaljen
- 47 kv. Strumpstickan
- 48 kv. Stoppnålen
- 49 kv. Nåldynan
- 50 kv. Fingerborgen
- 51 kv. Saxen
- 52 kv. Kantbandet
- 53 kv. Klädet
- 54 kv. Härvan
- 55 kv. Väven
- 56 kv. Säckväven
- 57 kv. Hålsömmen
- 58 kv. Kråksparken
- 61 kv. Blekeriet
- 62 kv. Färgeriet[3] (utgått)
- 63 kv. Trådrullen
- 64 kv. Synålen[51]
- 65 kv. Knappnålen
- 66 kv. Ryamattan
- 67 kv. Garnhärvan
- 69 kv. Sträckbommen
- 70 kv. Varpbommen
- 71 kv. Skedkroken

## Kålltorp, 46
Kvartersnamnen har temat gamla yrken. 

- 2 kv. Skräddaren[3] (utgått)
- 5 kv. Muraren
- 6 kv. Guldsmeden[39]
- 7 kv. Tunnbindaren[39]
- 8 kv. Kopparslagaren[39]
- 9 kv. Bårdskäraren[39]
- 10 kv. Snickaren[39]
- 11 kv. Skinnaren
- 12 kv. Bokbindaren
- 13 kv. Glasmästaren
- 14 kv. Buntmakaren
- 15 kv. Gelbgjutaren
- 16 kv. Hattmakaren
- 17 kv. Handskmakaren
- 18 kv. Karduansmakaren
- 19 kv. Kakelugnsmakaren
- 20 kv. Krukmakaren[39]
- 21 kv. Linvävaren
- 22 kv. Målaren
- 23 kv. Blockmakaren
- 24 kv. Svarvaren
- 25 kv. Bryggaren
- 26 kv. Ankarsmeden
- 27 kv. Tapetseraren
- 28 kv. Hjulmakaren
- 29 kv. Kammakaren
- 30 kv. Snörmakaren[39]
- 31 kv. Pärlstickaren
- 32 kv. Segelmakaren
- 33 kv. Svärdfejaren
- 34 kv. Urmakaren
- 35 kv. Kopparstickaren
- 36 kv. Sadelmakaren
- 37 kv. Åldermannen
- 38 kv. Bisittaren
- 39 kv. Ungbrodern
- 40 kv. Mästaren[39]
- 41 kv. Gesällen[3]
- 43 kv. Garvaren
- 44 kv. Stuckatören
- 46 kv. Repslagaren
- 46 kv. Repslagaren
- 47 kv. Plåtslagaren
- 50 kv. Barberaren[39]
- 56 kv. Sotaren
- 57 kv. Förgyllaren[6]
- 58 kv. Korgmakaren
- 59 kv. Låssmeden
- 60 kv. Metallgjutaren[39]
- 61 kv. Modellsnickaren
- 62 kv. Stenhuggaren
- 63 kv. Vapensmeden
- 64 kv. Hovslagaren
- 65 kv. Gulddragaren
- 67 kv. Ciselören
- 68 kv.
- 69 kv. Eldaren
- 71 kv. Lödaren
- 72 kv. Orgelbyggaren
- 73 kv. Sockerbagaren
- 74 kv. Träsnidaren
- 75 kv. Bleckslagaren
- 76 kv. Vagnmakaren
- 77 kv. Filaren
- 78 kv. Nitaren
- 79 kv. Svetsaren
- 80 kv. Sjömannen[39]
- 81 kv. Elektrikern[39]
- 82 kv. Diktaren[39]
- 83 kv. Ställningsbyggaren
- 84 kv. Nagelvärmaren
- 85 kv. Brännaren[52]
- 86 kv. Spantbockaren[52]
- 87 kv. Plåtbockaren[52]
- 88 kv. Pressaren[52]
- 89 kv. Riggaren[52]
- 93 kv. Smörjaren[52]
- 94 kv. Kocken[52]
- 95 kv. Arborraren[52]
- 96 kv. Fräsaren[52]
- 97 kv. Sliparen[52]
- 99 kv. Möbelsnickaren[52]
- 100 kv. Toffelmakaren[39]
- 101 kv. Sättaren[52]
- 102 kv. Klockgjutaren[52]
- 103 kv. Avsynaren[52]
- 104 kv. Förtennaren
- 105 kv. Gjutaren[52]
- 106 kv. Klamparen
- 107 kv. Stenläggaren
- 108 kv. Bergsprängaren[52]
- 109 kv. Vägbyggaren
- 110 kv. Grundläggaren
- 111 kv. Kalkbrännaren
- 112 kv. Tegelslagaren
- 113 kv. Taktäckaren
- 114 kv. Dekoratören
- 115 kv. Tråddragaren
- 116 kv. Konstförvanten
- 117 kv. Kolaren
- 118 kv. Nätbindaren
- 119 kv. Stuvaren
- 120 kv. Kranskötaren
- 121 kv. Fönsterputsaren
- 122 kv. Brunnsborraren
- 123 kv. Tillskäraren
- 124 kv. Reparatören
- 125 kv. Tegelbäraren
- 127 kv. Torpavallen

## Sävenäs, 47
- 1 kv. Angläsen
- 2 kv. Baletten
- 3 kv. Balladen
- 4 kv. Balsalen
- 5 kv. Balskon
- 6 kv. Barden
- 7 kv. Blindbocken
- 8 kv. Bostonvalsen
- 9 kv. Buffeldansen
- 10 kv. Bältan
- 11 kv. Daldansen
- 12 kv. Daltitten
- 13 kv. Danserskan
- 14 kv. Dansleken
- 15 kv. Dansmusiken
- 16 kv. Dansskolan
- 17 kv. Dansören
- 18 kv. Domaredansen
- 19 kv. Dragkampen
- 20 kv. Figurdansen
- 21 kv. Folkdansen
- 22 kv. Fotbollen
- 23 kv. Fransäsen
- 24 kv. Frykdalspolskan
- 25 kv. Galoppen
- 26 kv. Gammalvalsen
- 27 kv. Gavotten
- 28 kv. Gömma ringen
- 29 kv. Hallingen
- 30 kv. Hambon
- 31 kv. Jazzen
- 32 kv. Kadriljen
- 33 kv. Kalvdansen
- 34 kv. Klappdansen
- 35 kv. Klaveret
- 36 kv. Kontradansen
- 37 kv. Korgbollen
- 38 kv. Kotiljongen
- 39 kv. Krigsdansen
- 40 kv. Krocketspelet
- 41 kv. Kulspelet
- 42 kv. Kurra gömma
- 43 kv. Kämpaleken
- 45 kv. Låna eld
- 46 kv. Långdansen
- 47 kv. Masurkan
- 48 kv. Menuetten
- 49 kv. Musikanten
- 50 kv. Orkestern
- 51 kv. Oxdansen
- 52 kv. Pantomimen
- 53 kv. Polonäsen
- 54 kv. Polskan
- 55 kv. Pärlspelet
- 56 kv. Rida ranka
- 57 kv. Ringleken
- 58 kv. Runddansen[6]
- 59 kv. Rymmaren[39]
- 60 kv. Sarabanden
- 61 kv. Serpentindansen
- 62 kv. Sistan
- 63 kv. Skära havre
- 64 kv. Skördedansen
- 65 kv. Snurran
- 66 kv. Spelmannen
- 67 kv. Springdansen
- 68 kv. Stridsleken
- 69 kv. Sångleken
- 71 kv. Tangon
- 72 kv. Tarantellan
- 73 kv. Trekarlspolskan
- 74 kv. Träskodansen
- 75 kv. Valsen
- 76 kv. Vapendansen[6]
- 77 kv. Vingåkersdansen[6]
- 78 kv. Väva vadmal[6]
- 79 kv. Änkeleken
- 80 kv. Bruddansen
- 81 kv. Brännbollen
- 83 kv. Golfspelet
- 85 kv. Handbollen
- 86 kv. Juldansen
- 87 kv. Kricketspelet
- 88 kv. Kvastdansen
- 89 kv. Kägelspelet
- 90 kv. Midsommardansen
- 91 kv. Pantleken
- 92 kv. Piruetten
- 93 kv. Polketten
- 94 kv. Rumban'
- 95 kv. Rytmen
- 96 kv. Slungbollen
- 97 kv. Slängpolskan
- 98 kv. Steppdansen
- 99 kv. Svärdsdansen
- 100 kv. Tennisspelet
- 101 kv. Trolldansen
- 102 kv. Tåspetsdansen
- 103 kv. Älvdansen
- 104 kv. Nationaldansen
- 105 kv. Altfiolen
- 106 kv. Balalajkan[6]
- 107 kv. Banjon[6]
- 108 kv. Basfiolen[6]
- 109 kv. Basklarinetten[6]
- 110 kv. Bastrumman
- 111 kv. Bastuban
- 112 kv. Cittran
- 113 kv. Cymbalen
- 114 kv. Dragspelet
- 115 kv. Esskornetten
- 116 kv. Fagotten
- 117 kv. Fiolen
- 118 kv. Fjärrorgeln
- 119 kv. Flöjten
- 120 kv. Gigan
- 121 kv. Gitarren
- 122 kv. Harpan
- 123 kv. Kammarorgeln
- 124 kv. Kantelen
- 125 kv. Kastanjetterna
- 126 kv. Klarinetten
- 127 kv. Klockspelet
- 128 kv. Konsertflygeln
- 129 kv. Kontrafagotten
- 131 kv. Mandolinen
- 132 kv. Munspelet
- 133 kv. Nyckelharpan
- 134 kv. Näverluren
- 135 kv. Oboen
- 136 kv. Occarinan
- 137 kv. Orgeln
- 138 kv. Pianot
- 139 kv. Pukan
- 140 kv. Saxofonen
- 141 kv. Skalmejan
- 142 kv. Slagverket
- 143 kv. Spinetten
- 144 kv. Stråkharpan
- 145 kv. Säckpipan
- 146 kv. Taffeln
- 147 kv. Tamburinen
- 148 kv. Tenorbasunen
- 149 kv. Tonetten
- 150 kv. Trombonen
- 151 kv. Trumman
- 152 kv. Trumpeten
- 153 kv. Ukelelen [!]
- 154 kv. Valthornet
- 155 kv. Violoncellon
- 156 kv. Cembalon
- 157 kv. Blockflöjten
- 158 kv. Altflöjten
- 159 kv. Altsaxofonen
- 160 kv. Bastrumpeten
- 161 kv. Biograforgeln
- 162 kv. Hammondorgeln
- 163 kv. Spikpianot
- 164 kv. Bjällran
- 165 kv. Alphornet
- 166 kv. Dragbasunen
- 167 kv. Gonggongen
- 168 kv. Jakthornet
- 169 kv. Trolltrumman
- 170 kv. Träflöjten
- 171 kv. Speldosan
- 172 kv. Dansbanan
- 173 kv. Harmonikan
- 175 kv. Ringdansen
- 176 kv. Panflöjten
- 177 kv. Linnekullen
- 178 kv. Musetten

## Delsjön, 48
Delsjön är ett stort skogsområde utan byggnadskvarter, endast ett fåtal stugor finns i stadsdelen.

## Torp, 49
Kvartersnamnen har temat svenska svampsorter.
- 1 kv. Fjällskivlingen
- 3 kv. Bläcksvampen
- 4 kv. Mandelriskan
- 5 kv. Kantkremlan
- 6 kv. Vinkremlan
- 7 kv. Guldkremlan
- 8 kv. Kantarellen
- 9 kv. Stensoppen
- 10 kv. Rörsoppen
- 11 kv. Smörsoppen
- 12 kv. Fårtickan
- 13 kv. Fingersvampen
- 14 kv. Toppmurklan
- 15 kv. Stenmurklan
- 16 kv. Skålmurklan
- 17 kv. Tryffeln
- 18 kv. Trattskivlingen
- 19 kv. Tofsskivlingen
- 20 kv. Blodriskan
- 21 kv. Tegelkremlan
- 22 kv. Sillkremlan
- 23 kv. Gaffelkremlan
- 24 kv. Mandelkremlan
- 25 kv. Äggkremlan
- 26 kv. Vaxskivlingen
- 27 kv. Lärksoppen
- 28 kv. Brunsoppen
- 29 kv. Tuvtickan
- 30 kv. Röksvampen
- 31 kv. Taggsvampen
- 32 kv. Snöbollschampinjonen
- 33 kv. Blåmusseronen
- 34 kv. Strävsoppen
- 35 kv. Grynsoppen
- 36 kv. Grentickan
- 37 kv. Svavelriskan
- 38 kv. Örsoppen
- 39 kv. Grönkremlan
- 40 kv. Gulkremlan
- 41 kv. Sammetsoppen
- 42 kv. Sandsoppen
- 43 kv. Rutsoppen
- 44 kv. Brödtickan
- 45 kv. Hattmurklan
- 46 kv. Trumpetsvampen
- 47 kv. Vårmusseronen
- 48 kv. Höstmusseronen
- 50 kv. Kungschampinjonen
- 51 kv. Stora Torp
- 53 kv. Kärralunds camping
- 54 kv. Eldtickan

## Bö, 50

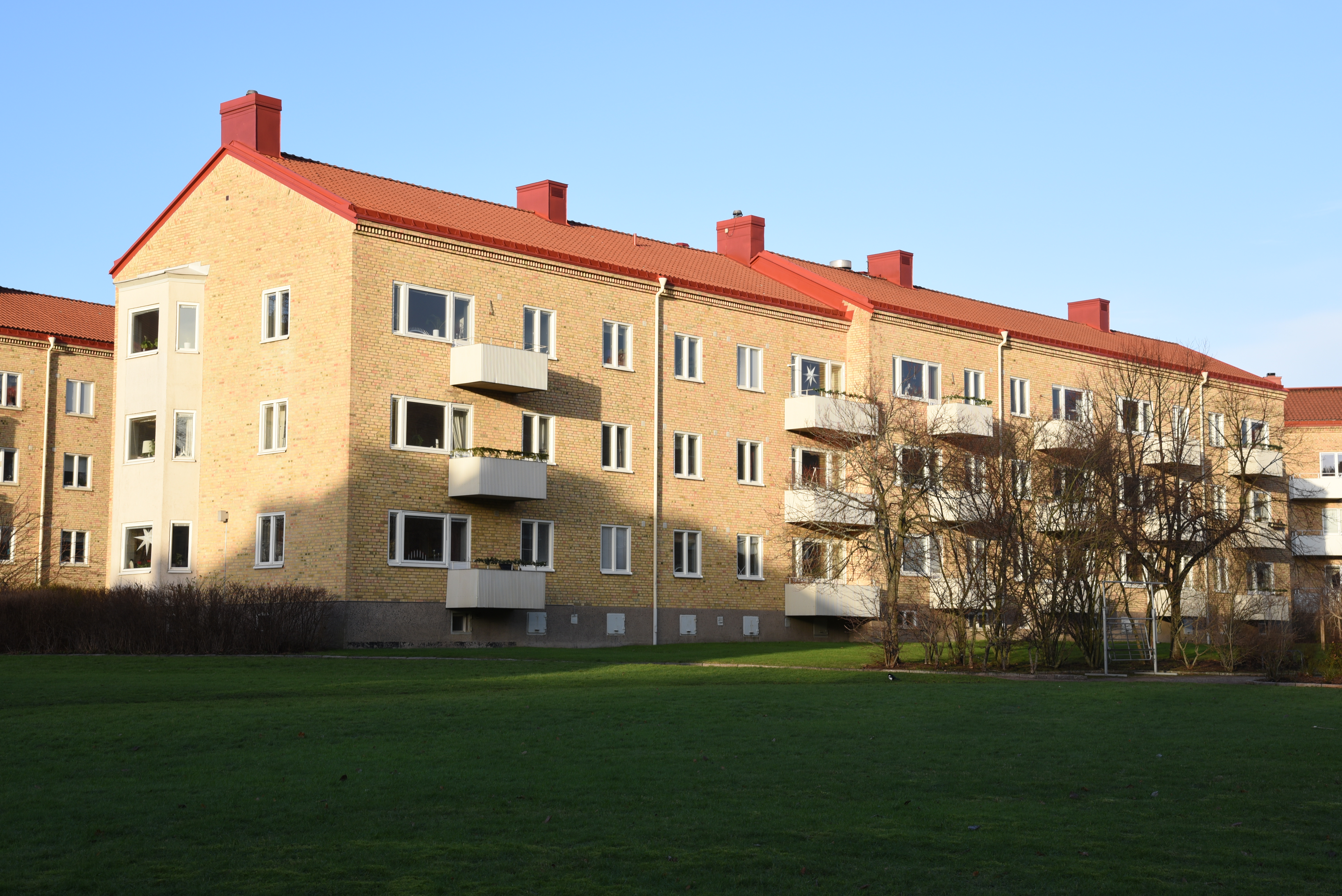
98 kv. Smaragdödlan i Bö.

Kvartersnamnen har temat kräldjur, nässeldjur, blötdjur, kräftdjur och liknande. 

- 1 kv. Ödlan[53]
- 2 kv. Grodan
- 3 kv. Snoken
- 4 kv. Huggormen
- 5 kv. Sjöormen
- 6 kv. Äspingen
- 7 kv. Kopparormen
- 8 kv. Sandödlan
- 9 kv. Kameleonten
- 10 kv. Draken
- 11 kv. Sköldpaddan
- 13 kv. Krokodilen
- 14 kv. Salamandern
- 15 kv. Kräftan
- 16 kv. Hummern
- 17 kv. Krabban
- 18 kv. Räkan
- 19 kv. Bläckfisken
- 21 kv. Snigeln
- 22 kv. Vindeltrappan
- 23 kv. Näckörat
- 24 kv. Strandsnäckan
- 25 kv. Porslinssnäckan
- 26 kv. Purpursnäckan
- 27 kv. Olivsnäckan
- 28 kv. Näcken
- 29 kv. Havstulpanen
- 30 kv. Taggsnäckan
- 31 kv. Kägelsnäckan
- 32 kv. Valthornssnäckan
- 33 kv. Skålsnäckan
- 34 kv. Midasörat
- 35 kv. Pärlmusslan
- 36 kv. Toppsnäckan
- 38 kv. Knivslidan
- 39 kv. Blåmusslan
- 40 kv. Skedmusslan
- 41 kv. Borrmusslan
- 42 kv. Hjärtmusslan
- 43 kv. Sjöharen
- 44 kv. Sjöjungfrun
- 45 kv. Sjörosen
- 46 kv. Sjöborren
- 47 kv. Sjöstjärnan
- 48 kv. Sjöhästen
- 49 kv. Havsgurkan
- 50 kv. Liljestjärnan
- 51 kv. Havsfrun
- 52 kv. Stjärnkorallen[3]
- 53 kv. Orgelkorallen[3]
- 54 kv. Korallen
- 55 kv. Ädelkorallen
- 56 kv. Maneten
- 57 kv. Ostronet
- 61 kv. Daggmasken
- 62 kv. Åttafotingen
- 63 kv. Hästigeln
- 64 kv. Tonsnäckan
- 65 kv. Lindormen
- 66 kv. Skogsödlan
- 67 kv. Vingsnäckan
- 68 kv. Kammusslan
- 69 kv. Delfinen
- 70 kv. Bävern
- 71 kv. Illern
- 72 kv. Uttern
- 73 kv. Valen
- 74 kv. Tumlaren
- 75 kv. Sjöbjörnen
- 76 kv. Sjölejonet
- 77 kv. Valrossen
- 78 kv. Vitfisken
- 79 kv. Narvalen
- 80 kv. Sorken
- 81 kv. Sjöelefanten
- 82 kv. Silmusslan[26]
- 83 kv. Hjälmsnäckan
- 84 kv. Violsnäckan
- 85 kv. Dvärgsnäckan
- 86 kv. Hornkorallen
- 87 kv. Sirenen (utgått)
- 88 kv. Korkkorallen
- 89 kv. Barkkorallen
- 90 kv. Virvelsnäckan
- 91 kv. Marködlan
- 92 kv. Springödlan
- 93 kv. Sandmusslan
- 94 kv. Bärnstenssnäckan
- 95 kv. Pilgrimsmusslan
- 96 kv. Sumpsnäckan
- 97 kv. Murödlan
- 98 kv. Smaragdödlan
- 99 kv. Pärlödlan
- 100 kv. Blåtungan
- 101 kv. Taggsvansen
- 106. Populärnamn: Stora Gårda
- 107 kv. Klotsnäckan
- 108. Populärnamn: Örgryte gamla kyrka

## Skår, 51
- 1 kv. Fjärilen
- 2 kv. Humlan
- 3 kv. Biet
- 4 kv. Getingen[54]
- 5 kv. Myran
- 6 kv. Nyckelpigan
- 7 kv. Syrsan
- 8 kv. Gräshoppan
- 9 kv. Ollonborren
- 10 kv. Myggan
- 11 kv. Tordyveln
- 12 kv. Frostfjärilen
- 13 kv. Silkesspinnaren
- 14 kv. Blåvingen
- 15 kv. Guldvingen
- 16 kv. Dagsländan
- 17 kv. Nattsländan
- 18 kv. Trollsländan
- 19 kv. Lysmasken
- 20 kv. Guldbaggen
- 21 kv. Rönnbärsmalen
- 22 kv. Skalbaggen
- 23 kv. Jättebaggen
- 24 kv. Snösländan
- 25 kv. Apollofjärilen
- 26 kv. Citronfjärilen
- 27 kv. Nässelfjärilen
- 28 kv. Kålfjärilen
- 29 kv. Sjösländan
- 30 kv. Bokspinnaren
- 31 kv. Aurorafjärilen
- 34 kv. Gräsfjärilen
- 35 kv. Sikelvingen
- 36 kv. Tallspinnaren
- 37 kv. Ringspinnaren
- 38 kv. Tistelfjärilen
- 39 kv. Aspfjärilen
- 40 kv. Spindeln
- 42 kv. Hakvingen
- 43 kv. Höfjärilen
- 44 kv. Termiten
- 49 Kv. Alviveln
- 50 Kv. Barkbocken
- 51 Kv. Bitbocken
- 52 Kv. Trädlöparen
- 53 Kv. Tallbocken
- 54 Kv. Sköldbaggen
- 55 kv. Fröbaggen
- 56 Kv. Bastborren
- 57 Kv. Levanten
- 58 Kv. Moskiten
- 59 Kv. Sävsländan

## Kallebäck, 52
- 2 kv. Typen
- 3 kv. Sätthaken
- 4 kv. Sättmaskinen
- 7 kv. Snällpressen
- 8 kv. Offsetpressen
- 9 kv. Regalen
- 10 kv. Foldern
- 11 kv. Katalogen
- 12 kv. Prospektet
- 13 kv. Tidskriften
- 14 kv. Vinjetten
- 17 kv. Graden

## Utby, 53
Ett urval av stadsdelens kvarter:

- 3 kv. Arbogaån
- 4 kv. Bräkneån
- 6 kv. Dalälven
- 7 kv. Fyrisån
- 8 kv. Göta älv
- 9 kv. Helgeån
- 10 kv. Indalsälven
- 11 kv. Klarälven
- 12 kv. Lagan
- 13 kv. Letälven
- 14 kv. Ljungan
- 15 kv. Ljusnan
- 16 kv. Nissan
- 17 kv. Nordre älv
- 18 kv. Lagån
- 19 kv. Stångån
- 20 kv. Svartån
- 21 kv. Säveån
- 22 kv. Torne älv
- 23 kv. Vindelälven
- 24 kv. Viskan
- 25 kv. Ångermanälven
- 26 kv. Ätran
- 27 kv. Faxälven
- 28 kv. Fjällsjöälven
- 32 kv. Hamrångeån
- 33 kv. Hedströmmen
- 34 kv. Kalix älv
- 35 kv. Kolbäcksån
- 36 kv. Kvistrumälven[55]
- 37 kv. Lule älv
- 38 kv. Lyckebyån
- 39 kv. Moån
- 40 kv. Mörrumsån
- 41 kv. Norsälven
- 42 kv. Nättrabyån
- 43 kv. Pite älv
- 44 kv. Rolfsån
- 45 kv. Ronnebyån
- 46 kv. Rönneån
- 47 kv. Selångerån
- 48 kv. Skellefte älv
- 49 kv. Testeboån
- 50 kv. Ume älv
- 51 kv. Utby bäck
- 52 kv. Öreälven
- 54 kv. Alterälv
- 55 kv. Ammerån
- 56 kv. Appoälven
- 59 kv. Bäskån
- 61 kv. Dörsån
- 62 kv. Fjätälven
- 63 kv. Tuluälven
- 64 kv. Granån
- 65 kv. Grundselån
- 66 kv. Grövelån
- 67 kv. Handölsån
- 68 kv. Hovermoån
- 70 kv. Hårkan
- 71 kv. Härjån
- 72 kv. Hörneån
- 73 kv. Juktån
- 74 kv. Järpströmmen
- 75 kv. Kaitum älv
- 76 kv. Korsbäcken
- 77 kv. Kåge älv
- 78 kv. Kävlingeån
- 79 kv. Laisälven
- 80 Kv. Lansån
- 81 kv. Lidan
- 82 kv. Linaälven
- 83 kv. Lofsån
- 84 kv. Loån
- 85 kv. Långseleån
- 86 kv. Lögdeälven
- 87 kv. Malån
- 88 kv. Mittån
- 89 kv. Nossan
- 90 kv. Ogströmmen
- 91 kv. Paubäcken
- 92 kv. Pärlaälven
- 93 kv. Rickleån
- 94 kv. Rosslan
- 95 kv. Rottnaälven
- 96 kv. Rotälven
- 97 kv. Råndan
- 98 kv. Råne älv
- 99 kv. Röjdån
- 100 kv. Rörströmsälven
- 101 kv. Sangis älv
- 102 kv. Saxälven
- 103 kv. Sikån
- 104 kv. Spikälven
- 105 kv. Höjeån
- 106 kv. Ljungbyån
- 107 kv. Storån
- 108 kv. Svartälven
- 109 kv. Sämsjöån
- 110 kv. Tidan
- 111 kv. Tommarpsån
- 112 kv. Trysilsälven
- 113 kv. Tärendö älv
- 114 kv. Tärnaån
- 115 kv. Töre älv
- 116 Kv. Utterån
- 117 Kv. Uvån
- 118 kv. Vanån
- 119 kv. Vargån
- 120 kv. Vemån
- 121 kv. Vitbäcken
- 122 kv. Vittangi älv
- 123 kv. Vitån
- 124 kv. Voxna älv
- 125 kv. Vålån
- 126 kv. Åby älv
- 127 kv. Ängesån
- 128 kv. Öjan
- 129 kv. Fjällbo
- 130 kv. Almaån
- 131 kv. Brömsebäck
- 132 kv. Bulsjöån
- 133 kv. Dalbergsån
- 134 kv. Drivån
- 135 kv. Enån
- 136 kv. Finspångsån
- 137 kv. Flåsjöån
- 138 kv. Getterån
- 139 kv. Godegårdsån
- 140 kv. Grytån
- 141 kv. Hagbyån
- 142 kv. Halgån
- 143 kv. Härån
- 145 kv. Högvadsån
- 146 kv. Hörbyån
- 147 kv. Hörksälven
- 148 kv. Kilsån
- 149 kv. Klingvallsån
- 150 kv. Krokån
- 151 kv. Kroppån
- 152 kv. Kynne älv
- 153 kv. Kårestadsån
- 154 kv. Kölaälven
- 155 kv. Kölstaån
- 156 kv. Kölån
- 157 kv. Köpingån
- 158 kv. Lillfjäten
- 159 kv. Lillån
- 160 kv. Ljustorpsån
- 161 kv. Lärjeån
- 163 kv. Mellbyån
- 164 kv. Vängelälven
- 165 kv. Öjån
- 166 kv. Gagnån
- 167 kv. Hånån
- 168 kv. Musån
- 169 kv. Skedån
- 170 kv. Varån
- 171 kv. Virboån
- 172 kv. Eldån
- 173 kv. Kraggån
- 174 kv. Bosån
- 175 kv. Fuån
- 176 kv. Ickån
- 177 kv. Knipån
- 178 kv. Mångån
- 179 kv. Limån
- 180 kv. Dypån
- 181 kv. Ellingån
- 182 kv. Ösan
- 191 kv. Svedån
- 192 kv. Valboån
- 193 kv. Kägleån
- 194 kv. Kumlaån
- 195 kv. Saxån
- 196 kv. Mjöån
- 197 kv. Vollsjöån
- 198 kv. Vegeån
- 199 kv. Murån
- 200 kv. Genevadsån
- 201 kv. Suseån
- 202 kv. Spikån
- 203 kv. Högån
- 204 kv. Ljungån
- 205 kv. Malmån
- 206 kv. Åseleån
- 207 kv. Björkån
- 208 kv. Husån
- 209 kv. Hörnån
- 210 kv. Verkeån

## Guldheden, 54
- 2 kv. Gräsliljan
- 3 kv. Sandliljan
- 4 kv. Astern
- 5 kv. Tusenskönan
- 6 kv. Sipprankan
- 7 kv. Ädeltisteln
- 8 kv. Brudslöjan
- 9 kv. Julrosen
- 10 kv. Dagliljan
- 11 kv. Strandfacklan
- 12 kv. Kattmyntan
- 13 kv. Gulltraven[3]
- 14 kv. Höstfloxen
- 15 kv. Ängsbollen
- 16 kv. Palmliljan
- 17 kv. Vintergäcken
- 18 kv. Snöklockan
- 20 kv. Stenmalörten
- 21 kv. Strandmalörten
- 22 kv. Strandastern
- 23 kv. Gullborsten
- 24 kv. Toppklockan
- 25 kv. Nässelklockan
- 26 kv. Skogsklockan
- 27 kv. Ängsklockan
- 28 kv. Fjällklockan
- 29 kv. Fältvädden
- 30 kv. Åkervädden
- 31 kv. Ängsvädden
- 32 kv. Vildkaprifolen
- 33 kv. Ligustern
- 34 kv. Blåelden
- 36 kv. Bergmyntan
- 37 kv. Drakblomman
- 38 kv. Vattenveronikan
- 40 kv. Gullspiran[6]
- 41 kv. Skogsstjärnan[6]
- 42 kv. Backsippan[6]
- 43 kv. Fältsippan[6]
- 44 kv. Mosippan[6]
- 45 kv. Nipsippan[6]
- 46 kv. Månviolen
- 47 kv. Fjällviolen[6]
- 48 kv. Kärrviolen[6]
- 49 kv. Luktviolen[6]
- 50 kv. Skogsviolen
- 51 kv. Ängsviolen[6]
- 52 kv. Strandviolen
- 53 kv. Åkerviolen
- 54 kv. Johannesörten
- 55 kv. Stjärnbräckan
- 56 kv. Purpurbräckan[6]
- 57 kv. Fjällbräckan
- 58 kv. Fjällnejlikan
- 59 kv. Ängsnejlikan
- 60 kv. Sandnejlikan[6]
- 61 kv. Praktnejlikan
- 62 kv. Åkernejlikan
- 63 kv. Fjällskäran[6]
- 64 kv. Ängsskäran
- 65 kv. Brunskäran[6]
- 66 kv. Kamelian
- 67 kv. Lavendeln[6]
- 68 kv. Kejsarkronan[6]
- 70 kv. Lupinen
- 71 kv. Nålskäran[6]
- 72 kv. Nickskäran[6]

## Älvsborg, 55
- 1 kv. Akterdäcket
- 2 kv. Aktergajen
- 3 kv. Akterkastellet
- 4 kv. Akterklyset
- 5 kv. Akterluckan
- 6 kv. Akterrodden
- 7 kv. Akterskeppet
- 8 kv. Akterspegeln
- 9 kv. Akterstäven
- 10 kv. Amiralsflaggan
- 11 kv. Ankarbojen
- 12 kv. Ankarstocken
- 13 kv. Ankarlåset
- 14 kv. Ankarljuset
- 15 kv. Akterpiken
- 16 kv. Akterseglet
- 22 kv. Dirken
- 23 kv. Lattan
- 24 kv. Mastkragen
- 25 kv. Vantskruven
- 26 kv. Blindrået
- 27 kv. Blocket
- 28 kv. Blåkragen
- 29 kv. Bogen[10]
- 30 kv. Bogserbåten
- 31 kv. Bogsprötet
- 32 kv. Bramfallet[3]
- 34 kv. Brassfocken
- 35 kv. Bredfocken
- 36 kv. Båtdäverten
- 37 kv. Båtkranen
- 38 kv. Båtshaken
- 39 kv. Båtsmannen
- 40 kv. Båtstyraren
- 42 kv. Dagvakten
- 45 kv. Draggen
- 47 kv. Drivankaret
- 48 kv. Durken
- 50 kv. Däcksmatrosen
- 51 kv. Ekolodet
- 52 kv. Eskadern
- 53 kv. Fallhornet
- 54 kv. Fallrepet
- 55 kv. Fallrepstrappan
- 56 kv. Fartygschefen
- 58 kv. Fastmakaren
- 59 kv. Fatlängan
- 61 kv. Flaggjunkaren
- 62 kv. Flaggkonstapeln
- 63 kv. Flaggkorpralen
- 64 kv. Flagglinan
- 65 kv. Flaggmannen
- 67 kv. Flaggmästaren
- 68 kv. Flaggstyrmannen
- 69 kv. Flaskposten
- 70 kv. Flottan
- 71 kv. Flottiljen
- 72 kv. Flottören
- 73 kv. Flygdäcket
- 74 kv. Flygplanskryssaren
- 75 kv. Fockfallet
- 76 kv. Fockhalsen
- 77 kv. Fockmasten
- 79 kv. Fockvantet
- 80 kv. Fribordet
- 81 kv. Frilodet
- 82 kv. Frivakten
- 83 kv. Fullriggaren
- 84 kv. Fånglinan
- 85 kv. Flaggstället
- 86 kv. Fördäcket
- 87 kv. Förgajen
- 88 kv. Förkastellet
- 89 kv. Förluckan
- 90 kv. Förmasten
- 91 kv. Förmärsen
- 92 kv. Förrodden
- 93 kv. Förskeppet
- 94 kv. Förstaget
- 95 kv. Förstäven
- 96 kv. Gaffelseglet
- 97 kv. Galjonen
- 98 kv. Galären
- 99 kv. Gasten
- 101 kv. Gigtåget
- 103 kv. Giren
- 105 kv. Grönlandssteket
- 106 kv. Gyrokompassen
- 107 kv. Gyrosnurran
- 108 kv. Gångbordet
- 110 kv. Gårdingsteket
- 111 kv. Gölingen
- 112 kv. Gösstaken
- 113 kv. Hakblocket
- 114 kv. Haklängan
- 115 kv. Halkipen
- 116 kv. Halshornet[3]
- 118 kv. Angöringsbojen
- 120 kv. Bogfyren
- 121 kv. Bogfendern
- 122 kv. Bogankaret
- 123 kv. Angöringsfyren
- 124 kv. Ankardäverten
- 125 kv. Barlastpumpen
- 126 kv. Blekingsekan
- 127 kv. Bogstaget
- 128 kv. Barlasttanken
- 130 kv. Bidevindseglet
- 131 kv. Bogserkabeln
- 133 kv. Bojankaret
- 134 kv. Bojrepet
- 135 kv. Bomklykan
- 136 kv. Bomtaljan
- 138 kv. Båtankaret
- 139 kv. Bryggdäcket
- 141 kv. Båtsmansstolen
- 142 kv. Centerbordet
- 143 kv. Centertanken
- 144 kv. Dykardräkten
- 145 kv. Dykarklockan
- 146 kv. Dykarlampan
- 147 kv. Dykarpumpan
- 148 kv. Dykarslangen
- 149 kv. Dykvästen
- 150 kv. Flytdockan
- 151 kv. Flytvästen
- 152 kv. Fallblocket
- 153 kv. Fallkorgen
- 154 kv. Förpiken
- 155 kv. Förseglet
- 156 kv. Flaggkistan
- 157 kv. Färjan
- 158 kv. Husbåten
- 159 kv. Däverten
- 160 kv. Styråran
- 161 kv. Fyren
- 162 kv. Fyrbåten
- 163 kv. Fyrlistan
- 164 kv. Fyrljuset
- 165 kv. Fyrmästaren
- 166 kv. Fyrplatsen
- 167 kv. Fyrskeppet
- 168 kv. Fyrtornet
- 169 kv. Fyrvaktaren
- 170 kv. Focken
- 171 kv. Klyvaren
- 172 kv. Krysseglet
- 173 kv. Snedseglet
- 174 kv. Spinnakern
- 175 kv. Spriseglet
- 176 kv. Stagseglet
- 177 kv. Stormseglet
- 178 kv. Storseglet
- 179 kv. Toppseglet
- 184 kv. Ledseglet
- 185 kv. Lejdaren[3]
- 186 kv. Linjeskeppet
- 187 kv. Livbojen
- 188 kv. Livbåten
- 189 kv. Livbältet
- 191 kv. Lodlinan
- 192 kv. Loggboken
- 193 kv. Logglinan
- 194 kv. Lotsen
- 195 kv. Lotsbåten
- 196 kv. Luftutkiken
- 197 kv. Långsplitsen
- 198 kv. Låringen
- 199 kv. Låringsbåten
- 200 kv. Läseglet
- 201 kv. Lättmatrosen
- 202 kv. Löparskutan
- 203 kv. Magnetnålen
- 204 kv. Manligheten
- 205 kv. Manövertornet
- 206 kv. Marindirektören
- 207 kv. Marindistriktet
- 208 kv. Marinen
- 209 kv. Mariningenjören
- 210 kv. Marinläkaren
- 211 kv. Mastkranen
- 212 kv. Mellangajen
- 213 kv. Mellanmasten
- 214 kv. Mellantaljan
- 215 kv. Mesanbommen
- 216 kv. Mesanmasten
- 221 kv. Minikryssaren
- 222 kv. Minmatrosen
- 223 kv. Minstyrmannen
- 224 kv. Minsveparen
- 226 kv. Mistluren
- 228 kv. Motorbåten
- 230 kv. Motormaskinisten
- 231 kv. Mulsteket
- 232 kv. Märlspiksknopen
- 233 kv. Märsen
- 234 kv. Märsseglet
- 235 kv. Mässpojken
- 236 kv. Nakterhuset
- 237 kv. Nockbänslet
- 238 kv. Nocktaljan[10]
- 239 kv. Paravanen
- 241 kv. Styrhytten
- 254 kv. Radiofyren
- 255 kv. Radiohytten
- 256 kv. Radiomatrosen[3]
- 257 kv. Pliktankaret
- 258 kv. Plikthuggaren
- 259 kv. Pollaren
- 260 kv. Pontonen
- 261 kv. Pålsteket
- 262 kv. Racken
- 263 kv. Radioingenjören
- 264 kv. Radiostyrmannen
- 265 kv. Regalskeppet
- 266 kv. Relingen
- 267 kv. Revsejsingen
- 268 kv. Revtaljan
- 269 kv. Ridaren
- 270 kv. Riggen[3]
- 271 kv. Roddbåten
- 272 kv. Roddklykan
- 273 kv. Rorkulten
- 274 kv. Rorsmannen
- 276 kv. Kölbulten
- 277 kv. Kölplåten
- 279 kv. Kölsvinet
- 280 kv. Kuttersmycket
- 281 kv. Stävekan
- 282 kv. Folkbåten
- 283 kv. Skärgårdskryssaren
- 284 kv. Havet
- 286 kv. Salningen
- 288 kv. Drakbåten[6]
- 289 kv. Starbåten[6]
- 290 kv. Bohusekan
- 291 kv. Finnjollen
- 292 kv. Trissjollen
- 293 kv. Trålaren
- 294 kv. Tankfartyget
- 295 kv. Dragglinan
- 298 kv. Röjeln
- 299 kv. Mesanen
- 301 kv. Flottbasen[6]
- 302 kv. Forsbåten
- 304 kv. Karthytten
- 305 kv. Hjulbåten
- 306 kv. Klockbojen
- 307 kv. Barlasten
- 308 kv. Bardunen
- 309 kv. Moringen[6]
- 310 kv. Galjonsfiguren
- 311 kv. Gunnrummet
- 312 kv. Kaparfartyget
- 313 kv. Krysspricken
- 314 kv. Kobryggan
- 315 kv. Kvastpricken
- 323 kv. Segelstället
- 328 kv. Stagfocken
- 330 kv. Skotsteket
- 331 kv. Stickbulten
- 335 kv. Lanternan
- 336 kv. Genuafocken
- 338 kv. Räddningsflotten
- 339 kv. Segelduken
- 340 kv. Flodbåten
- 341 kv. Båtstäven
- 342 kv. Mantåget
- 343 kv. Monitoren
- 344 kv. Skutskär
- 345 kv. Masttoppen
- 346 kv. Sjöpricken
- 348 kv. Förtöjningen
- 350 kv. Årklykan
- 351 kv. Öskaret
- 353 kv. Nödseglet

## Fiskebäck, 56
- 1 kv. Reven
- 2 kv. Ståndkroken
- 3 kv. Metspöet
- 4 kv. Noten
- 5 kv. Metkroken
- 6 kv. Dörjen
- 7 kv. Åltinan
- 8 kv. Ryssjan
- 9 kv. Nätet
- 10 kv. Flötet
- 11 kv. Håven
- 12 kv. Pilken
- 13 kv. Spinnspöet
- 16 kv. Grimman
- 18 kv. Huggkroken
- 19 kv. Agnet
- 20 kv. Betet
- 21 kv. Fluglinan
- 22 kv. Flugrullen
- 23 kv. Flugspöet
- 24 kv. Gäddnätet
- 25 kv. Harpunen
- 26 kv. Haspelrullen
- 27 kv. Haspelspöet
- 28 kv. Hummeltinan
- 29 kv. Hängryssjan
- 30 kv. Kastnätet
- 31 kv. Kräftburen
- 32 kv. Kräfthåven
- 33 kv. Lakstruten
- 34 kv. Laxgarnet
- 35 kv. Laxtinan
- 36 kv. Mjärden
- 37 kv. Norshåven
- 38 kv. Pilkträet
- 39 kv. Pimpeln
- 40 kv. Pimpelspöet
- 42 kv. Sillgarnet
- 43 kv. Snurrevaden
- 44 kv. Snörpvaden
- 45 kv. Spinnaren
- 46 kv. Spinnlinan
- 47 kv. Spinnrullen
- 48 kv. Svirveln
- 49 kv. Sänket
- 50 kv. Skäddegarnet
- 51 kv. Tafsen
- 52 kv. Ålkistan
- 53 kv. Ålkupan
- 54 kv. Ålljustret
- 59 kv. Fiskekroken
- 60 kv. Fiskhåven
- 61 kv. Fiskkassen
- 65 kv. Krabbkupan
- 66 kv. Makrillgarnet
- 67 kv. Ostronskrapan
- 68 kv. Räkhåven
- 69 kv. Makrilldraget
- 70 kv. Laxflugan
- 71 kv. Torskdraget
- 72 kv. Lysräkan
- 74 kv. Makrillfisket
- 80 kv. Fiskegränsen
- 81 kv. Sillfisket
- 82 kv. Räkfisket
- 85 kv. Angeldonet
- 86 kv. Grimnätet
- 87 kv. Isnoten
- 90 kv. Korkflötet

## Högsbo, 57
- 1 kv. Varvräknaren
- 2 kv. Bandsågen
- 3 kv. Figursaxen
- 4 kv. Hyveljärnet
- 5 kv. Bakugnen
- 6 kv. Medbringaren
- 7 kv. Mikrometern
- 8 kv. Rörtången
- 9 kv. Plåtsaxen
- 10 kv. Stämjärnet
- 11 kv. Glasskäraren
- 13 kv. Krympmåttet
- 14 kv. Slagräknaren
- 16 kv. Ritsmåttet
- 17 kv. Skjutmåttet
- 18 kv. Fanerpressen
- 20 kv. Kapsågen
- 21 kv. Hammaren
- 22 kv. Bultsaxen
- 23 kv. Skiftnyckeln
- 24 kv. Svarvstålet[56]
- 26 kv. Skruvtvingen[56]
- 27 kv. Skruvstycket
- 28 kv. Filen
- 29 kv. Borret
- 30 kv. Körnaren
- 31 kv. Hovtången
- 32 kv. Borrmaskinen
- 33 kv. Bågfilen
- 34 kv. Hyvelbänken
- 35 kv. Filkloven[56]
- 36 kv. Lövsågen[56]
- 37 kv. Sticksågen[56]
- 38 kv. Plattången[56]
- 40 kv. Vattenpasset
- 41 kv. Gradsågen
- 43 kv. Takbrunnen

## Järnbrott, 58
- 1 kv. Arbetsbänken
- 2 kv. Armeringsjärnet
- 3 kv. Badkaret
- 4 kv. Balkongen
- 5 kv. Balkongräcket
- 6 kv. Betongen
- 7 kv. Betongplattan
- 8 kv. Bjälken
- 9 kv. Bjälklaget
- 10 kv. Bottenplattan
- 11 kv. Branddörren
- 12 kv. Brandmuren
- 13 kv. Burspråket
- 14 kv. Cementen
- 15 kv. Dörren
- 16 kv. Dörrkarmen
- 17 kv. Dörrlisten
- 18 kv. Dörrlåset
- 19 kv. Dörrspegeln
- 20 kv. Eternitplattan
- 21 kv. Formbrädan
- 22 kv. Fönsterblecket
- 23 kv. Fönsterbågen
- 24 kv. Fönsterbänken
- 25 kv. Fönsterkarmen
- 26 kv. Fönsterlåset
- 27 kv. Fönsterventilen
- 28 kv. Fönstret
- 29 kv. Gipsbruket
- 30 kv. Gipsplattan
- 31 kv. Glasdörren
- 32 kv. Glasrutan
- 33 kv. Golvbrädan
- 34 kv. Golvet
- 35 kv. Golvlisten
- 36 kv. Golvplattan
- 37 kv. Golvtiljan
- 38 kv. Grunden
- 39 kv. Grundfilten
- 40 kv. Grundplattan
- 41 kv. Gångjärnet
- 42 kv. Hanbjälken
- 43 kv. Handledaren
- 44 kv. Hatthyllan
- 46 kv. Hjärtstocken
- 47 kv. Hålblocket
- 48 kv. Hålteglet
- 49 kv. Högbenet
- 50 kv. Hörnjärnet
- 51 kv. Hörnskåpet
- 52 kv. Imventilen
- 53 kv. Innanfönstret
- 54 kv. Järnbalken
- 55 kv. Kakelplattan
- 56 kv. Kakelugnen
- 57 kv. Kallimmet
- 58 kv. Kaminen
- 59 kv. Kamjärnet
- 60 kv. Kantlisten
- 61 kv. Källardörren
- 62 kv. Källargolvet
- 63 kv. Ledstången
- 64 kv. Limmet
- 65 kv. Läkten
- 66 kv. Lättbetongen
- 67 kv. Marmorplattan
- 68 kv. Murbruket
- 69 kv. Muren[57]
- 70 kv. Murteglet
- 71 kv. Nockteglet[57]
- 72 kv. Parketten[57]
- 73 kv. Pelaren[57]
- 74 kv. Plankan[57]
- 75 kv. Plankstommen
- 76 kv. Plansteget
- 77 kv. Plattjärnet[57]
- 78 kv. Porten
- 79 kv. Putsen
- 81 kv. Remstycket
- 82 kv. Ryggåsen
- 83 kv. Rökstocken
- 84 kv. Rörmattan
- 86 kv. Skjutdörren
- 87 kv. Skorstenen
- 88 kv. Smygpanelen
- 89 kv. Sparren
- 90 kv. Spiraltrappan
- 91 kv. Spännpappen
- 92 kv. Stenullsplattan
- 93 kv. Stocken
- 94 kv. Stockpanelen
- 95 kv. Stormhaken
- 96 kv. Stormlisten
- 97 kv. Stupröret[58]
- 100 kv. Syllen
- 101 kv. Sättsteget
- 102 kv. Taggbrickan
- 103 kv. Taket
- 104 kv. Takkupan
- 105 kv. Taklisten
- 106 kv. Takpanelen
- 107 kv. Takpappen
- 108 kv. Takrännan
- 109 kv. Takstolen
- 110 kv. Tegelpannan
- 111 kv. Trappräcket
- 112 kv. Trossbottnen
- 113 kv. Tröskeln
- 114 kv. Tvättstället
- 115 kv. Glasteglet
- 116 kv. Klyvteglet
- 117 kv. Valvteglet
- 118 kv. Fasadteglet
- 119 kv. Lätteglet
- 120 kv. Värmepannan[57]
- 121 kv. Dörrskylten[57]
- 122 kv. Dörrhandtaget[57]
- 123 kv. Dörrstopparen[57]
- 124 kv. Dörrstängaren
- 125 kv. Portlåset
- 126 kv. Smäcklåset
- 128 kv. Takfönstret[6]
- 129 kv. Korkmattan
- 130 kv. Golvmassan
- 132 kv. Huvudnyckeln
- 134 kv. Halmplattan
- 135 kv. Sjögräsmattan
- 136 kv. Stavparketten
- 137 kv. Takluckan
- 138 kv. Betongpålen
- 139 kv. Fläktrummet
- 140 kv. Takspånet
- 141 kv. Takräcket
- 142 kv. Laxknuten
- 143 kv. Akustikplattan
- 144 kv. Träullsplattan
- 145 kv. Armeringsmattan[58]
- 146 kv. Asbestplattan[58]
- 147 kv. Träfiberplattan[58]
- 148 kv. Gallerplattan[58]
- 149 kv. Bjälklagsplattan
- 150 kv. Vridfönstret
- 151 kv. Vikväggen
- 152 kv. Stavteglet
- 153 kv. Vindskivan
- 154 kv. Panelradiatorn
- 155 kv. Skjutfönstret
- 156 kv. Garderoben
- 157 kv. Lamelldörren
- 158 kv. Ytterdörren
- 159 kv. Ytterväggen
- 160 kv. Bärlinan
- 161 kv. Hisskorgen
- 163 kv. Takplåten
- 164 kv. Profiljärnet
- 165 kv. Korkparketten
- 166 kv. Grundmuren
- 167 kv. Mellanväggen
- 168 kv. Takåsen
- 169 kv. Brädan
- 170 kv. Listen
- 171 kv. Panelen[6]
- 172 kv. Källarfönstret
- 173 kv. Dörrposten
- 174 kv. Dörrtröskeln
- 175 kv. Dörrvredet
- 176 kv. Stenfoten
- 177 kv. Takfoten
- 178 kv. Tapeten
- 179 kv. Tegelstenen
- 180 kv. Trapphuset
- 182 kv. Källarnyckeln
- 184 kv. Lufttrumman
- 185 kv. Dräneringsröret
- 186 kv. Tjärpappen
- 187 kv. Murblocket
- 190 kv. Sandspacklet
- 191 kv. Avbitaren[6]
- 193 kv. Massagolvet
- 194 kv. Spetstången
- 195 kv. Hisschaktet[6]
- 200 kv. Gräsmattan
- 203 kv. Betongglaset
- 204 kv. Golvbrunnen
- 205 kv. Sadeltaket
- 206 kv. Råsponten
- 207 kv. Balustraden[58]
- 208 kv. Skåpsdörren
- 210 kv. Hammarbandet

## Näset, 59
- 1 kv. Saltlaven
- 2 kv. Bäcklaven
- 3 kv. Sipperlaven
- 4 kv. Landlaven
- 5 kv. Fläcklaven
- 6 kv. Skiftlaven
- 7 kv. Klotterlaven
- 8 kv. Sammetslaven
- 9 kv. Mjöllaven
- 26 kv. Skrovellaven
- 27 kv. Saffransllaven
- 28 kv. Torsklaven
- 29 kv. Åderlaven
- 30 kv. Filtlaven
- 31 kv. Allélaven
- 32 kv. Bitterlaven
- 34 kv. Blåslaven
- 35 kv. Brämlaven
- 36 kv. Daglaven
- 37 kv. Enlaven
- 38 kv. Fingerlaven
- 39 kv. Finlaven
- 40 kv. Färglaven
- 41 kv. Gråstenslaven
- 42 kv. Gällaven
- 43 kv. Hattlaven
- 44 kv. Islandslaven
- 45 kv. Kaklaven
- 46 kv. Kantlaven
- 47 kv. Korallaven
- 48 kv. Krumlaven
- 49 kv. Kvartslaven
- 50 kv. Letlaven
- 51 kv. Masklaven
- 52 kv. Näverlaven
- 53 kv. Pigglaven
- 54 kv. Pinnlaven
- 55 kv. Porlaven
- 56 kv. Praktlaven
- 57 kv. Påskrislaven
- 58 kv. Pöslaven
- 59 kv. Renlaven
- 60 kv. Rislaven
- 61 kv. Rönnlaven
- 62 kv. Silverlaven
- 63 kv. Sköldlaven
- 64 kv. Slånlaven
- 65 kv. Snölaven
- 66 kv. Sotlaven
- 67 kv. Spricklaven
- 68 kv. Stocklaven
- 69 kv. Stubblaven
- 70 kv. Styverlaven
- 73 kv. Syllaven
- 74 kv. Trattlaven
- 75 kv. Varglaven
- 76 kv. Vindlaven
- 77 kv. Vinterlaven
- 78 kv. Vitlaven
- 79 kv. Vitmosslaven
- 80 kv. Vägglaven
- 81 kv. Örnlaven
- 82 kv. Mosslaven
- 83 kv. Rödtången
- 84 kv. Nervtången
- 85 kv. Tandtången
- 86 kv. Brosktången
- 87 kv. Lummertången
- 88 kv. Gisseltången
- 90 kv. Taggtången
- 93 kv. Gallertången
- 94 kv. Blåstången
- 95 kv. Ishavstången
- 96 kv. Sågtången
- 97 kv. Spiraltången
- 100 kv. Gaffeltången
- 101 kv. Sotmossan
- 102 kv. Björnmossan
- 104 kv. Nätmossan
- 108 kv. Rosmossan
- 109 kv. Silvermossan
- 110 kv. Takmossan
- 112 kv. Bladmossan
- 113 kv. Hasselmossan
- 114 kv. Opalmossan
- 115 kv. Bägarmossan
- 117 kv. Smaragdmossan
- 118 kv. Brännmossan
- 119 kv. Kakmossan
- 120 kv. Vitmossan
- 121 kv. Gaffelmossan
- 122 kv. Bandmossan
- 124 kv. Kransmossan
- 125 kv. Väggmossan
- 127 kv. Sidenmossan
- 130 kv. Kustlaven
- 132 kv. Bjöla Hamn
- 133 kv. Stjärnlaven

## Rud, 60
- 1 kv. Blåstället
- 2 kv. Brynjan
- 3 kv. Fracken
- 4 kv. Smokingen
- 5 kv. Skolmössan
- 6 kv. Kragen
- 7 kv. Hatten
- 8 kv. Cylinderhatten
- 9 kv. Regnkappan
- 15 kv. Tröjan
- 16 kv. Ridbyxan
- 17 kv. Blusen
- 18 kv. Halsduken
- 19 kv. Klänningen
- 20 kv. Knäbyxan
- 21 kv. Livremmen
- 22 kv. Handsken
- 25 kv. Baskermössan
- 26 kv. Pälskragen
- 27 kv. Sockan
- 28 kv. Strumpan
- 29 kv. Sandalen
- 30 kv. Skjortan
- 31 kv. Skärpet
- 32 kv. Skoremmen
- 33 kv. Slipsen
- 34 kv. Skidkängan
- 35 kv. Byxan
- 36 kv. Dräkten
- 37 kv. Förklädet
- 38 kv. Hättan
- 39 kv. Jackan
- 40 kv. Kappan
- 41 kv. Kavajen
- 42 kv. Koftan
- 43 kv. Kolten
- 44 kv. Kostymen
- 45 kv. Luvan
- 46 kv. Mössan
- 47 kv. Pälsen
- 48 kv. Rocken
- 49 kv. Schalen
- 50 kv. Ulstern
- 51 kv. Uniformen
- 52 kv. Vanten
- 53 kv. Västen
- 54 kv. Stöveln
- 55 kv. Skon
- 56 kv. Jumpern
- 57 kv. Sportskjortan
- 59 kv. Toffeln
- 60 kv. Skidbyxan
- 61 kv. Bäddjackan
- 62 kv. Städrocken
- 63 kv. Morgonrocken
- 64 kv. Rökrocken
- 66 kv. Skidmössan
- 67 kv. Skinnvästen
- 68 kv. Skyddsrocken
- 69 kv. Sparkdräkten
- 70 kv. Galoschen
- 72 kv. Golfbyxan
- 73 kv. Lackskon
- 74 kv. Pälsmössan
- 75 kv. Sportmössan
- 77 kv. Badmössan
- 78 kv. Badbyxan
- 79 kv. Baddräkten
- 80 kv. Haklappen
- 81 kv. Doket
- 82 kv. Slöjan
- 83 kv. Manteln
- 84 kv. Turbanen
- 85 kv. Stolan
- 86 kv. Lonsegården
- 91 kv. Anoraken
- 92 kv. Storvästen
- 93 kv. Sportjackan
- 94 kv. Spetsbyxan

## Tynnered, 61
- 1 kv. Stallet
- 2 kv. Brygghuset
- 3 kv. Ladugården
- 4 kv. Visthusboden[6]
- 5 kv. Slåttermaskinen
- 6 kv. Självbindaren
- 7 kv. Skördetröskan
- 8 kv. Spiltan
- 9 kv. Hästräfsan
- 10 kv. Höhissen
- 11 kv. Slagan
- 12 kv. Tröskverket
- 13 kv. Mjölkmaskinen
- 14 kv. Radsåningsmaskinen
- 15 kv. Betslet
- 16 kv. Grimman
- 17 kv. Ladan
- 18 kv. Länkharven
- 19 kv. Höskrindan
- 20 kv. Slaghackan
- 21 kv. Halmpressen
- 22 kv. Triören
- 23 kv. Räfsan
- 25 kv. Grepen
- 26 kv. Lien
- 27 kv. Spaden
- 28 kv. Skäran
- 29 kv. Vagnen
- 30 kv. Höskullen
- 31 kv. Kultivatorn
- 32 kv. Smörkärnan
- 33 kv. Lidret
- 34 kv. Hässjan
- 35 kv. Tjugan
- 36 kv. Bindgarnet
- 37 kv. Hackan
- 42 kv. Högaffeln
- 43 kv. Skyffeln
- 44 kv. Släggan
- 45 kv. Spettet
- 46 kv. Drillharven
- 47 kv. Fjäderharven
- 48 kv. Klösharven
- 49 kv. Myllharven
- 50 kv. Risharven
- 51 kv. Rullharven
- 52 kv. Spadharven
- 53 kv. Tallriksharven
- 54 kv. Knivristen
- 55 kv. Skumristen
- 56 kv. Balansplogen
- 57 kv. Brytplogen
- 58 kv. Drillplogen
- 59 kv. Gaffelplogen
- 60 kv. Hjulplogen
- 61 kv. Kärrplogen
- 62 kv. Skumplogen
- 63 kv. Tassplogen
- 64 kv. Traktorplogen
- 65 kv. Vändplogen
- 66 kv. Hövändaren
- 67 kv. Seldonet
- 68 kv. Tömmen
- 69 kv. Tygeln
- 70 kv. Plogbillen
- 71 kv. Bärplogen
- 72 kv. Stångplogen
- 73 kv. Svängplogen
- 74 kv. Växelplogen
- 75 kv. Potatishackan
- 76 kv. Selpinnen
- 77 kv. Krattan
- 79 kv. Stubbrytaren
- 80 kv. Logen
- 81 kv. Skottkärran[59]
- 84 kv. Hölasset
- 85 kv. Hönsfarmen
- 86 kv. Höskörden
- 87 kv. Höstacken
- 88 kv. Plogfåran
- 89 kv. Plogkniven
- 90 kv. Slätharven
- 91 kv. Sädesbingen
- 92 kv. Sädessilon
- 94 kv. Täckdiket
- 95 kv. Trillan
- 96 kv. Vagnslidret
- 97 kv. Kärven
- 98 kv. Tiltan
- 100 kv. Kätten

## Önnered, 62
- 1 kv. Båtyxan
- 2 kv. Bronsskölden
- 3 kv. Bronsspännet
- 4 kv. Bronshammaren
- 5 kv. Bronsfibulan
- 6 kv. Doppskon
- 7 kv. Denaren
- 8 kv. Lerurnan
- 9 kv. Lihultyxan
- 10 kv. Lerkärlet
- 11 kv. Runkorset
- 12 kv. Ranglan
- 13 kv. Runstaven
- 14 kv. Runstenen
- 15 kv. Hålyxan
- 16 kv. Hornyxan
- 17 kv. Flintskrapan
- 18 kv. Benkroken
- 19 kv. Dösen
- 20 kv. Spännbucklan
- 21 kv. Silvervågen
- 22 kv. Slagbulan
- 23 kv. Slagytan
- 24 kv. Spånkärnan
- 25 kv. Avsatsyxan
- 26 kv. Bautastenen
- 27 kv. Fibulan
- 28 kv. Bennålen
- 33 kv. Bronskniven
- 34 kv. Bronsluren
- 35 kv. Bronssvärdet
- 36 kv. Bronsdolken
- 37 kv. Bronsyxan
- 38 kv. Bronsurnan
- 39 kv. Bronsskäran
- 40 kv. Dubbelyxan
- 41 kv. Flintdolken
- 42 kv. Flintskäran
- 43 kv. Flintyxan
- 44 kv. Flintmejseln
- 45 kv. Brandgropen
- 46 kv. Degeln
- 47 kv. Eldstålet
- 48 kv. Bronssylen
- 49 kv. Kantyxan
- 50 kv. Runan
- 53 kv. Bronsnålen
- 54 kv. Dubbelhackan
- 55 kv. Dubbelkärnan
- 56 kv. Flintkärnan
- 57 kv. Flintskivan
- 58 kv. Flintspånet
- 59 kv. Flintsågen
- 60 kv. Grönstensyxan
- 61 kv. Halsringen
- 62 kv. Handkilen
- 63 kv. Holkyxan
- 64 kv. Hornkammen
- 65 kv. Kragflaskan
- 66 kv. Kultvagnen
- 67 kv. Mångkantyxan
- 68 kv. Näbbstenen
- 69 kv. Ringsvärdet
- 70 kv. Rundborgen
- 71 kv. Runmyntet
- 72 kv. Runslingan
- 73 kv. Skafthålsyxan
- 74 kv. Skivskrapan
- 75 kv. Skivyxan
- 76 kv. Slagstocken
- 77 kv. Smalmejseln
- 78 kv. Snabelbägaren
- 79 kv. Spetsyxan
- 80 kv. Spånpilen
- 81 kv. Spånskrapan
- 82 kv. Stockbåten
- 83 kv. Treudden
- 84 kv. Trattbägaren
- 86 kv. Bältespännet
- 88 kv. Ivar Vidfamne
- 89 kv. Sven Tveskägg
- 90 kv. Sigurd Digre
- 91 kv. Vilhelm Långsvärd
- 92 kv. Erik Segersäll
- 93 kv. Harald Hårdråde
- 94 kv. Sigrid Storråda
- 95 kv. Magnus Barfot
- 96 kv. Olof Skötkonung
- 97 kv. Torgny Lagman
- 98 kv. Styrbjörn Starke
- 99 kv. Knut Långe
- 100 kv. Ragnar Lodbrok
- 105 kv. Gånge-Rolf
- 106 kv. Grå-Gulle
- 108 kv. Kopparyxan
- 109 kv. Vikingaskeppet
- 111 kv. Glaspärlan[6]
- 113 kv. Hällkistan

## Kortedala, 63
- 1 kv. Bakformen
- 2 kv. Bakbordet
- 5 kv. Brickan
- 6 kv. Brödburken
- 8 kv. Brödkniven
- 9 kv. Brödkorgen
- 10 kv. Brödpenseln
- 11 kv. Brödrosten
- 12 kv. Buljongkoppen
- 13 kv. Bunken
- 14 kv. Bägaren
- 15 kv. Citronpressen
- 16 kv. Diskborsten
- 17 kv. Diskstället
- 18 kv. Dricksglaset
- 19 kv. Durkslaget
- 21 kv. Fiskkniven
- 22 kv. Fruktkniven
- 23 kv. Fruktskålen
- 24 kv. Gaffeln
- 25 kv. Gaständaren
- 27 kv. Gräddvispen
- 28 kv. Gurkhyveln
- 29 kv. Kaffekannan
- 30 kv. Kaffekitteln
- 31 kv. Kaffekoppen
- 32 kv. Kaffekvarnen
- 35 kv. Kakfatet
- 36 kv. Karaffen
- 37 kv. Karotten
- 38 kv. Kitteln
- 39 kv. Kokplattan
- 40 kv. Konservbrytaren
- 42 kv. Korkskruven
- 43 kv. Knivlådan
- 44 kv. Knivlägget
- 45 kv. Kryddstället
- 47 kv. Köttyxan
- 49 kv. Lingonkruset
- 50 kv. Mandelkvarnen
- 51 kv. Matbesticket
- 54 kv. Mockaskeden
- 55 kv. Morteln
- 56 kv. Omelettformen
- 57 kv. Omelettpannan
- 58 kv. Osthyveln
- 59 kv. Ostkniven
- 60 kv. Ostkupan
- 61 kv. Potatisskalaren
- 62 kv. Potatisstöten
- 63 kv. Rivjärnet
- 64 kv. Råkostjärnet
- 65 kv. Saltspaden
- 66 kv. Sardingaffeln
- 67 kv. Sejdeln
- 68 kv. Senapsglaset
- 69 kv. Sillburken
- 70 kv. Sillgaffeln
- 71 kv. Skeden
- 72 kv. Skopan
- 73 kv. Skärbrädan
- 74 kv. Sleven
- 75 kv. Smörgåsgaffeln
- 76 kv. Smörgåstången
- 77 kv. Smörpannan
- 78 kv. Smörspaden
- 79 kv. Sockerskålen
- 80 kv. Sockertången
- 81 kv. Soppsleven
- 82 kv. Speceriskåpet
- 83 kv. Stekfatet
- 84 kv. Stekgrytan
- 86 kv. Stekspaden
- 87 kv. Syltburken
- 89 kv. Sågkniven
- 90 kv. Såssilen
- 91 kv. Såsskålen
- 92 kv. Tallriken
- 93 kv. Tefatet
- 94 kv. Tekannan
- 95 kv. Tekoppen
- 96 kv. Tekulan
- 97 kv. Tesilan
- 99 kv. Termosflaskan
- 101 kv. Tryckkokaren
- 102 kv. Tårtkniven
- 103 kv. Tårtspaden
- 104 kv. Vinglaset
- 105 kv. Vågskålen
- 106 kv. Äggkoppen
- 107 kv. Äggskeden
- 108 kv. Äggstället
- 109 kv. Bordet
- 110 kv. Byrån
- 111 kv. Blomsterbordet
- 112 kv. Bordlampan
- 113 kv. Buffén
- 114 kv. Korgstolen
- 115 kv. Bokhyllan
- 116 kv. Biblioteksbordet[6]
- 117 kv. Brudkistan
- 118 kv. Brasbänken
- 119 kv. Braskudden
- 120 kv. Brudpallen
- 121 kv. Bordduken
- 122 kv. Draperiet
- 123 kv. Duken
- 124 kv. Dörrmattan
- 125 kv. Divanen
- 126 kv. Divanbordet
- 127 kv. Kristallkronan
- 128 kv. Fåtöljen
- 129 kv. Gardinen
- 130 kv. Golvlampan
- 131 kv. Glasskåpet
- 132 kv. Gungstolen
- 133 kv. Gökuret
- 134 kv. Moraklockan
- 135 kv. Pendylen
- 136 kv. Vägguret
- 137 kv. Kristallvasen
- 138 kv. Lampetten
- 139 kv. Skrivbordet
- 140 kv. Munkstolen
- 141 kv. Munkbordet

## Arendal, 64
- 1 kv. Varvet
- 3 kv. Annelund
- 4 kv. Ryaberg
- 5 kv. Skanslyckan
- 6 kv. Carls Trädgård
- 7 kv. Kärrslyckan
- 8 kv. Solgläntan
- 10 kv. Rönnebacken
- 11 kv. Mörka Vrån

## Syrhåla, 65
- 2 kv. Raffinaderiet
- 5 kv. Motorklubben
- Fastighetsnummer 765:254, särskilt namn: Dynan[60]

## Backa, 66
Byggnadskvarter i urval:

- 1 kv. Almön[61]
- 2 kv. Arkön[61]
- 3 kv. Aggarön[61]
- 4 kv. Adelsön[61]
- 5 kv. Agön[61]
- 6 kv. Alnön[61]
- 7 kv. Arpön
- 8 kv. Dyrön
- 9 kv. Flatön
- 10 kv. Fångön
- 11 kv. Fågelön
- 12 kv. Fagerön
- 13 kv. Fårön
- 14 kv. Fogdön
- 15 kv. Burön
- 16 kv. Brattön
- 17 kv. Bokön
- 18 kv. Brommön
- 19 kv. Bedarön
- 20 kv. Bärön
- 21 kv. Björnön
- 22 kv. Bunsön
- 23 kv. Bullerön
- 25 kv. Bjurön
- 26 kv. Biskopsön
- 27 kv. Bergön
- 29 kv. Bålsön
- 30 kv. Bollön
- 31 kv. Blidön
- 35 kv. Käringön
- 36 kv. Korsön
- 37 kv. Kurön
- 38 kv. Kastön[6]
- 39 kv. Kråkön
- 40 kv. Kallaxön
- 41 kv. Koön
- 42 kv. Karö
- 43 kv. Kvädö
- 44 kv. Kullö
- 45 kv. Kvarnö
- 46 kv. Kråkmarö
- 47 kv. Kättilö
- 48 kv. Kornö
- 49 kv. Karlsö
- 50 kv. Kungsö
- 51 kv. Ekerön
- 52 kv. Frösön
- 53 kv. Fäbodön
- 54 kv. Gopön
- 55 kv. Gusön
- 56 kv. Gålön
- 57 kv. Holmön
- 58 kv. Hornön
- 59 kv. Hägerön
- 60 kv. Härnön
- 61 kv. Iggön
- 62 kv. Instön[6]
- 63 kv. Lindön
- 64 kv. Lövön
- 65 kv. Mollön
- 66 kv. Märsön
- 67 kv. Mörtön
- 68 kv. Orrön
- 69 kv. Otterön
- 70 kv. Raftön
- 71 kv. Resarön
- 72 kv. Rödön
- 73 kv. Sandön
- 74 kv. Skatön
- 75 kv. Sollerön
- 76 kv. Dalarö
- 77 kv. Gåsö
- 78 kv. Hermanö
- 79 kv. Hållö
- 80 kv. Lavö
- 81 kv. Limö
- 82 kv. Lungö
- 83 kv. Långö
- 84 kv. Mulö
- 85 kv. Muskö
- 86 kv. Ornö
- 87 kv. Pinnö
- 88 kv. Ramsö
- 89 kv. Risö
- 90 kv. Rågö
- 91 kv. Råssö
- 92 kv. Saltö
- 93 kv. Djurön
- 94 kv. Esterön
- 96 kv. Mjältön
- 97 kv. Onsön
- 99 kv. Hanö
- 100 kv. Ivön
- 101 kv. Enön
- 102 kv. Lägerholmen
- 103 kv. Tärnö
- 104 kv. Hasslö
- 105 kv. Vinön
- 106 kv. Klåverö
- 107 kv. Vindö
- 112 kv. Helgö
- 113 kv. Idön
- 114 kv. Klädesholmen
- 115 kv. Lyrön
- 116 kv. Malmön
- 117 kv. Nämdö
- 118 kv. Stenungsön
- 119 kv. Storholmen
- 120 kv. Sälö
- 122 kv. Brämön
- 123 kv. Degerön
- 124 kv. Flatholmen
- 125 kv. Furö
- 126 kv. Gräsön
- 128 kv. Dillön
- 129 kv. Granön[6]
- 130 kv. Lillön
- 131 kv. Verkön
- 132 kv. Älgön
- 134 kv. Gällnö
- 135 kv. Hjälmö
- 136 kv. Harö
- 138 kv. Ringsön
- 139 kv. Skarpö
- 140 kv. Storön
- 141 kv. Svanö
- 142 kv. Sturkö
- 144 kv. Tjärnö
- 145 kv. Tylön
- 147 kv. Trundön
- 148 kv. Uvön
- 149 kv. Varnö
- 150 kv. Vagnö
- 151 kv. Vångsö
- 153 kv. Bondö
- 154 kv. Grimö
- 156 kv. Sunnerö
- 159 kv. Germundön
- 160 kv. Rånö
- 162 kv. Trollö
- 163 kv. Bastö
- 164 kv. Ytterön
- 166 kv. Seskarö[61]
- 167 kv. Sibberö[61]
- 168 kv. Sigfridsön[61]
- 169 kv. Sirkön[61]
- 170 kv. Strängö[61]
- 171 kv. Skutterön[61]
- 172 kv. Selaön[61]
- 173 kv. Singö
- 174 kv. Öddö
- 175 kv. Porsholmen
- 176 kv. Kråkerön
- 177 kv. Vassö
- 178 kv. Svensö
- 183 kv. Stora Karlsö
- 184 kv. Kälkerön
- 185 kv. Dannemark
- 186 kv. Gluppö
- 187 kv. Rörholmen
- 188 kv. Vedholmen
- 189 kv. Fjordholmen
- 190 kv. Vassholmen
- 191 kv. Norra Horta
- 192 kv. Södra Horta
- 193 kv. Rösö[61]
- 194 kv. Grundsö [61]
- 195 kv. Fotö[61]
- 196 kv. Marstrandsön
- 197 kv. Vitön
- 198 kv. Böttö
- 199 kv. Svartön
- 200 kv. Dombäcksön
- 208 kv. Roxön
- 209 kv. Ulvön
- 210 kv. Lyngö
- 211 kv. Vålön
- 212 kv. Grönön
- 213 kv. Malö
- 214 kv. Hjältö
- 215 kv. Bråtö
- 218 kv. Ösön
- 219 kv. Råön
- 220 kv. Köttön
- 221 kv. Gackerön
- 222 kv. Kalvön
- 223 kv. Värmdön
- 224 kv. Vinndalsön
- 225 kv. Lisön
- 226 kv. Gräddön
- 227 kv. Marön
- 228 kv. Stensön
- 229 kv. Bosön
- 230 kv. Lönön[62]
- 231 kv. Grinön[62]
- 232 kv. Maderön
- 236 kv. Slätön
- 237 kv. Albogården
- 238 kv. Ven
- 239 kv. Runnön
- 243 kv. S:t Jörgens trädgård
- 245 kv. S:t Jörgens Port[6]
- 246 kv. Kristiansborg
- 247 kv. Borgön

## Bergsjön, 67
- 2 kv. Brottaren
- 3 kv. Boxaren
- 4 kv. Gymnasten
- 5 kv. Kulstötaren
- 6 kv. Häcklöparen
- 8 kv. Orienteraren
- 9 kv. Fribrottaren
- 10 kv. Tyngdlyftaren
- 11 kv. Roddaren
- 12 kv. Spjutkastaren
- 13 kv. Stavhopparen
- 14 kv. Släggkastaren
- 15 kv. Bandyspelaren
- 16 kv. Golfspelaren
- 17 kv. Fotbollsspelaren[6]
- 18 kv. Seglaren
- 19 kv. Simmaren
- 20 kv. Gångaren
- 21 kv. Ryttaren
- 22 kv. Diskuskastaren
- 23 kv. Höjdhopparen
- 24 kv. Längdhopparen
- 25 kv. Trestegshopparen
- 26 kv. Hinderlöparen
- 27 kv. Maratonlöparen
- 28 kv. Femkamparen
- 29 kv. Tiokamparen
- 30 kv. Backhopparen
- 31 kv. Skidlöparen
- 32 kv. Skridskoåkaren
- 33 kv. Fäktaren
- 34 kv. Polospelaren
- 35 kv. Travkusken
- 36 kv. Ishockeyspelaren
- 37 kv. Handbollsspelaren
- 38 kv. Segelflygaren
- 39 kv. Simhopparen
- 40 kv. Målvakten
- 41 kv. Halvbacken
- 42 kv. Linjedomaren
- 45 kv. Högeryttern
- 46 kv. Högerinnern
- 47 kv. Idrottsmannen[6]
- 53 kv. Flugviktaren
- 54 kv. Kricketspelaren
- 55 kv. Löparen
- 56 kv. Golfaren[6]
- 58 kv. Sargen
- 59 kv. Skidan
- 60 kv. Tennisspelaren

## Hjällbo, 68
- 4 kv. Posthornet
- 5 kv. Postkontoret
- 6 kv. Postluckan
- 7 kv. Postlådan
- 9 kv. Poststämpeln
- 10 kv. Postsäcken
- 11 kv. Postväskan
- 15 kv. Postgodset
- 16 kv. Postlacket
- 22 kv. Posteleven
- 23 kv. Postinspektören
- 24 kv. Postiljonen
- 25 kv. Postmästaren
- 27 kv. Postväxeln
- 28 kv. Postanvisningen
- 29 kv. Postförskottet
- 31 kv. Posthandboken
- 32 kv. Posttaxan
- 33 kv. Poststadgan
- 34 kv. Postkartan
- 35 kv. Postavgiften
- 36 kv. Postportot
- 37 kv. Postdistriktet
- 38 kv. Posthuset
- 39 kv. Poststationen
- 40 kv. Postanstalten
- 41 kv. Postbanken
- 42 kv. Postgirot
- 43 kv. Postdirektören
- 44 kv. Postkontrollören
- 45 kv. Postassistenten
- 46 kv. Postexpeditören
- 47 kv. Postflyget
- 48 kv. Posttjänstemannen
- 49 kv. Postabonnenten
- 50 kv. Postbudet
- 51 kv. Postboken
- 53 kv. Postfacket
- 60. Särskilt namn: Lärjeholm
- 63. Särskilt namn: Bläsebo
- 71. Särskilt namn: Eriksbo
- 74. Särskilt namn: Eriksbo östergården
- 76. Särskilt namn: Linnarhult
- 110. Särskilt namn: Rösered södergården
- 119. Särskilt namn: Rösered södergården
- 123 kv. Postbehandlingen
- 124 kv. Postbetjäningen
- 125 kv. Postblandlingen
- 126 kv. Postdiligensen
- 127 kv. Postfacknyckeln
- 128 kv. Postflaggan
- 129 kv. Postfunktionären
- 130 kv. Postföreningen
- 131 kv. Postförfattningen
- 132 kv. Postgeneralen
- 133 kv. Postkalendern
- 134 kv. Postkupén
- 135 kv. Postlinjen
- 136 kv. Postmuséet
- 137 kv. Postmärket
- 138 kv. Postnumret
- 139 kv. Postpapperet
- 140 kv. Poströsten
- 141 kv. Postskrivaren
- 143 kv. Posttjänsten
- 144 kv. Posttrafiken
- 145 kv. Posttullen
- 146 kv. Postunionen
- 147 kv. Postupplagan
- 148 kv. Postutdelaren
- 149 kv. Postverket
- 150 kv. Postorderfirman
- 151 kv. Postremissen
- 152 kv. Postmannen
- 153 kv. Postturen
- 154 kv. Postkonsulenten
- 155 kv. Postadressen
- 158 kv. Postelevkursen
- 159 kv. Postexpeditionen
- 160 kv. Postfartyget
- 161 kv. Postorderfirman
- 164 kv. Posttidningen
- 165 kv. Postföraren
- 167 kv. Postvaktmästaren
- 168 kv. Postprenumeranten
- 169 kv. Postförvaltningen
- 170 kv. Brevbäraren
- 171 kv. Brevduvan
- 172 kv. Brevkorgen
- 173 kv. Brevkortet
- 174 kv. Brevlådan
- 175 kv. Brevportot
- 178 kv. Brevpärmen
- 179 kv. Brevfacket
- 180 kv. Brevkniven
- 182 kv. Frimärket
- 184 kv. Frimärkskartan
- 185 kv. Lantbrevbäraren
- 186 kv. Posten
- 187 kv. Postcykeln
- 188 kv. Frimärksalbumet
- 189 kv. Frimärkshäftet
- 190 kv. Brevpressen
- 194 kv. Postångaren
- 195 kv. Julfrimärket

## Angered, 69
- 33 Särskilt namn: Gunnared
- 36 Särskilt namn: Gunnilse
- 61 Särskilt namn: Nämndemansgärdet
- 62 Särskilt namn: Äspered
- 64 Särskilt namn: Äspered
- 67 Särskilt namn: Annered
- 73 Särskilt namn: Gunsered
- 74 kv. Ställverket
- 75 kv. Rälsen
- 76 kv. Järnvägsstationen
- 77 kv. Semaforen
- 78 kv. Stinsen
- 79 kv. Lokföraren
- 80 kv. Järnvägen
- 81 kv. Bansektionen
- 82 kv. Rangerbangården
- 83 kv. Godståget
- 84 kv. Ångloket
- 85 kv. Tendern
- 86 kv. Rälsbussen
- 87 kv. Expresståget
- 88 kv. Lokaltåget
- 89 kv. Dieselloket
- 90 kv. Elloket
- 91 kv. Persontåget
- 92 kv. Tågbuffén
- 93 kv. Modelltåget
- 94 kv. Fjärrtåget
- 95 kv. Perrongen
- 96 kv. Banvallen
- 97 kv. Stickspåret
- 100 kv. Biltåget
- 101 kv. Industritåget
- 102 kv. Industribanan
- 103 kv. Nattåget
- 104 kv. Dagtåget
- 105 kv. Biljetten
- 106 kv. Platsbiljetten
- 107 kv. Fribiljetten
- 108 kv. Växelloket
- 109 kv. Dressinen
- 110 kv. Sovvagnen
- 111 kv. Lokstallet
- 114 kv. Gunnareds kyrka
- 115 kv. Inlandsbanan
- 116 kv. Timmertåget
- 117 kv. Västgötabanan
- 118 kv. Restaurangvagnen
- 120 kv. Korsväxeln
- 121 kv. Stambanan
- 122 kv. Järnvägsspåret
- 124 kv. Spårbanan

## Gårdsten, 70
- 1 kv. Ingefäran
- 2 kv. Kanelen
- 3 kv. Kaprisen
- 4 kv. Kardemumman
- 5 kv. Kryddpepparen
- 6 kv. Lagerbärsbladet
- 7 kv. Muskoten
- 8 kv. Saffranet
- 9 kv. Saltet
- 10 kv. Salvian
- 11 kv. Sockret
- 12 kv. Vitpepparen[6]
- 19. Särskilt namn: Stora Steken
- 23. Särskilt namn: Ramnebacken
- 49. Särskilt namn: Tolered
- 52. Särskilt namn: Skärsjölund
- 53 kv. Kryddnejlikan
- 55 kv. Timjan
- 59 kv. Fänkålen
- 61 kv. Paprikan
- 62 kv. Myntan
- 63 kv. Vinrutan[6]
- 64 kv. Pimpinellan
- 65 kv. Angosturan
- 67 kv. Kyndeln
- 68 kv. Libbstickan
- 69 kv. Fyra Kryddor
- 70 kv. Chilipepparn
- 71 kv. Gurkmejan
- 72 kv. Vinägern
- 74 kv. Oreganon
- 77 kv. Pomeransskalet
- 78 kv. Sellerifröet
- 90 kv. Grillkryddan
- 91 kv. Grönpepparn
- 92 kv. Spanskpepparn
- 94 kv. Kryddsaltet
- 97 kv. Sötmandeln
- 100 kv. Kryddväxten
- 101 kv. Grönmyntan
- 102 kv. Sesamfröet
- 103 kv. Kryddörten
- 104 kv. Enbäret
- 105 kv. Lakritsen
- 106 kv. Kakaopulvret

## Björlanda, 77
- 19:1 Särskilt namn: Bassen (ett obebott skär i Nordre älvs utlopp)
- 19:2 Särskilt namn: Ostindiebådarna (ett obebott skär i Nordre älvs utlopp)

## Torslanda, 78
Stadsdelen består av trakterna Torslanda, Amhult, Tumlehed och Österöd.
- 34; Särskilt namn: Kvarnkullen
- 72 kv. Flygplatsen
- 73 kv. Hangaren
- 75 kv. Piloten
- 76 kv. Kontrolltornet
- 77 kv. Höjdrodret
- 78 kv. Sidorodret
- 79 kv. Skevrodret
- 80 kv. Vingklaffen
- 82 kv. Flygfältet
- 83 kv. Flyghallen
- 84 kv. Flyghamnen
- 85 kv. Flygkaptenen
- 86 kv. Flyglinjen
- 87 kv. Flygvärdinnan
- 88 kv. Flygplatschefen
- 89 kv. Flygtrafikledaren
- 90 kv. Flygväderlekstjänsten
- 91 kv. Flygbolaget
- 92 kv. Flygfältsmästaren
- 93 kv. Flygskolan
- 94 kv. Flygeleven
- 95 kv. Flygläraren
- 96 kv. Flygbanan
- 97 kv. Charterflyget
- 98 kv. Inrikesflyget
- 99 kv. Jetplanet
- 100 kv. Monoplanet
- 101 kv. Biplanet
- 102 kv. Triplanet
- 103 kv. Modellflyget[6]
- 106 kv. Flygdiplomet[6]
- 107 kv. Reguljärflyget[6]
- 110 kv. Flygbasen
- 132 kv. Fotoflyget
- 142 kv. Tullaren
- 143 kv. Tullhuset
- 144 kv. Tulldirektören
- 145 kv. Tullbommen
- 146 kv. Tulltaxan
- 147 kv. Tullkontrollen
- 148 kv. Tullkriget
- 149 kv. Tullgränsen
- 150 kv. Tullpasset
- 151 kv. Tullunionen
- 152 kv. Tullavgiften
- 153 kv. Tullbetjänten
- 154 kv. Tullsigillet
- 155 kv. Tullgodset
- 156 kv. Flygklubben
- 157 kv. Flygfrakten
- 158 kv. Flygcentralen
- 159 kv. Flygmektanikern
- 160 kv. Flygfyren
- 161 kv. Flygrestauranten
- 163 kv. Fallskärmen
- 164 kv. Civilflyget
- 165 kv. Jumbojeten
- 167 kv. Överljudsplanet
- 168 kv. Konstflygaren
- 204 kv. Ballongfararen[6]
- 205 kv. Luftseglaren[6]

### Amhult
- 111:4 Särskilt namn: Skäddan
- 111:5 Särskilt namn: Måvholmsbåden
- 111:7 Särskilt namn: Vitskär
- 111:8 Särskilt namn: Bockskärsbåden
- 111:9 Särskilt namn: Gula Bockskär
- 111:10 Särskilt namn: Bocken

## Kärra, 79
- 5. Särskilt namn: Fagerdal
- 40 kv. Afganhunden
- 41 kv. Airedaleterriern
- 42 kv. S:t Bernhardshunden
- 43 kv. Björnhunden[6]
- 44 kv. Bostonterriern
- 45 kv. Boxern
- 46 kv. Bulldoggen
- 47 kv. Dalmatinern
- 48 kv. Drevern
- 49 kv. Dvärgpinschern
- 50 kv. Dvärgpudeln
- 51 kv. Dvärgspetsen
- 52 kv. Foxterriern
- 53 kv. Gråhunden
- 54 kv. Grönlandshunden
- 55 kv. Jämthunden
- 56 kv. Lapphunden
- 57 kv. Mellanpudeln
- 58 kv. Mopsen
- 59 kv. Pointern
- 60 kv. Rottweilern
- 61 kv. Settern
- 62 kv. Schäfern
- 63 kv. Skotten
- 64 kv. Smålandsstövaren
- 65 kv. Spanieln
- 66 kv. Taxen
- 67 kv. Vallhunden
- 68 kv. Varghunden
- 69 kv. Vinthunden
- 70 kv. Västgötaspetsen
- 71 kv. Älghunden
- 72 kv. Blodhunden
- 73 kv. Hönshunden
- 74 kv. Hjorthunden
- 75 kv. Haldenstövaren
- 76 kv. Kanintaxen
- 77 kv. Malteserhunden
- 78 kv. Samojedhunden
- 79 kv. Dvärgtaxen
- 80 kv. Beaglehunden
- 81 kv. Cocker spanieln
- 82 kv. Bassethunden
- 83 kv. Hamiltonstövaren
- 84 kv. Springer spanieln
- 85 kv. Golden retrievern
- 86 kv. Newfoundlandshunden
- 87 kv. Vorstehhunden
- 88 kv. Retrievern
- 89 kv. Labradoren[6]
- 90 kv. Bull terriern
- 91 kv. Whippethunden
- 92 kv. Collien
- 93 kv. Eskimåhunden
- 94 kv. Griffonhunden
- 95 kv. Pekingesen
- 96 kv. Pulihunden
- 97 kv. Sporren
- 98 kv. Sadeln

## Säve, 80
Stadsdelen består av trakterna Säve, Askesby, Brunstorp, Gullö, Skålvisered, Svensby, Tofter, Åseby och Öxnäs.

### Brunstorp
- 28 kv. Brunstorps gärde
- 29 kv. Brunstorps hage
- 30 kv. Brunstorps äng
- 31 kv. Brunstorps by

### Gunnesby
- 1. Särskilt namn: Livasgården
- 3. Särskilt namn: Kastellegården
- 4. Särskilt namn: Källaregården
- 5. Särskilt namn: Mellangården
- 6. Särskilt namn: Muleregården
- 8. Särskilt namn: Tolsegården
- 11. Särskilt namn: Näset

## Tuve, 81
- 43. Särskilt namn: Skändla norgård
- 44. Särskilt namn: Skändla båtsmansgård
- 45 kv. Berget
- 46 kv. Dalen
- 47 kv. Fjället
- 48 kv. Fältet
- 50 kv. Grottan
- 51 kv. Mossen
- 53 kv. Stranden
- 55 kv. Slätten
- 56 kv. Bräckan
- 58 kv. Dälden
- 59 kv. Deltat
- 60 kv. Fjorden
- 61 kv. Floden
- 62 kv. Fåran
- 63 kv. Gattet
- 64 kv. Gipen
- 65 kv. Glaciären
- 66 kv. Gropen
- 67 kv. Grundet
- 68 kv. Gruvan
- 69 kv. Grytet
- 70 kv. Gungflyet
- 71 kv. Tundran
- 72 kv. Vassen
- 73 kv. Gärdet
- 74 kv. Gölen
- 75 kv. Myren
- 76 kv. Platån
- 78 kv. Tjärnen
- 79 kv. Åsen
- 80 kv. Höjden
- 81 kv. Strömmen
- 84 kv. Toppen
- 85 kv. Skrevan
- 86 kv. Sänkan
- 87 kv. Svackan
- 88 kv. Röset
- 89 kv. Åbrinken
- 90 kv. Mynningen
- 91 kv. Skäret
- 92 kv. Sundet
- 93 kv. Flaket
- 94 kv. Meandern
- 95 kv. Rullstensåsen
- 96 kv. Jättegrytan
- 97 kv. Flyttblocket
- 98 kv. Flötsen
- 99 kv. Bifurkationen
- 100 kv. Moränen
- 101 kv. Topografin[6]
- 103 kv. Drumlinen
- 104 kv. Öknen
- 105 kv. Savannen
- 106 kv. Dalsidan
- 107 kv. Älvfåran
- 108 kv. Oasen
- 109 kv. Sanddynen
- 110 kv. Strömfåran
- 111 kv. Bergskammen
- 112 kv. Udden
- 113 kv. Mon
- 115 kv. Magman
- 116 kv. Geoden
- 117 kv. Halvön
- 118 kv. Märgeltäkten
- 124 kv. Bergskedjan
- 131 kv. Slänten

## Sörred, 82
- 8 kv. Bilfabriken

## Askim, 86
- 58. Särskilt namn: Backa
- 151 kv. Fagerviken
- 153 kv. Falsterborev[56]
- 157 kv. Bäcksand
- 158 kv. Bönsäcken
- 160 kv. Dalbolandet
- 161 kv. Dalskär
- 162 kv. Djupasund[56]
- 163 kv. Djuprännan
- 169 kv. Ekeskärsbåden
- 170 kv. Ekholmsgrundet
- 171 kv. Eknöudde[56]
- 172 kv. Ekören[56]
- 174 kv. Elofs Grund[56]
- 175 kv. Flatvarp[56]
- 212 kv. Ramskär
- 231 kv. Kyrklyckan
- 237 kv. Aspa
- 238 kv. Arla
- 257 kv. Fageröflisan
- 258 kv. Eggskär
- 259 kv. Farstugrunden
- 275 kv. Fårholmsrevet[6]
- 276 kv. Fårösund[6]
- 278 kv. Klagshamn[6]
- 279 kv. Galtbådan[6]
- 284 kv. Grundvik[6]
- 285 kv. Glommen[6]
- 287 kv. Garpholmen
- 289 kv. Fjärdhäll
- 292 kv. Granklubben[6]
- 293 kv. Grundsund[6]
- 296 kv. Gråskärshäll[6]
- 297 kv. Gräsrännan[6]
- 298 kv. Grönviksudde[6]
- 300 kv.
- 301 kv. Holmögadd
- 302 kv. Hallands Svartskär[6]
- 303 kv. Hallshuk
- 304 kv. Hallstensören
- 305 kv. Hallsöklippor
- 307 kv. Harnäsudde
- 309 kv. Hjärtholmen
- 310 kv. Hindens Rev
- 318 kv. Hulkebådan[6]
- 319 kv. Hunnebådan[6]
- 321 kv. Håldämman[6]
- 322 kv. Husgarn[6]
- 323 kv.
- 324 kv. Kråksundsgap
- 325 kv. Katteklåvan[6]
- 328 kv. Johannesberg
- 385 kv.
- 386 kv.
- 425 kv. Lekskär
- 435 kv. Fladen
- 446 kv. Gamla klubbhuset
- 447 kv. Anholt
- 448 kv. Bastedalen
- 449 kv. Drogden
- 450 kv. Åstol
- 452 kv. Järnskär
- 453 kv. Kattskär
- 454 kv. Lagrund
- 466 kv. Asla
- 467 kv. Bläckhall
- 468 kv. Carlosgrundet
- 500 kv. Yxlan
- 509 kv. Horrsten

## Styrsö, 87
Stadsdelen består av trakterna Styrsö, Brännö, Vinga, Källö och Känsö.
- 49. Särskilt namn: Båsen (Donsö)
- 53. Särskilt namn: Donsö fiskehamn (Donsö)
- 102 kv. Korsedammen (Styrsö)
- 202 kv. Töttefällestenen (Donsö)